# Dunkerque
Pour les articles homonymes, voir Dunkerque (homonymie).
Dunkerque (/dæ̃.kɛʁk/, /dœ̃.kɛʁk/) est une commune française, sous-préfecture du département du Nord.
L'histoire de Dunkerque est liée à la mer du Nord : la ville se développa autour de son port. Du fait de sa position, elle suscita de nombreuses convoitises et appartint périodiquement au comté de Flandre, au royaume d'Espagne (Pays-Bas espagnols), aux royaumes d'Angleterre et de France. Le 25 juin 1658, elle changea trois fois de nationalité et devint définitivement française le 27 octobre 1662.
Avec 87 013 habitants en 2022, elle est la cinquième ville la plus peuplée de la région Hauts-de-France, la seconde hors de la métropole lilloise après Amiens. Ses habitants sont appelés les Dunkerquois et les Dunkerquoises. La « cité de Jean Bart » est au centre de la communauté urbaine de Dunkerque qui regroupe dix-sept communes et compte 192 554 habitants en 2021. Elle est également au cœur  d'une aire d'attraction comptant 258 849 habitants en 2022, répartis sur soixante-six communes dont sept dans le Pas-de-Calais.
Le grand port maritime de Dunkerque, troisième de France quant au trafic, représente le premier secteur d'emplois de la ville devant la grande distribution. On y trouve les sociétés ArcelorMittal, Air liquide, Europipe et des installations pétrochimiques. Il est également la première plateforme énergétique des Hauts-de-France via la centrale nucléaire de Gravelines, la centrale DK6 et le terminal méthanier.
Le carnaval de Dunkerque est l'événement culturel le plus connu de la ville.
La ville sert aussi de métaphore pour l'extrême nord de la France métropolitaine : on parle de la France « de Dunkerque à Perpignan » pour dire « toute la France ». Les partisans de l'Algérie française parlaient quant à eux de la France « de Dunkerque à Tamanrasset ».

## Géographie

### Localisation
Dunkerque est la sous-préfecture la plus septentrionale de France, située dans le département du Nord à 65 km au nord-ouest de Lille et à 241 km au nord de Paris à vol d'oiseau. De plus, Dunkerque est à moins de 300 km de trois autres capitales européennes : Amsterdam, Bruxelles et Londres. La ville est également sur le Méridien de Paris, et depuis 2000 sur la Méridienne Verte. Enfin, Dunkerque est baignée par la mer du Nord.
Dunkerque est plus proche à vol d'oiseau des côtes sud de la Norvège que de Bayonne en France.
La superficie de la ville est de 43,89 km2, ce qui fait de Dunkerque la ville de plus de 20 000 habitants la plus étendue du Nord, devant notamment Lille.

### Communes limitrophes
| Mer du Nord     | Mer du Nord                            | Mer du Nord                  |
| Grande-Synthe   | Dunkerque                              | Leffrinckoucke               |
| Armbouts-Cappel | Coudekerque-Branche Cappelle-la-Grande | Téteghem-Coudekerque-Village |

### Géologie et relief

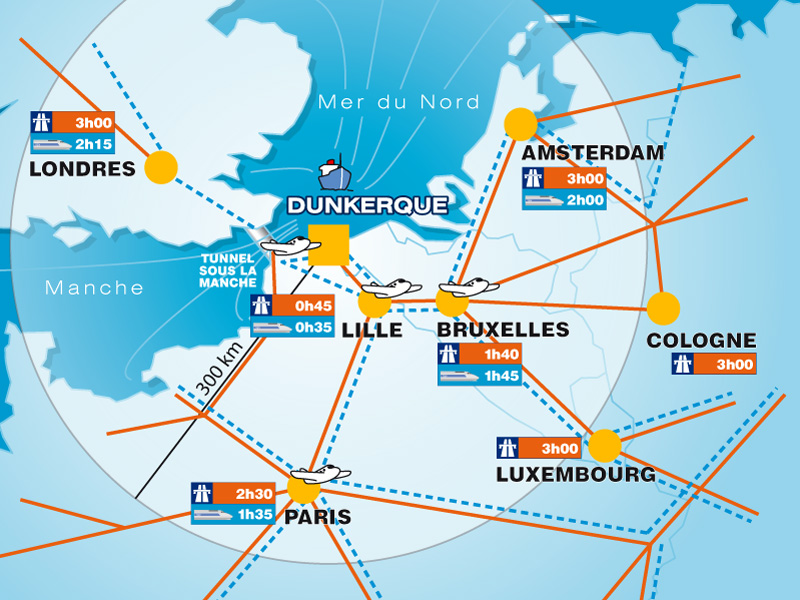
Situation géographique de Dunkerque

Le point culminant de Dunkerque est situé à 17 mètres d'altitude, il se trouve au sommet d'une butte située dans le quartier du « Grand Large ». Le paysage urbain est extrêmement plat, il est nivelé à environ 4 mètres sur l'ensemble du territoire. Ainsi le point culminant des quartiers habités de Dunkerque est situé en plein centre-ville à mi-distance entre l'hôtel de ville et la place Jean-Bart.
Le point le plus bas de Dunkerque est situé au niveau de la mer sur la plage. Cependant au moment de la marée haute, le fond du « canal Exutoire » se trouve sous le niveau de la mer, l'écluse Tixier faisant alors barrage à l'eau de mer.

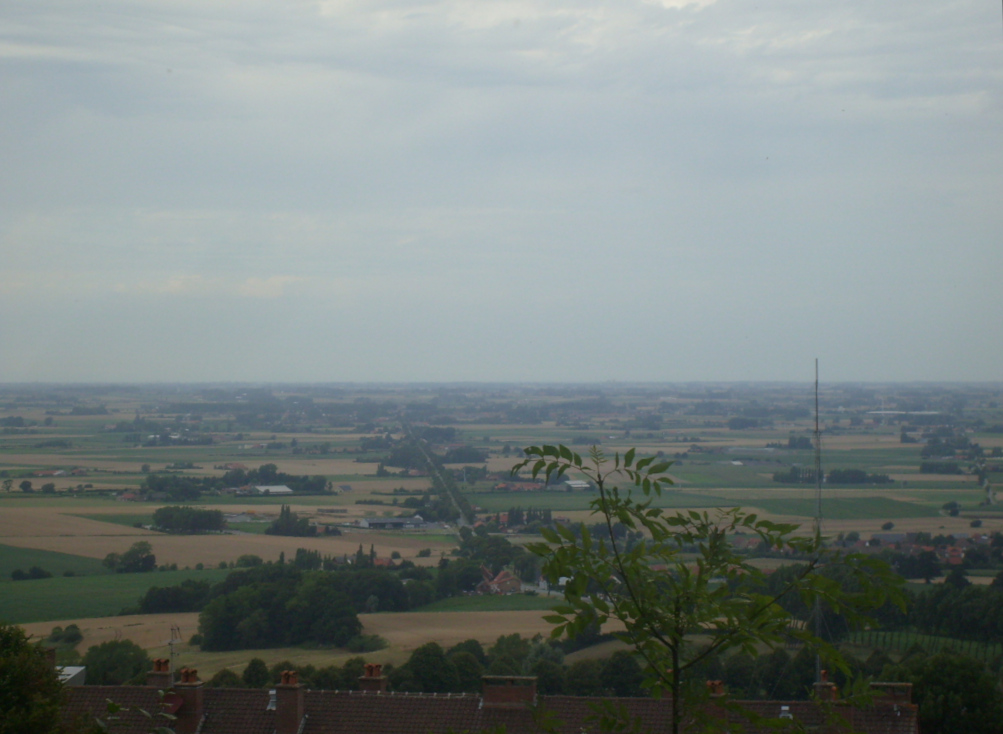
Le Blootland vu depuis Cassel, Dunkerque est à l'horizon à gauche.

Dunkerque appartient à la région naturelle du Blootland, caractérisée par un paysage plat de champs cultivés. Les zones forestières y sont peu nombreuses. L'altitude moyenne est très faible voire négative dans les polders. Le Blootland, aussi appelé « plaine maritime de Flandre » est également composé de nombreux canaux chargés de drainer les eaux vers la mer : les wateringues.
L'agglomération est une zone conquise sur la mer au fur et à mesure du temps. Originellement, cet endroit correspond au golfe de l'Aa. Peu à peu, le sable s'est accumulé dans le golfe et des îles se sont formées. Ce sable, vert et très fin, forme une couche épaisse de vingt mètres appelé aussi « Assise de Calais » ; elle date du flandrien moyen. Ce sable « boulant » ou « pissart », est imbibé d'une eau qui a deux provenances distinctes : dans la partie supérieure de la couche se trouve de l'eau douce qui provient de la pluie et des canaux ; dans sa partie inférieure, il s'agit d'une eau saumâtre qui résulte de l'infiltration de la mer. Cette dernière strate ne constitue que très rarement la couche supérieure du sol sur le territoire de Dunkerque, elle affleure cependant en surface dans la moitié de la Basse-Ville (Dunkerque-Sud) et dans une bande de 4 km sur 2 km qui traverse Petite-Synthe.
Hormis ces deux zones, l'Assise de Calais est recouverte d'une couche dont l'épaisseur varie de 1 à 3 m. La composition de cette couche dépend également de sa situation géographique. Ainsi, les quartiers habités de Dunkerque à l'exception de Petite-Synthe sont sis sur une couche formée de dunes et de cordons littoraux sableux récents. Cette strate date du Moyen Âge, elle forme un promontoire qui surélève Dunkerque par rapport aux autres villes à l'intérieur des terres, par exemple il y a un dénivelé de 1,80 m entre Dunkerque et Bergues. Le quartier de Petite-Synthe et le sud de Mardyck sont situés sur l'Assise de Dunkerque, une couche de limons, de sables et d'argiles. Cette strate s'est formée à partir du IIIe siècle de notre ère.

### Littoral
Le littoral est orienté suivant un axe ouest-sud-ouest, est-nord-est. Il est bordé de dunes d'édification récente. Le cordon dunaire s'est progressivement réduit à cause de l'urbanisation aux abords de Dunkerque.

### Stratigraphie
En terme géologique, d'après la stratigraphie, l'ensemble de ces couches date de l'âge du flandrien supérieur (quaternaire).
Le port de Dunkerque est situé à la fois sur les deux couches citées précédemment et sur une couche de remblais installée afin d'agrandir rapidement le territoire portuaire.
Le sol de Dunkerque empêche l'érection de bâtiments de grande taille par des procédés standards, mais il permet la culture de nombreuses plantes, fruits et légumes, comme en témoigne l'activité maraîchère de Rosendaël — étymologiquement la « vallée des roses » — au cours de son histoire.

### Hydrographie

Carte des canaux dunkerquois.

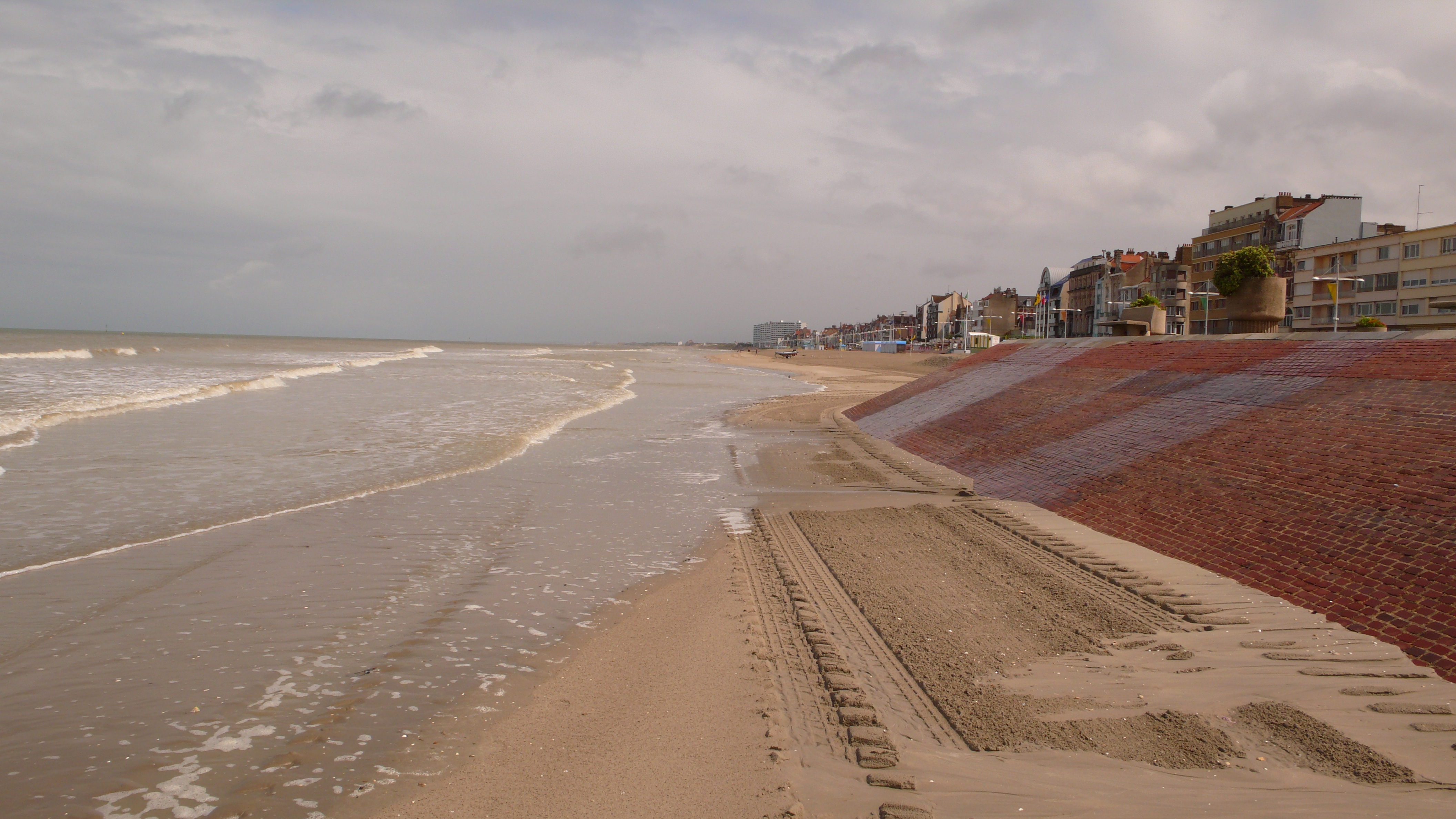
La mer du Nord à marée haute à Malo-les-Bains.

Malo-les-Bains est bordée par la mer du Nord, tout comme la « digue du Braek » protégeant le port industriel. La géographie du reste de la ville est presque entièrement délimitée par des cours d'eau.

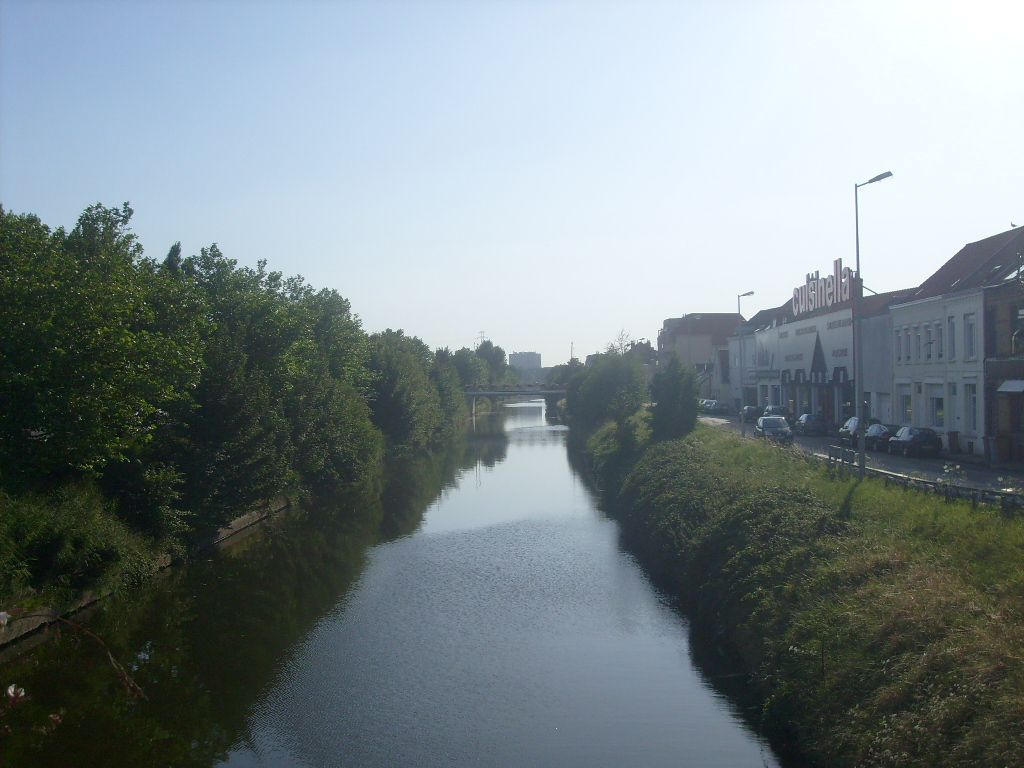
Le canal de Furnes peu après les quatre écluses.

Le canal de Bergues est le canal de plus ancien du Dunkerquois, il a été creusé au XVIe siècle et mis en service en 1634, afin de relier la ville de Bergues à l'arrière-port de Dunkerque. Son lit suit un axe globalement sud-nord. Il reçoit les eaux du canal de la Haute-Colme. À son arrivée à Dunkerque, le canal se divise en deux embranchements. La partie ouest du canal de Bergues séparant le « Jeu de Mail » sur sa rive gauche de la Basse-ville sur sa rive droite aboutit dans la partie ouest du « canal de jonction ». La partie est sépare la Basse-ville de Coudekerque-Branche sur sa rive droite et aboutit à l'extrémité est du « canal de jonction » au niveau de la zone des « 4 écluses », qui est un « carrefour hydraulique » de Dunkerque.
La construction du canal de Bourbourg a débuté en 1679 et il a été mis en service en 1846, sa réalisation est due à la volonté de relier l'Aa au port de Dunkerque. Le lit du canal suit globalement un axe sud-ouest - nord-est avant de se diviser en deux parties au niveau de la ville de Spycker au sud-ouest de Dunkerque. La partie ouest du canal, qui prend la direction du nord, est appelée « dérivation du canal de Bourbourg ». Elle sépare Mardyck sur sa rive gauche de Grande-Synthe et se jette dans le bassin du Port autonome de Dunkerque. La partie est du canal conserve le nom de canal de Bourbourg, elle suit une direction globalement ouest-est avant de bifurquer vers le nord au niveau de Coudekerque-Branche. Elle sépare Petite-Synthe sur sa rive gauche de Armbouts-Cappel, Cappelle-la-Grande et Coudekerque-Branche, elle sépare également sur ses cent derniers mètres le « Jeu de Mail » sur sa rive droite du « Carré de la vieille ». Le canal de Bourbourg se jette à l'extrémité ouest du « canal de jonction ».

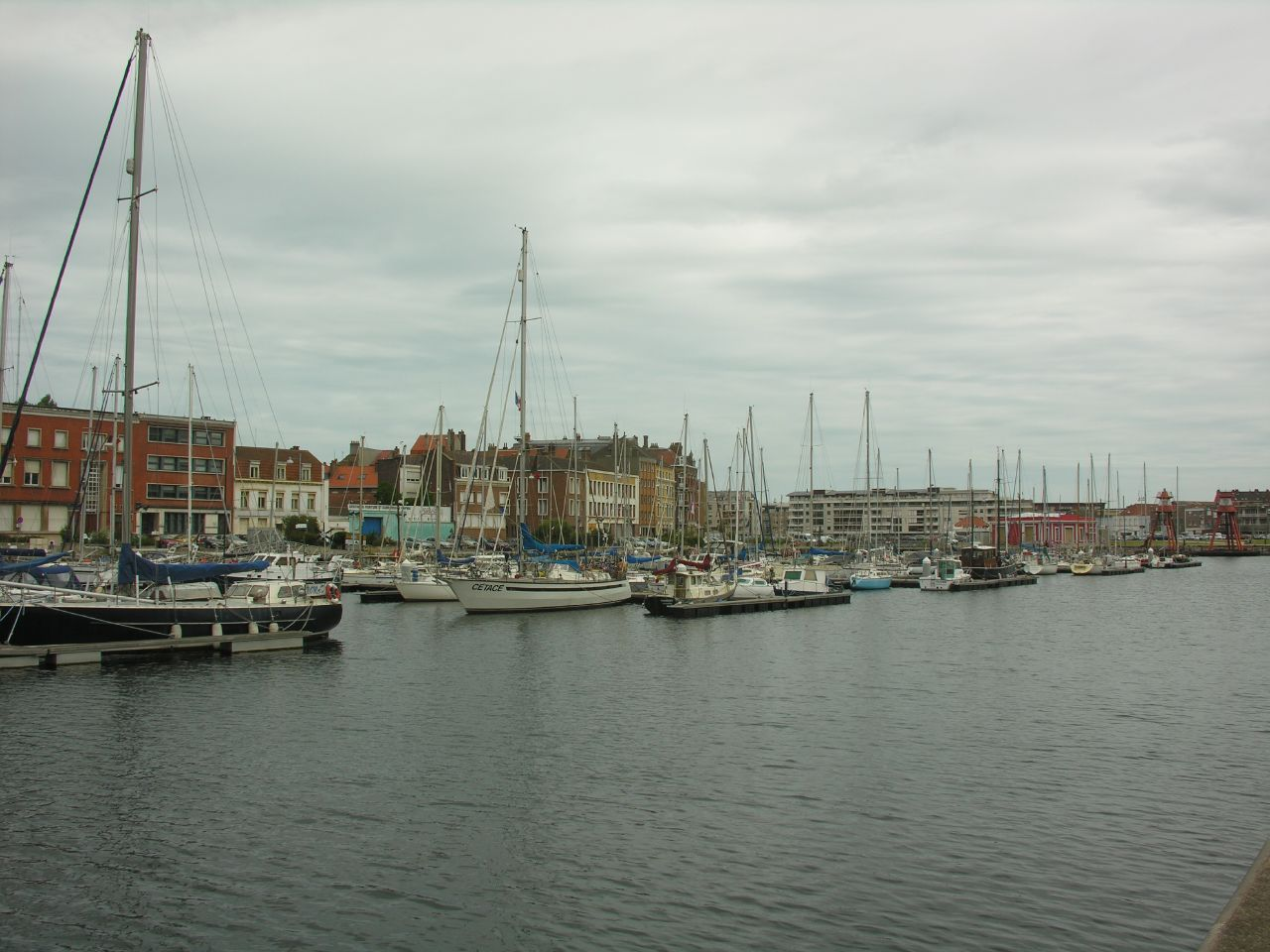
Le port de plaisance du bassin de commerce

Les canaux de Bergues et de Bourbourg accueillant une partie des eaux de l'Aa, Dunkerque constitue l'embouchure orientale du fleuve. De plus le canal de Bourbourg et sa dérivation forment une partie de la liaison Dunkerque-Escaut.
Le canal de Furnes a été construit au XVIIe siècle. Il débute au niveau des « 4 écluses » et prend une direction quasiment parallèle à la côte en direction de la Belgique, où, sous le nom de canal Nieuport-Dunkerque, il se jette dans la mer du Nord. Le canal de Furnes accueille une partie des eaux des canaux de Bergues et du « canal de jonction ». Il sépare Rosendaël sur sa rive gauche de Coudekerque-Branche puis Téteghem.
Le canal des Moëres communiquait autrefois avec les canaux de Bergues et de jonction au niveau des « quatre écluses ». Le premier continuait vers le nord afin de se déverser dans la mer du nord via une cunette, le second venant du sud communiquait vers l'est avec le canal de Furnes et le troisième venant de l'ouest communiquait également avec le canal de Furnes. Le carrefour comportait donc quatre écluses, ce qui donna son nom à la zone. Aujourd'hui le canal des Moëres sépare le cimetière sur sa rive droite de Coudekerque-Branche avant de passer sous le canal de Furnes puis de se jeter après pompage dans le « canal exutoire ».
Le canal exutoire des wateringues, appelé « Exutoire » a été construit durant l'entre-deux-guerres, en lieu et place des glacis des anciens remparts de la ville. Outre les eaux du canal des Moëres, il accueille une grande partie des eaux provenant de la zone des « 4 écluses », c'est-à-dire celles du canal de Bergues et du « canal de jonction ». Il se jette à marée basse dans la mer du Nord au niveau de l'écluse Tixier. À marée haute, l'écluse est fermée et le canal sert de bassin collecteur. En cas de fortes pluies ou de grandes marées, l'évacuation de l'eau est assurée partiellement par des pompes. L'exutoire sépare Dunkerque-Centre sur sa rive gauche, de Rosendaël, les « Glacis » et Malo-les-Bains.
Le canal de Mardyck a été mis en service en 1715, un an après le début des travaux. Il était destiné à fournir un accès à la mer supplémentaire aux eaux du canal de jonction tout en desservant Fort-Mardyck. Il est relié à l'extrémité est de celui-là. Son usage fut cependant très bref puisqu'il ne fut utilisé comme tel que pendant cinq ans. Aujourd'hui, il sépare Petite-Synthe sur sa rive gauche de Saint-Pol-sur-Mer, il est recouvert par la voie express tout le long de cette délimitation, puis serpente sous forme de petits cours d'eau avant de se jeter dans le bassin du port autonome.
Le « canal de jonction » a été construit au début du XVIIIe siècle afin de relier le canal de Bourbourg aux « 4 écluses ». Son lit suit un axe est-ouest. Il sépare la Basse-ville au sud de Dunkerque-Centre au nord.
L'ensemble des canaux précédents draine l'eau des petits ruisseaux, appelés wateringues qu'ils croisent tout au long de leur parcours.
Le canal de l'île Jeanty, séparant le quartier du même nom de Dunkerque-Centre, permet de relier l'extrémité ouest du canal de jonction au port est. Il fut construit aux environs de 1850.
La ville dispose également d'un grand bassin dans le port est. Il est relié à la mer par trois écluses permettant le passage de divers bateaux. Ce bassin est divisé en trois parties. La partie occidentale est le bassin du port autonome de Dunkerque, elle est globalement comprise entre la digue du Braek et Arcelor-Dunkerque et sert à la navigation et à l'amarrage de gros navires. La partie centrale est appelée « Bassin de Freycinet », elle contient six darses pour autant de môles ainsi que des cales sèches. Enfin la partie orientale est destinée à la plaisance, elle contient le bassin de commerce et le bassin de la marine. Le premier sépare la citadelle du centre-ville, le second sépare la citadelle du quartier de la gare.
Enfin le bassin du Grand-Large est directement relié à la mer du Nord, il contient le port de plaisance du Grand-Large et le port de pêche. Il sépare la citadelle des quartiers de la Victoire et du Grand-Large.

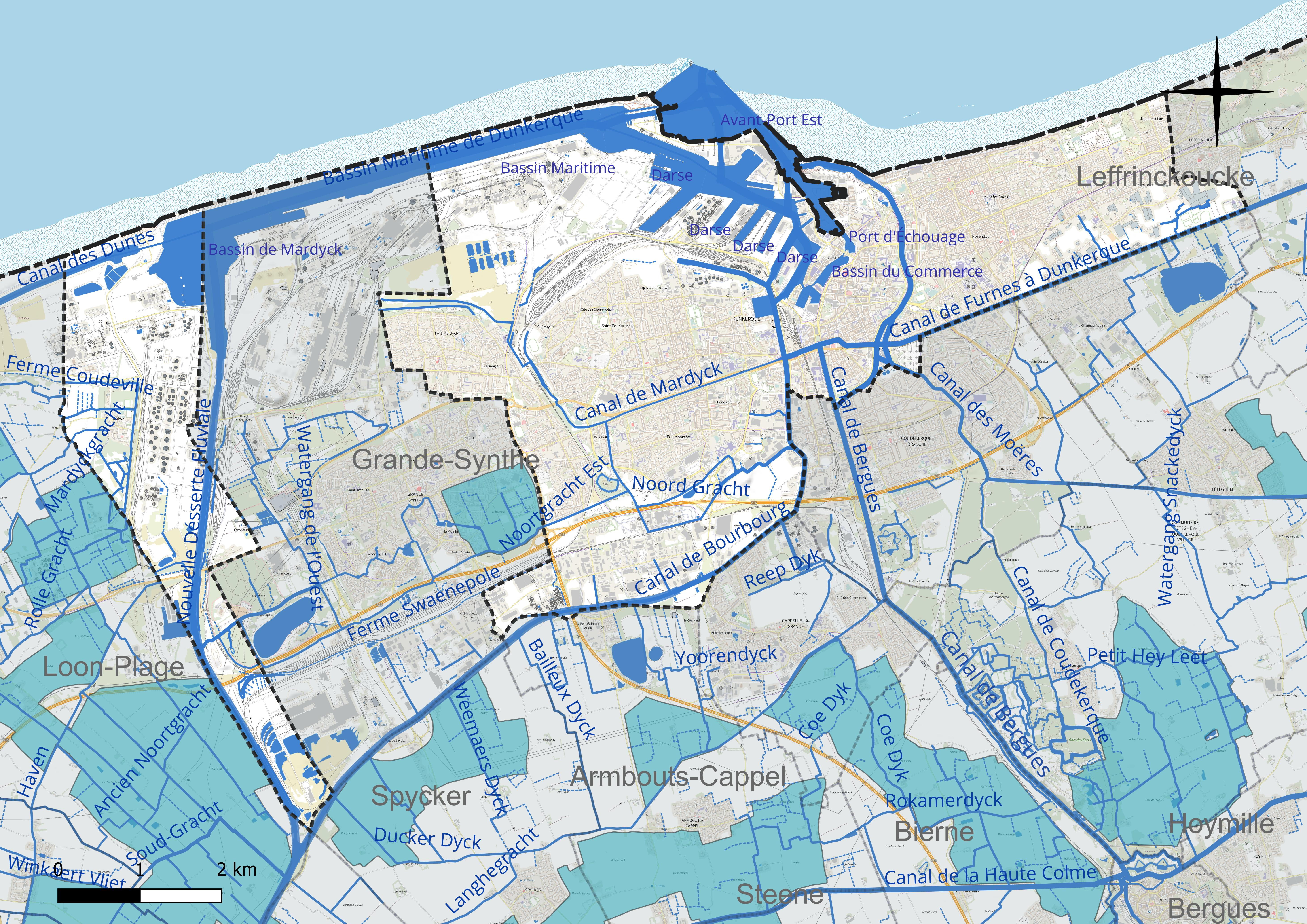
Réseau hydrographique de Dunkerque.

### Climat

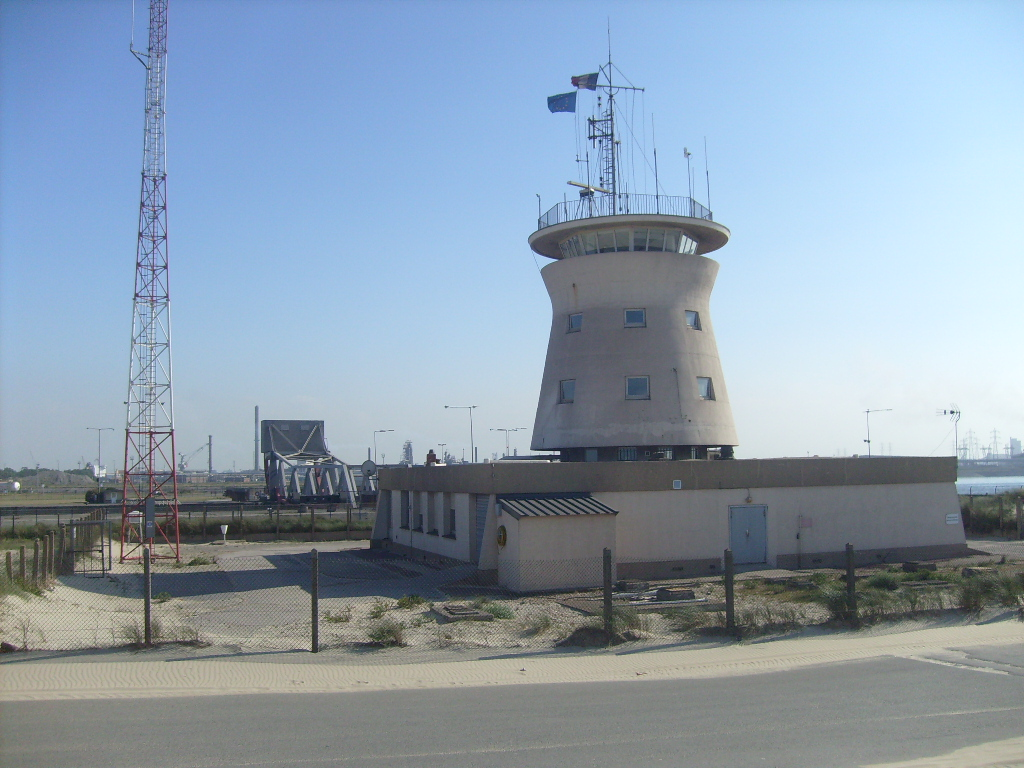
Sémaphore de Dunkerque

Le climat de la ville est tempéré océanique. La partie septentrionale de la région Hauts-de-France se trouve sur le parcours d'événements météorologiques contrastés, ce qui explique la diversité de son climat et la vitesse avec laquelle il change.
Lorsque le flux est d'ouest, l'agglomération se situe alors sur un axe privilégié des dépressions venues de l'océan Atlantique. Le vent est alors assez fort, voire tempétueux, les épisodes pluvieux et l'humidité sont importants. Le ciel est alors gris. Ce ciel de traîne éclate ensuite en grain parfois orageux ou en grêle.
Lorsque le flux est de nord, la mer du Nord qui baigne la cité est le maître d’œuvre du climat. Elle apporte des masses d'air venues directement du pôle Nord, les humidifie et les stabilise. En hiver, il en résulte des grains, du tonnerre, de la grêle et de la neige.
Lorsque le flux est d'est, les masses d'air viennent alors de Russie. En été, le ciel est bleu et les températures sont agréables. En hiver, le ciel est également bleu mais les températures sont glaciales (largement négatives).
Enfin lorsque le flux est de sud, la région hérite des masses d'air qui ont traversé la France et s'y sont réchauffées (en été) ou refroidies (en hiver). Lors de la saison estivale, les températures peuvent alors grimper en flèche. Au cours des canicules, il est alors possible que la station météorologique de Dunkerque enregistre la température la plus élevée de France en fin de matinée. Cependant la présence de masses d'air froides à proximité (au-dessus de la Manche ou la mer du Nord) entraîne des épisodes orageux qui peuvent être très violents.
Il y a en moyenne 118,5 jours avec 1 mm ou plus de pluie. La variation de température entre hiver et été est faible, avec 10,5 °C en moyenne. L'ensoleillement annuel de la ville est légèrement plus faible que la moyenne nationale (respectivement 1 900 h contre 1 973 h).
La station météorologique de Météo-France installée sur la commune et mise en service en 1891 permet de connaître en continu l'évolution des indicateurs météorologiques. Le tableau détaillé pour la période 1991-2020 est présenté ci-après.
| Mois                                  | jan.             | fév.           | mars            | avril           | mai           | juin            | jui.          | août            | sep.            | oct.          | nov.            | déc.             | année     |
| ------------------------------------- | ---------------- | -------------- | --------------- | --------------- | ------------- | --------------- | ------------- | --------------- | --------------- | ------------- | --------------- | ---------------- | --------- |
| Température minimale moyenne (°C)     | 3,4              | 3,5            | 5,3             | 7,4             | 10,5          | 13,3            | 15,5          | 15,8            | 13,6            | 10,4          | 6,9             | 4,2              | 9,2       |
| Température moyenne (°C)              | 5,5              | 5,7            | 7,7             | 10,3            | 13,3          | 16,1            | 18,4          | 18,8            | 16,5            | 13            | 9               | 6,2              | 11,7      |
| Température maximale moyenne (°C)     | 7,6              | 8              | 10,2            | 13,1            | 16            | 18,9            | 21,2          | 21,7            | 19,3            | 15,6          | 11,1            | 8,3              | 14,3      |
| Record de froid (°C) date du record   | −13,4 17.01.1985 | −18 12.02.1929 | −7 02.03.1929   | −5,2 05.04.1911 | −1 04.05.1929 | 3 30.06.1892    | 6 04.07.1911  | 4 28.08.1927    | 3,4 27.09.1912  | −4 21.10.1908 | −7 10.11.1908   | −12,2 14.12.1899 | −18 1929  |
| Record de chaleur (°C) date du record | 16,4 01.01.22    | 19,1 24.02.21  | 24,8 24.03.1896 | 28,4 29.04.1955 | 34 31.05.1892 | 34,8 11.06.1900 | 41,3 25.07.19 | 36,2 19.08.1932 | 35,2 08.09.1898 | 28 01.10.1908 | 20,3 02.11.1899 | 16,6 23.12.1977  | 41,3 2019 |
| Précipitations (mm)                   | 53,9             | 45,4           | 41,9            | 36,7            | 45,5          | 54,5            | 58,5          | 64,2            | 64,9            | 73            | 79,5            | 72,8             | 690,8     |

La température minimale à Dunkerque a été atteinte le 12 février 1929, avec −18,0 °C, et la température maximale de 41,3 °C le 25 juillet 2019.
Le 30 mai 1981, il est tombé 55 mm de pluie, et le 25 janvier 1990, le vent a soufflé à 155 km/h.
Une trombe marine s'est abattue sur Dunkerque et ses environs le 9 novembre 2001, à la suite de fortes rafales de vent et des chutes de grêle.

### Paysages
Pour un article plus général, voir Paysage en France.
La commune s'inscrit dans les « paysages des dunes de la mer du Nord » tels qu’ils sont définis dans l’atlas de paysages de la région Nord-Pas-de-Calais, conçu par la direction régionale de l'Environnement, de l'Aménagement et du Logement (DREAL),.
Ces paysages concernent 23 communes du Nord et du Pas-de-Calais avec trois pôles d’attraction que sont Calais à l'ouest et Dunkerque à l’est et, dans une moindre mesure, Gravelines au centre où se trouve le delta du fleuve côtier l’Aa. On y distingue trois parallèles : la frange côtière avec son cordon dunaire ; l'ancienne route nationale 1 et l'Autoroute A16.
Ces paysages sont composés d’un cordon dunaire de 60 km typique des paysages nordiques et que l’on retrouve aux Pays-Bas et en Belgique. Ce cordon littoral datant du VIIIe siècle s’est constitué durant la dernière transgression marine et joue un rôle de digue en protégeant la plaine maritime de l’invasion de la mer. Sa taille n’excède pas, en largeur, quelques centaines de mètres et, en hauteur, une dizaine de mètres.
Une particularité de ces paysages est la présence de moëre (marais en flamand), point le plus bas du territoire français, avec une altitude de −4 m. Leur assèchement est entrepris dès 1619 par 23 moulins à vent qui vont pomper l’eau et l’acheminer vers la mer par des watringues. Ces polders, terres gagnées sur la mer, ainsi constitués sont les plus anciens de l’Europe du Nord.
Les cultures ne représentent que 35 % de ces paysages des dunes de la mer du Nord.
Concernant l'activité humaine, à l’ouest de ces paysages se trouve : la région de Calais, avec le tunnel sous la Manche et l'activité portuaire de Calais tournée vers l’Angleterre ; à l’est, la zone urbaine de Dunkerque et ses installations portuaires et, au centre, la zone de Gravelines avec son port de plaisance et sa centrale nucléaire.
Sur le plan de la biodiversité, on y observe de nombreux déplacements d’oiseaux marins, côtiers ou terrestres ainsi que des phoques veau-marin installés sur les bancs de sable.

## Urbanisme

### Typologie
Au 1er janvier 2024, Dunkerque est catégorisée grand centre urbain, selon la nouvelle grille communale de densité à sept niveaux définie par l'Insee en 2022.
Elle appartient à l'unité urbaine de Dunkerque, une agglomération intra-départementale regroupant huit communes, dont elle est ville-centre,,. Par ailleurs la commune fait partie de l'aire d'attraction de Dunkerque, dont elle est la commune-centre,. Cette aire, qui regroupe 66 communes, est catégorisée dans les aires de 200 000 à moins de 700 000 habitants,.
La commune, bordée par la mer du Nord, est également une commune littorale au sens de la loi du 3 janvier 1986, dite loi littoral. Des dispositions spécifiques d’urbanisme s’y appliquent dès lors afin de préserver les espaces naturels, les sites, les paysages et l’équilibre écologique du littoral, tel le principe d'inconstructibilité, en dehors des espaces urbanisés, sur la bande littorale des 100 mètres, ou plus si le plan local d’urbanisme le prévoit.

### Occupation des sols
L'occupation des sols de la commune, telle qu'elle ressort de la base de données européenne d’occupation biophysique des sols Corine Land Cover (CLC), est marquée par l'importance des territoires artificialisés (78 % en 2018), en augmentation par rapport à 1990 (74,2 %). La répartition détaillée en 2018 est la suivante :
zones industrielles ou commerciales et réseaux de communication (39 %), zones urbanisées (35,7 %), eaux continentales (7,8 %), zones agricoles hétérogènes (4,7 %), espaces verts artificialisés, non agricoles (3,3 %), milieux à végétation arbustive et/ou herbacée (2,9 %), eaux maritimes (2,4 %), terres arables (1,5 %), prairies (1,4 %), espaces ouverts, sans ou avec peu de végétation (1,1 %), zones humides côtières (0,3 %). L'évolution de l’occupation des sols de la commune et de ses infrastructures peut être observée sur les différentes représentations cartographiques du territoire : la carte de Cassini (XVIIIe siècle), la carte d'état-major (1820-1866) et les cartes ou photos aériennes de l'IGN pour la période actuelle (1950 à aujourd'hui).

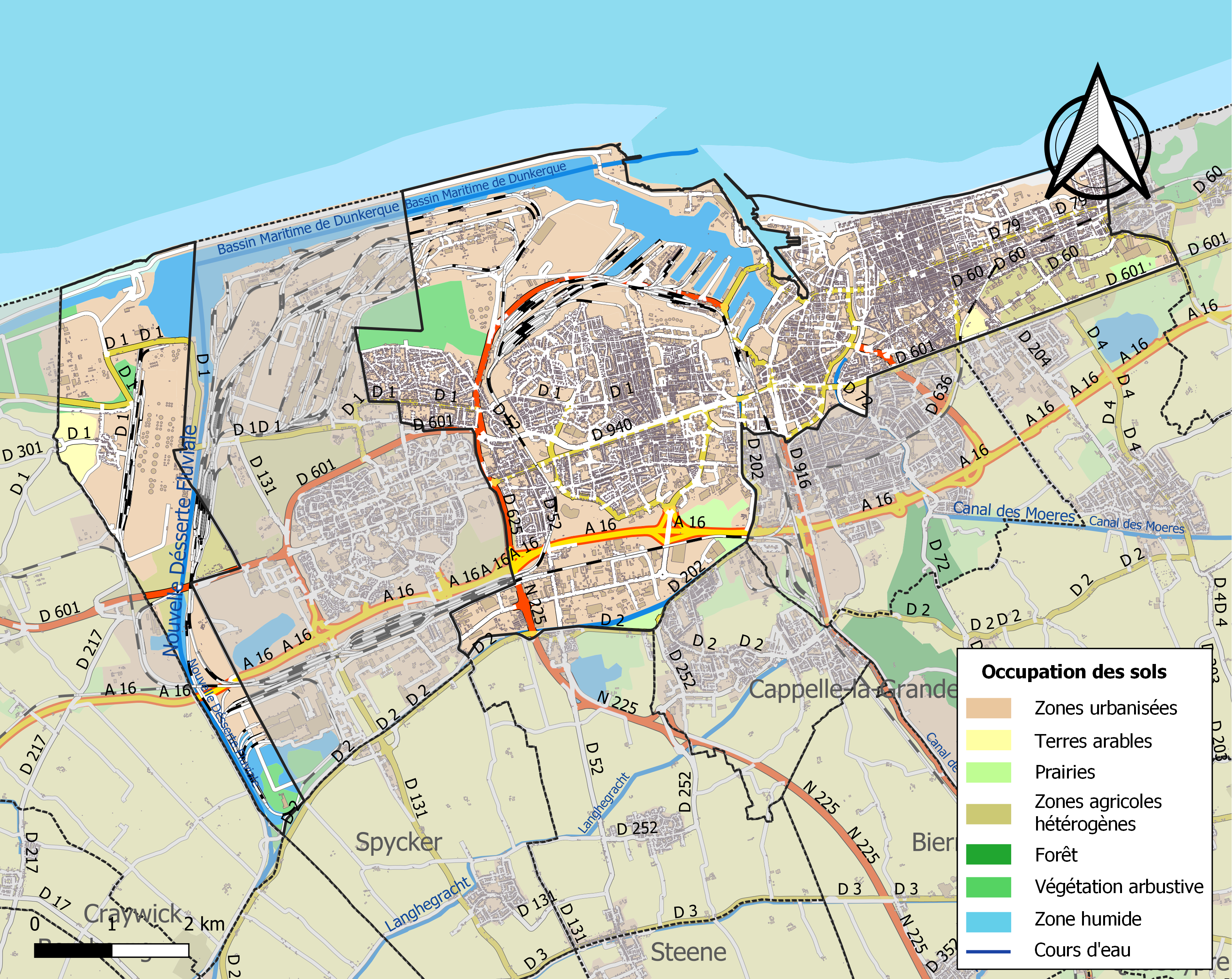
Carte des infrastructures et de l'occupation des sols de la commune en 2018 (CLC).

### Quartiers de Dunkerque

Légende :
,,,,, Grand Port Maritime de Dunkerque, et.

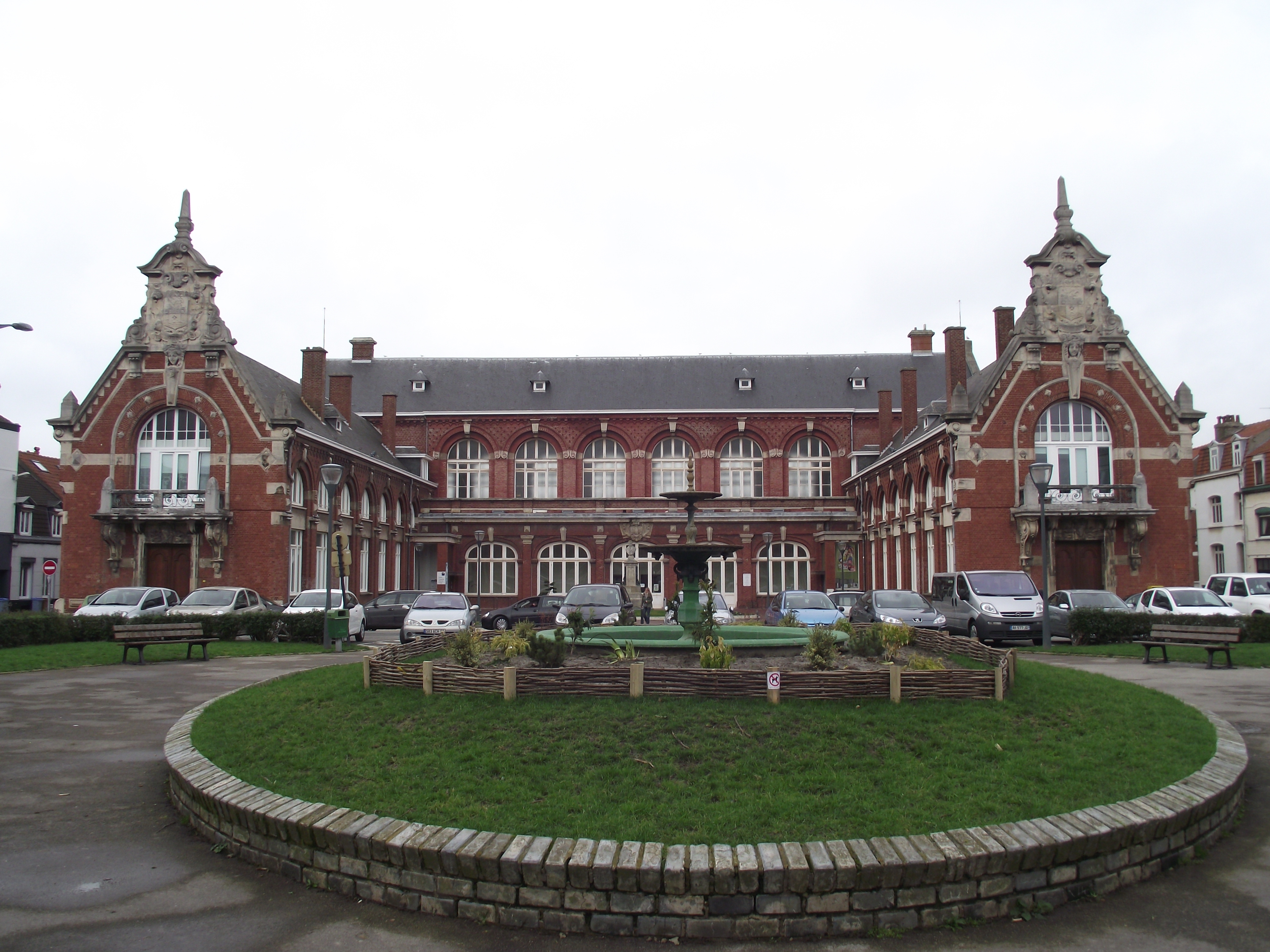
La mairie annexe de Malo-les-Bains.

La ville est composée de plusieurs quartiers : Dunkerque-Centre, Dunkerque-Sud, Malo-les-Bains, Petite-Synthe, Rosendaël, Glacis-Victoire et des communes associées : Fort-Mardyck, Mardyck et Saint-Pol-sur-Mer.

#### Les quartiers historiques

##### Dunkerque-Centre et Glacis-Victoire
C'est le quartier central de Dunkerque, il contient l'hôtel de ville, la gare, les principaux pôles commerciaux (Pôle et Centre Marine) et plusieurs établissements scolaires. Il abrite également les ports de plaisance. Historiquement, c'est le berceau de la ville.
En janvier 2009, Glacis-Victoire a été détaché de Dunkerque-Centre afin de constituer un quartier à lui tout seul.

##### Dunkerque-Sud
Le quartier est situé au sud-ouest du centre-ville. Il est en majorité composé d'habitations à loyer modéré et une grande partie est classée quartier prioritaire. Historiquement, il correspond aux limites des fortifications qui entouraient la ville. Sa superficie est de 1,1 km2 et il abrite 6 724 habitants en 1999.

##### Malo-les-Bains
Le quartier est une station balnéaire depuis plus de 100 ans. Il est réputé pour sa plage « la reine des plages du Nord » longue de 4 kilomètres ainsi que pour son casino et son palais des congrès : le Kursaal. Nombreuses maisons Art Déco. Le quartier appartient à Dunkerque depuis le 17 décembre 1969, date à laquelle les deux villes ont fusionné. La superficie du quartier est de 3,76 km2 et, en 1999, 16 182 Dunkerquois y vivaient.

##### Rosendaël
La « vallée des roses » a fêté ses 150 ans en 2010. Ce quartier contient le centre hospitalier et le complexe sportif Stades de Flandres/Stade Tribut. À l'instar de Malo, Rosendaël a fusionné avec Dunkerque le 8 octobre 1971. En 1999, Rosendaël comptait 18 272 habitants, vivant sur une superficie de 3,97 km2.

##### Petite-Synthe
Quartier le plus étendu de Dunkerque, il contient une zone commerciale et une zone industrielle. La ville a fusionné le même jour que Rosendaël avec Dunkerque. En 1999, les Dunkerquois étaient 16 700 à vivre à Petite-Synthe, répartis sur une superficie de 11,45 km2.

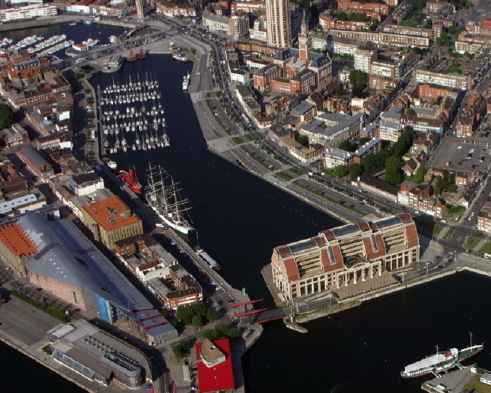
Dunkerque-Centre
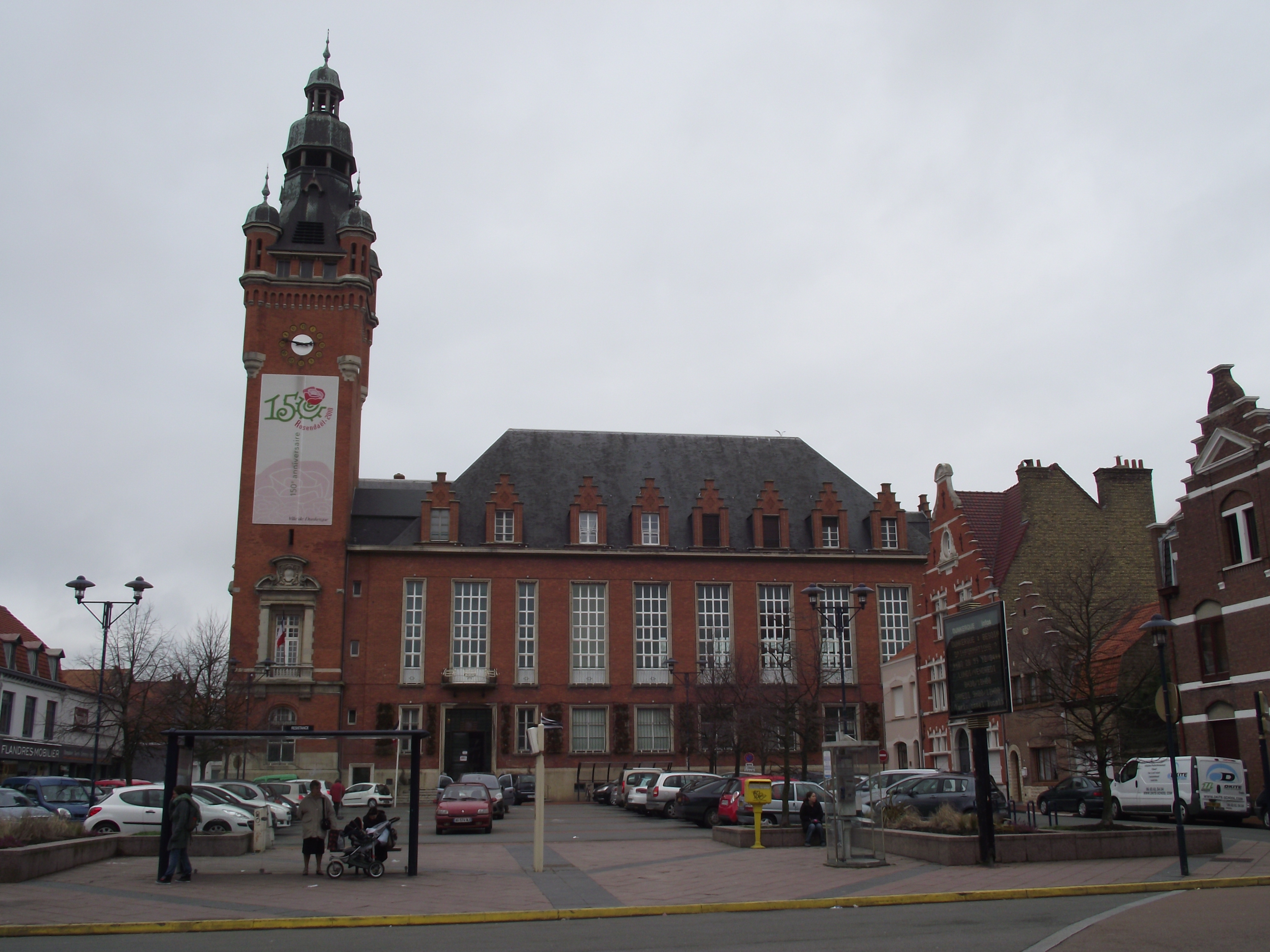
Rosendaël
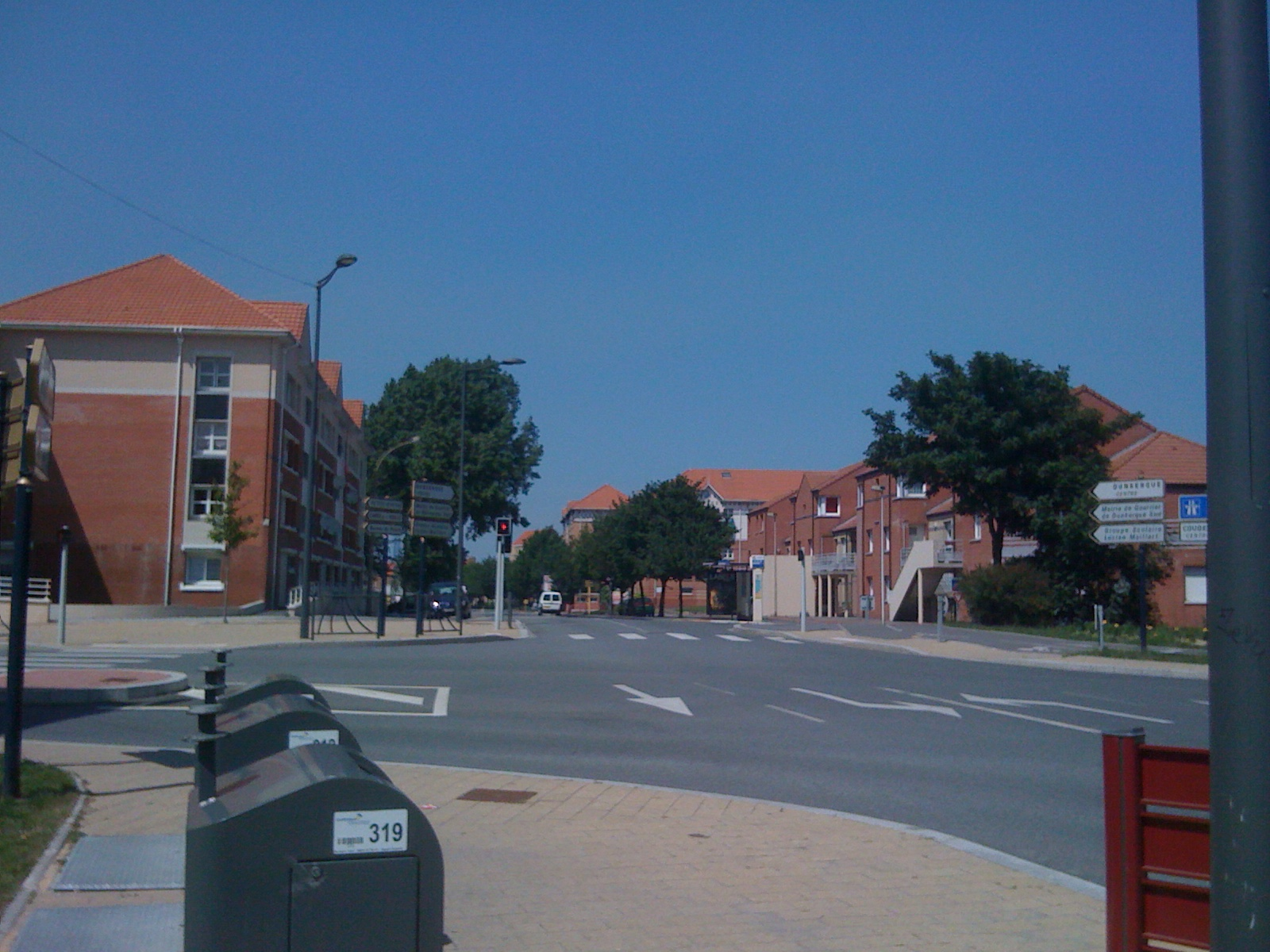
Dunkerque-Sud
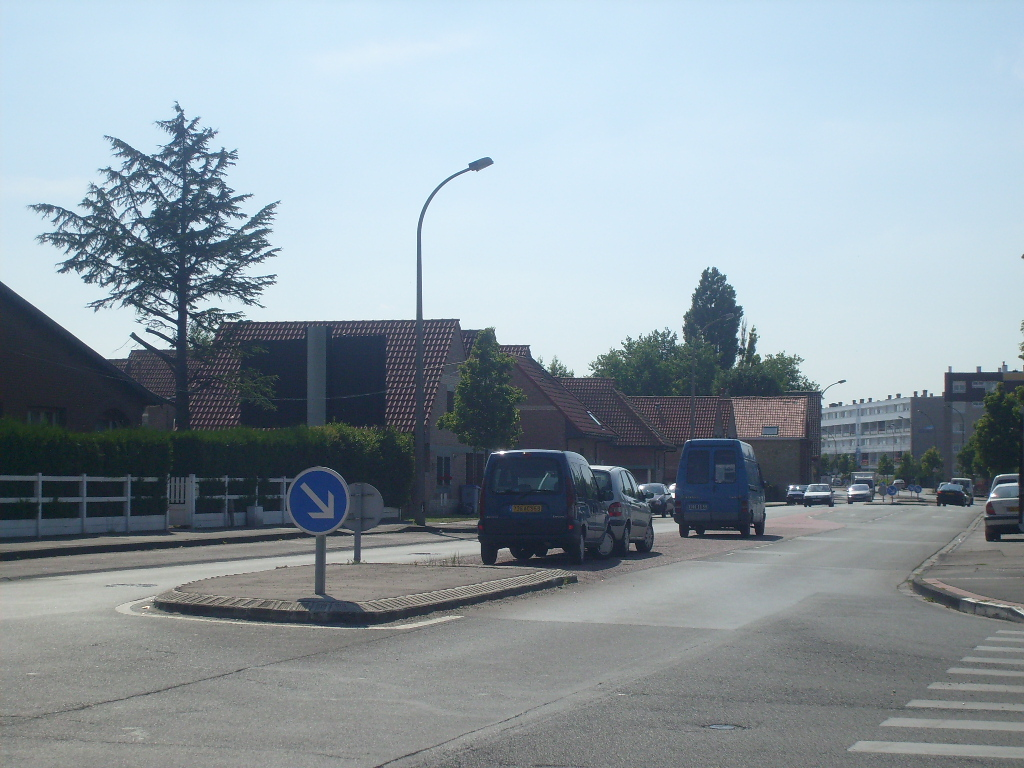
Petite-Synthe

#### Les communes associées

##### Mardyck
En 1980, la ville de Mardyck s'associe avec Dunkerque. Mardyck est située presque totalement à l'intérieur du Grand port maritime de Dunkerque. Elle est séparée de Dunkerque par la commune de Grande-Synthe. L'ancienne commune accueille plusieurs établissements industriels (Polimeri Europe, Arcelor Mardyck, etc.). En 2009, elle compte environ 331 habitants.

##### Saint-Pol-sur-Mer
Le 8 décembre 2010, Saint-Pol-sur-Mer s'associe avec Dunkerque. La commune fut créée en 1877 par détachement de la commune de Petite-Synthe. Elle doit son nom à l'estaminet qui se trouvait à l'entrée de la ville : « le Saint Pol » ainsi baptisé en mémoire du Chevalier de Saint-Pol Hécourt, compagnon du fameux corsaire Jean Bart. En 1889 on ajouta « sur Mer », cela avant que Dunkerque n'achète en 1912 les terrains situés en bord de mer pour agrandir son port. En 2009, elle comptait 21 860 habitants.

##### Fort-Mardyck
Le 8 décembre 2010, Fort-Mardyck s'associe avec Dunkerque. L'ancienne commune tire son nom du fort construit en 1622 sous la domination espagnole, pour protéger la passe ouest de Dunkerque. En 1662, après la victoire de Turenne lors de la Bataille des Dunes, Louis XIV rachète Dunkerque et le fort de Mardyck aux Anglais. Colbert, ministre de la marine, installe une colonie de marins sur l'emplacement du fort. En 2009, elle comptait 3 605 habitants.

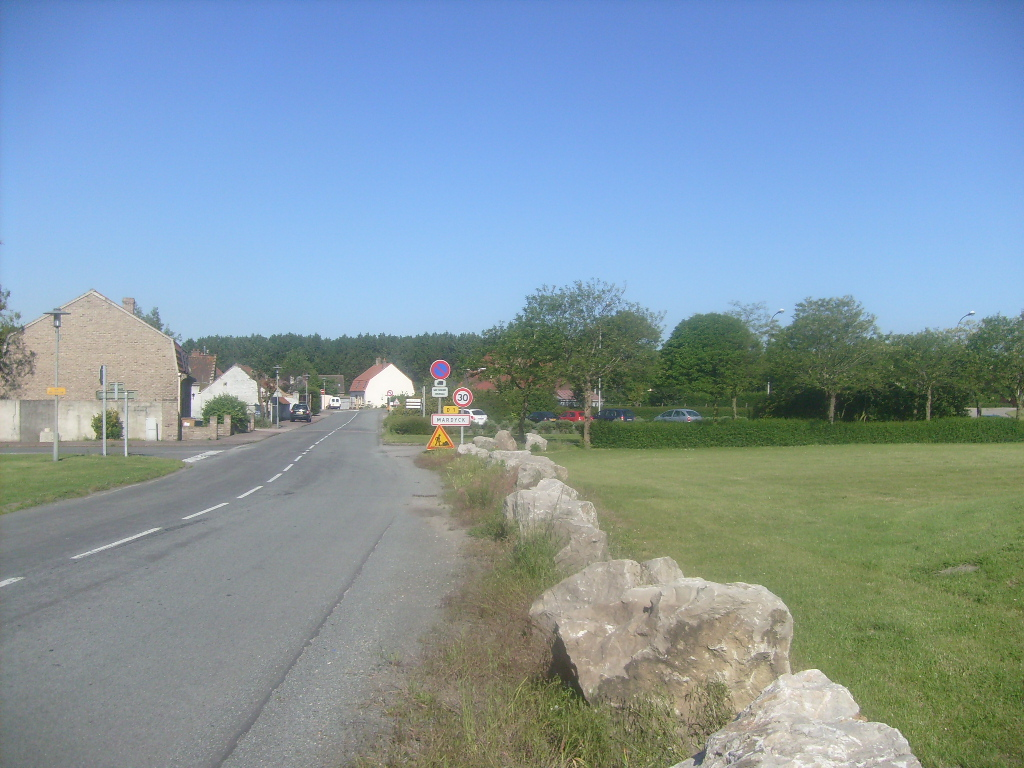
Mardyck
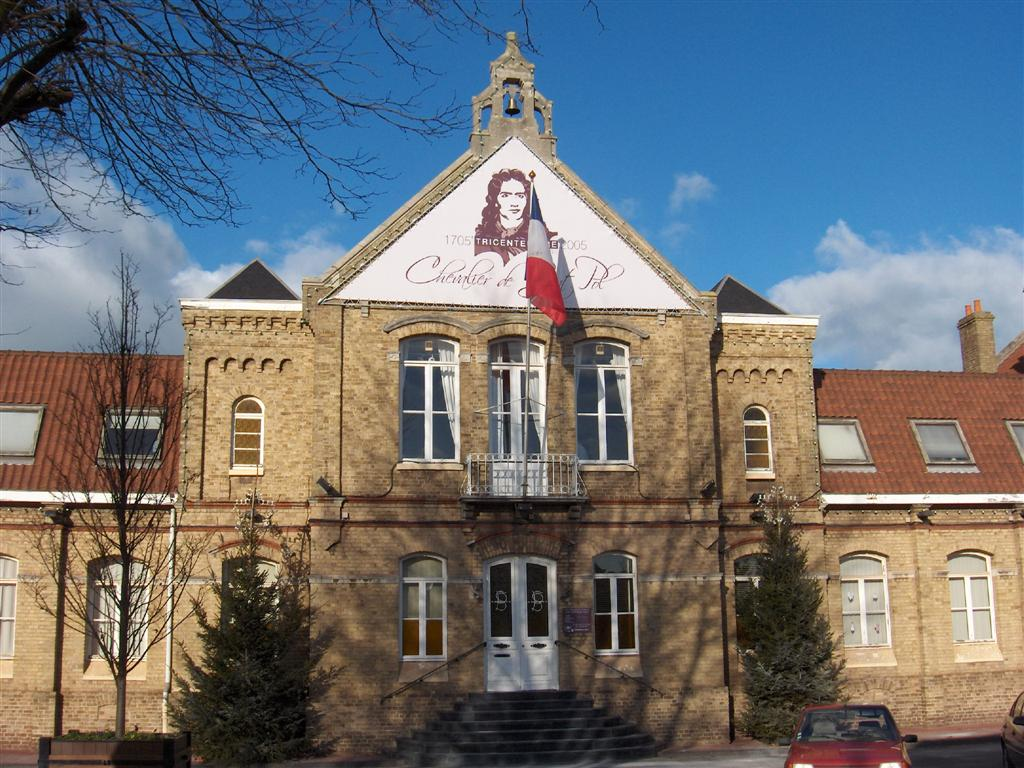
Saint-Pol-sur-Mer
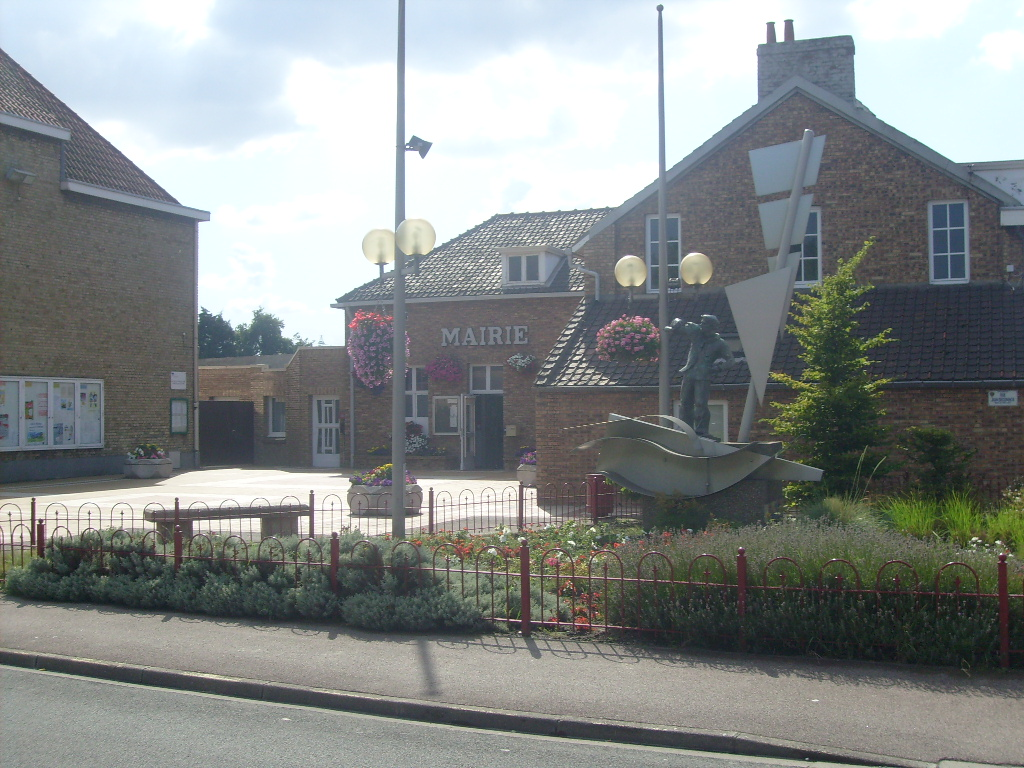
Fort-Mardyck

### Habitat et logement
En 2018, le nombre total de logements dans la commune était de 46 303, alors qu'il était de 45 344 en 2013 et de 44 451 en 2008.
Parmi ces logements, 89,3 % étaient des résidences principales, 3,2 % des résidences secondaires et 7,5 % des logements vacants. Ces logements étaient pour 41,6 % d'entre eux des maisons individuelles et pour 57,4 % des appartements.
La commune dispose d'un parc de logements sociaux important. Il est passé de 12 362 logements HLM (29,9 % des résidences principales) en 2008 à 13 166 en 2018 (31,8 %).
Le tableau ci-dessous présente la typologie des logements à Dunkerque en 2018 en comparaison avec celle du Nord et de la France entière. Une caractéristique marquante du parc de logements est ainsi une proportion de résidences secondaires et logements occasionnels (3,2 %) supérieure à celle du département (1,6 %) mais inférieure à celle de la France entière (9,7 %). Concernant le statut d'occupation de ces logements, 46,1 % des habitants de la commune sont propriétaires de leur logement (45,4 % en 2013), contre 54,7 % pour le Nord et 57,5 % pour la France entière.
| Typologie                                               | Dunkerque | Nord | France entière |
| ------------------------------------------------------- | --------- | ---- | -------------- |
| Résidences principales (en %)                           | 89,3      | 90,8 | 82,1           |
| Résidences secondaires et logements occasionnels (en %) | 3,2       | 1,6  | 9,7            |
| Logements vacants (en %)                                | 7,5       | 7,7  | 8,2            |

### Voies de communication et transports
Réseau routier

Carte des infrastructures routières et ferroviaires de la région

Dunkerque est à proximité de deux autoroutes, l'A25 de Bergues à Lille, reliée à Dunkerque par la RN225 ; et l'A16/E40 qui relie L'Isle-Adam, dans le Val-d'Oise, à la Belgique à la hauteur de Bray-Dunes, via Calais, Boulogne-sur-Mer, Abbeville, Amiens et Beauvais.
Plusieurs sorties de l'A16 desservent l'agglomération : la sortie 53 aboutit à Mardyck ; la sortie 54, à Mardyck et Fort-Mardyck ; la sortie n57b, à Fort-Mardyck, Saint-Pol-sur-Mer et Petite-Synthe ; la sortie 58, à Petite-Synthe et Saint-Pol-sur-Mer ; la sortie 59, à Dunkerque-Sud ; la sortie 60, à Dunkerque-Sud et Dunkerque-Centre ; la sortie 62, à Dunkerque-Centre, aux Glacis-Victoire, Rosendaël et Malo-les-Bains ; enfin, les sorties 63 et 64 desservent Malo-les-Bains et Rosendaël.
L'A16, gratuite dans le secteur de Dunkerque, constitue de fait une rocade permettant de se déplacer rapidement d'un côté à l'autre de la ville. La vitesse y est limitée à 90 km/h depuis le 24 novembre 2014 entre les sorties 54 et 62.
L'A25 a été achevée en 1972. Il s'agissait à l'époque de relier Lille au port de Dunkerque alors en plein essor. Quant à l'A16/E40, elle a été mise en service le 15 juin 1993, afin de relier les trois ports du Nord-Pas-de-Calais (Calais, Boulogne-sur-Mer et Dunkerque) ainsi que le Tunnel sous la Manche.
Dunkerque est également sur le trajet de plusieurs routes nationales : l'ex-N1 relie Paris à Bray-Dunes via Amiens, Montreuil-sur-Mer, Boulogne-sur-Mer et Calais. En 2005, la N1 a été rebaptisée D601 dans le département du Nord à la suite de la rétrocession de sa gestion par l'État au département. La RN225 joint l'A16 à l'A25 et l'ex-RN353 relie Fort-Mardyck à Dunkerque (la RN353 a été absorbée par la RN225 puis nommée, en 2005, D625 à la suite du transfert de la gestion d'une partie de la RN225, dont l'ex-RN353, au département du Nord).
Réseau ferroviaire

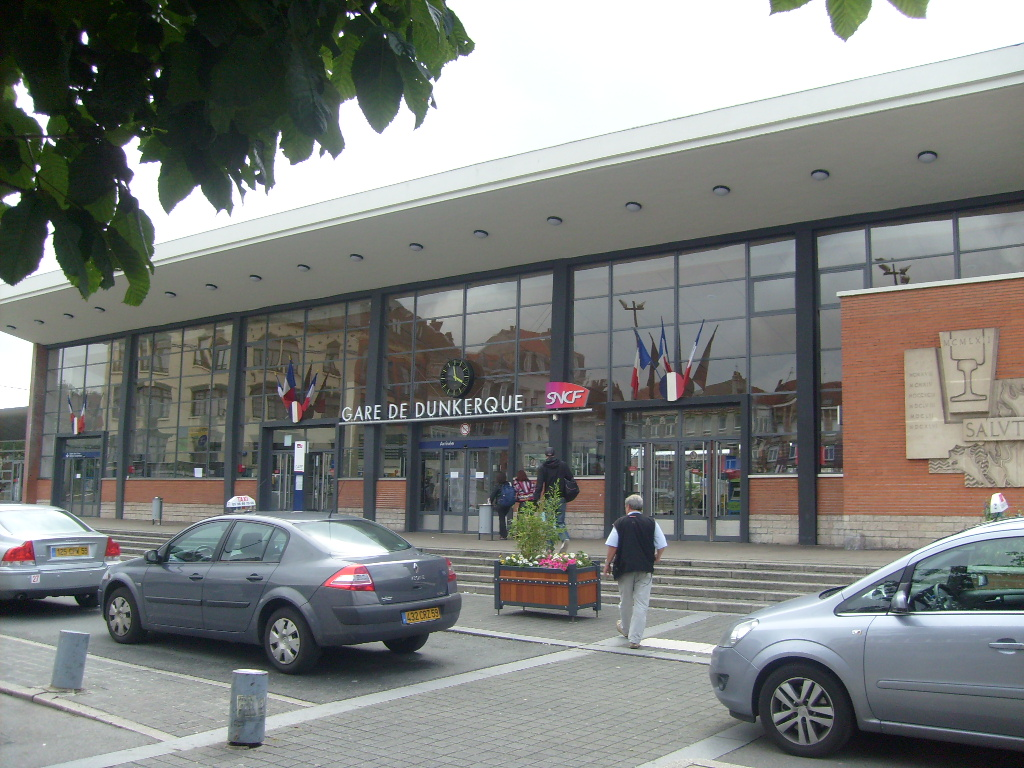
La gare de Dunkerque

Des liaisons ferroviaires sont assurées au départ de la gare de Dunkerque vers plusieurs destinations. La gare de Paris-Nord est desservie par des liaisons TGV directes, le trajet dure entre 1 h 45 min et 2 h 30 min. En fonction des liaisons, il y a en moyenne 9 trains au départ de Dunkerque et 7 au départ de la capitale. La gare de Lille-Europe est située à 35 min en TERGV de Dunkerque, il y a en moyenne 6 allers-retours par jour. La gare de Lille-Europe permet ensuite de rejoindre en TGV de nombreuses villes françaises (Bordeaux, Lyon, Marseille, etc.) ainsi que Londres via l'Eurostar.
La gare de Lille-Flandres est accessible par la ligne 8 du réseau TER Nord-Pas-de-Calais. Le trajet dure environ 1 h 5 min, en moyenne les trains parcourent quotidiennement 20 fois la ligne. La gare de Lille-Flandres permet ensuite de rejoindre en TER de nombreuses villes régionales telles que Valenciennes, Douai ou Lens ainsi que des villes belges ou picardes proches de la région.
La ligne d'Arras à Dunkerque-Locale permet de rejoindre le chef-lieu du Pas-de-Calais via Hazebrouck (trajet empruntant la ligne 8 du réseau TER Nord-Pas-de-Calais jusqu'à Hazebrouck puis la ligne 6 du réseau) en contournant Lille. Le trajet jusqu'à Hazebrouck dure environ 30 min alors que la partie concernant la ligne 6 est parcourue entre 1 h et 1 h 20 min.
La ville de Calais est desservie par TER via la ligne de Coudekerque-Branche aux Fontinettes, cette ligne étant en cours de « régénération », aucun train n'y circule pendant l'année 2013. Les travaux terminés, la fréquence des TER entre Dunkerque et la gare de Calais-Ville sera plus importante. En attendant la fin des travaux, les deux villes sont reliées par l'autobus via l'A16, il y a cinq liaisons dans chaque sens quotidiennement la semaine et trois les fins de semaine. Le temps de trajet va de 1 h à 1 h 30 min.
La gare de Dunkerque est la première gare de marchandises de France avec un trafic annuel d'environ 12 millions de tonnes.
Bien que le potentiel existe, la liaison ferroviaire Dunkerque-La Panne-Gand n'est aujourd'hui plus utilisée. La ligne de bus no 20 de DK'BUS assurent cependant encore le transport de passagers entre Dunkerque et la Belgique.
Transport maritime et fluvial
Au cours de la décennie 1990, il existait une liaison maritime entre Dunkerque-Centre et Douvres. S'avérant insuffisamment rentable, elle a été arrêtée. Il existe cependant encore une liaison maritime avec Douvres basée dans le Port-Est à Loon-Plage et confiée à la société NorfolkLine.
Depuis janvier 2021, il existe également une liaison maritime entre Dunkerque Port-Est et Rosslare en Irlande, qui permet aux camions de fret d’éviter de transiter par l'Angleterre, et donc de s'affranchir des contraintes douanières liées au Brexit. Depuis août 2022, cette ligne opérée par DFDS Seaways est ouverte aux voitures et aux touristes. Le trajet dure près de 24h.
Le canal à grand gabarit Dunkerque-Escaut relie Dunkerque à Valenciennes et au projet de canal Seine-Nord Europe.
Transport aérien
Les aéroports les plus proches de Dunkerque sont l'aéroport de Lille-Lesquin (situé à 89 km de la ville) qui assure des liaisons avec des villes françaises, d'Europe et d'Afrique francophone et l'aéroport de Bruxelles à 155 km pour les liaisons internationales.
L'aéroport de Calais-Dunkerque, situé à Marck, dessert à la fois Dunkerque et Calais. L'aérodrome de Dunkerque Les-Moëres dessert également Dunkerque, tous deux sont des aérodromes de tourisme.
Transport en commun

Logo DK’BUS

La ville de Dunkerque et son agglomération sont desservies par le réseau DK'BUS (géré par la société STDE) qui se compose de six lignes régulières dites « chronos », 9 lignes de liaison et deux lignes de soirée. Elle transporte un peu plus de 15 millions de voyageurs annuels, parcourant un peu moins de sept millions de kilomètres annuels. Trois pôles d'échanges à l’Est, à l’Ouest et la gare de Dunkerque renfoncent la connexion entre les lignes afin de les fluidifier. Dunkerque bénéficie aussi de la gratuité de ses bus depuis le 1er septembre 2018.
Un projet d'une ligne de TCSP Est/Ouest est à l'étude, un BHNS ou un tramway métrique version économique sur 13 km reliant Grande Synthe à Leffrinckoucke en passant par le centre sur une ligne de bus entièrement en site propre (protégé de la circulation routière).
Résultat de l'étude connu avant fin 2012, début des travaux courant 2013-2014.
L'idée de tramway est abandonnée par la municipalité élue en 2014, le projet étant jugé incompatible avec la physionomie de la ville[réf. nécessaire].
Dunkerque est devenue en septembre 2018 la plus grande agglomération d’Europe à instaurer la gratuité pour tous sur l’ensemble de son réseau de bus. En un an, la fréquentation des bus a ainsi augmenté de 65 % en semaine et de 125 % le week-end.
Vélo en libre-service
La ville de Dunkerque a inauguré le 31 août 2013 un système de vélos en libre-service nommé DK'Vélo comportant 46 stations réparties sur l'ensemble de la CUD, pour environ 250 vélos. Ce service a été arrêté en mai 2020.

### Risques naturels et technologiques

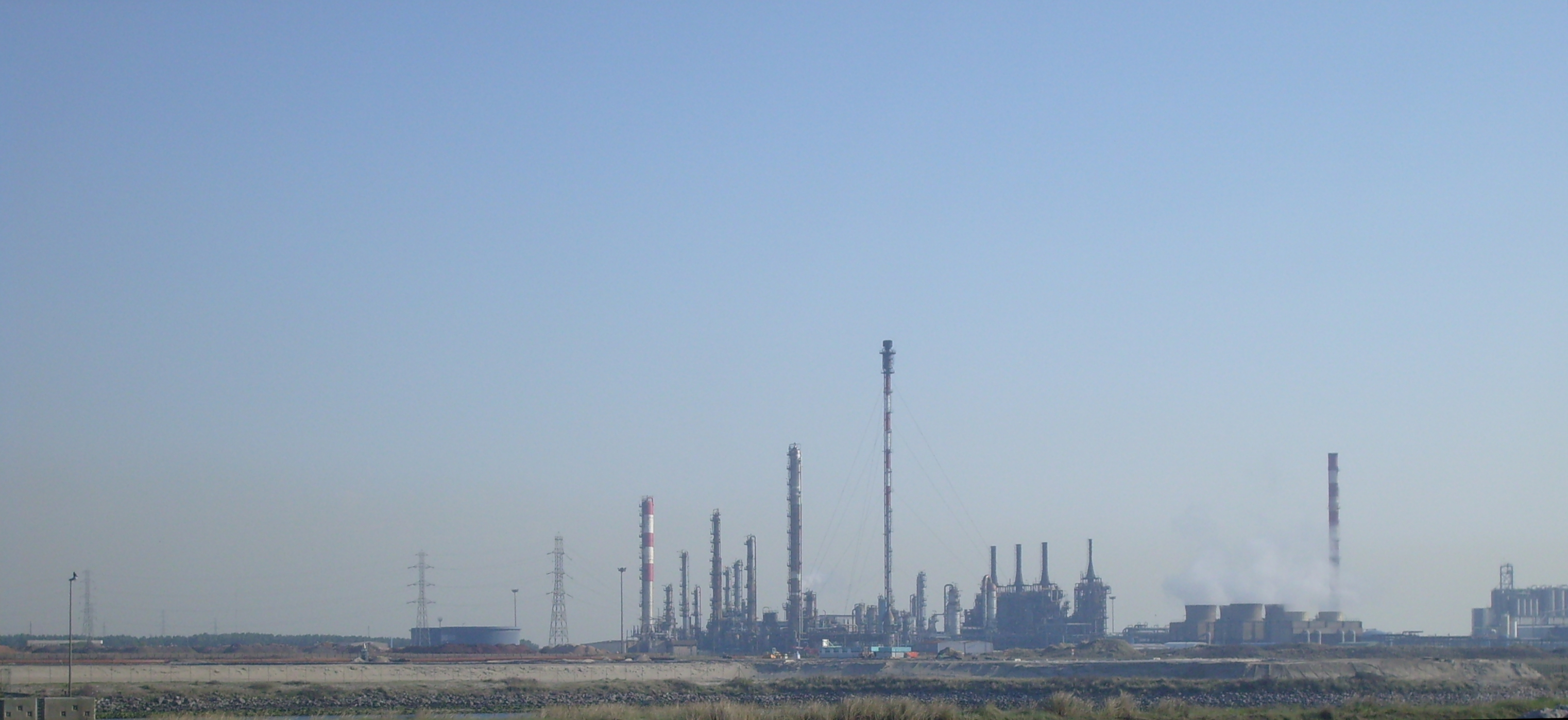
Le vapocraqueur de Polimeri Europe.

#### Risques naturels
Les risques naturels sont principalement le risque de submersion. Un Plan de Prévention des Risques Littoraux est prescrit à Dunkerque. Le plan est approuvé par arrêté préfectoral du 21 avril 2022.

#### Risques technologiques
L'agglomération dunkerquoise comporte à ce jour sur son territoire 14 établissements classés "SEVESO seuil haut" (9 pour le territoire de Dunkerque et ses communes associées - Saint Pol sur Mer, Fort-Mardyck et Mardyck).
La ville de Dunkerque est également soumise au risque nucléaire en raison de la centrale nucléaire de Gravelines, qui est située à environ 20 km du centre-ville. Selon l'Autorité de sûreté nucléaire (ASN), un accident ne nécessiterait pas l'évacuation immédiate de la population puisque la totalité de la ville se trouve à plus de 10 km de la centrale.
En outre, la présence d'un secteur industriel important dans les domaines de la pétrochimie, la métallurgie, la sidérurgie… font que Dunkerque est régulièrement exposée à des problèmes de pollution atmosphérique.

### Qualité de l'environnement

#### Qualité de l'air
| Indice de la qualité de l'air | 1 | 2  | 3   | 4   | 5   | 6  | 7  | 8 | 9 | 10 | Moy  |
| ----------------------------- | - | -- | --- | --- | --- | -- | -- | - | - | -- | ---- |
| nombre de jours à Dunkerque   | 0 | 17 | 177 | 117 | 32  | 17 | 1  | 3 | 0 | 0  | 3.64 |
| nombre de jours à Lille       | 0 | 11 | 149 | 106 | 43  | 36 | 14 | 4 | 2 | 0  | 4.42 |
| nombre de jours à Paris       | 0 | 12 | 151 | 118 | 50  | 23 | 7  | 2 | 1 | 1  | 3.89 |
| nombre de jours à Brest       | 0 | 5  | 172 | 143 | 32  | 12 | 1  | 0 | 0 | 0  | 3.66 |
| nombre de jours à Perpignan   | 0 | 3  | 74  | 144 | 108 | 30 | 6  | 0 | 0 | 0  | 4.29 |

La qualité de l'air passe de « très bonne qualité » (indice 1) à « très mauvaise » (10), elle est fonction de l'indice ATMO qui dépend des taux d'ozone (O3), dioxyde d'azote (NO2), dioxyde de soufre (SO2) et des particules en suspension (PM 10). Ces relevés indiquent que la qualité de l'air à Dunkerque est globalement bonne, cependant ils ne prennent pas en compte toutes les émissions polluantes (le nickel par exemple).

## Toponymie
Le nom de la localité est attesté sous les formes Dunkerka en 1067,.
Il s'agit d'une formation toponymique médiévale en ancien néerlandais, basée sur les appellatifs toponymiques *dūne (flamand (dialecte) dun, néerlandais duin) signifiant « dune », et kirika (moyen néerlandais kerke, néerlandais kerk) signifiant « église », sa graphie s'est francisée en -kerque, en remplaçant la finale -ke par -que. Le sens global de Dunkerque est donc « église de la dune ».
Remarque : Albert Dauzat parle de moyen néerlandais, alors que le toponyme est déjà attesté au stade de l'ancien néerlandais et Ernest Nègre cite la forme duin qui est propre au néerlandais moderne, tout comme kerk qu'il invoque également. Par ailleurs, les toponymes évoluent comme les noms communs en fonction des changements phonétiques de la langue parlée, c'est pourquoi son nom en néerlandais moderne est aujourd'hui différent.
Dunkerque s'écrit Duinkerke  en néerlandais moderne et Duunkerke en flamand occidental . D'autres exemples avec le même appellatif toponymique suffixé sont Zutkerque (en France), Ostdunkerque (en néerlandais : Oostduinkerke) (en Belgique) et Hoedekenskerke (aux Pays-Bas). Ostdunkerque, en néerlandais Oostduinkerke, signifie « Église de la dune de l'Est », ce qui par analogie avec la toponymie frisonne semble indiquer au Moyen Âge l'autre extrémité d'une île de cordon littoral comprenant près de Coxyde l'abbaye des Dunes. Le préfixe Ost voulant dire de l'est a été rajouté pour différencier les deux Dunkerque en 1246.

## Histoire

### Antiquité
Des raids de pirates saxons semblent avoir eu lieu dans la région de Dunkerque au cours du IIe siècle.

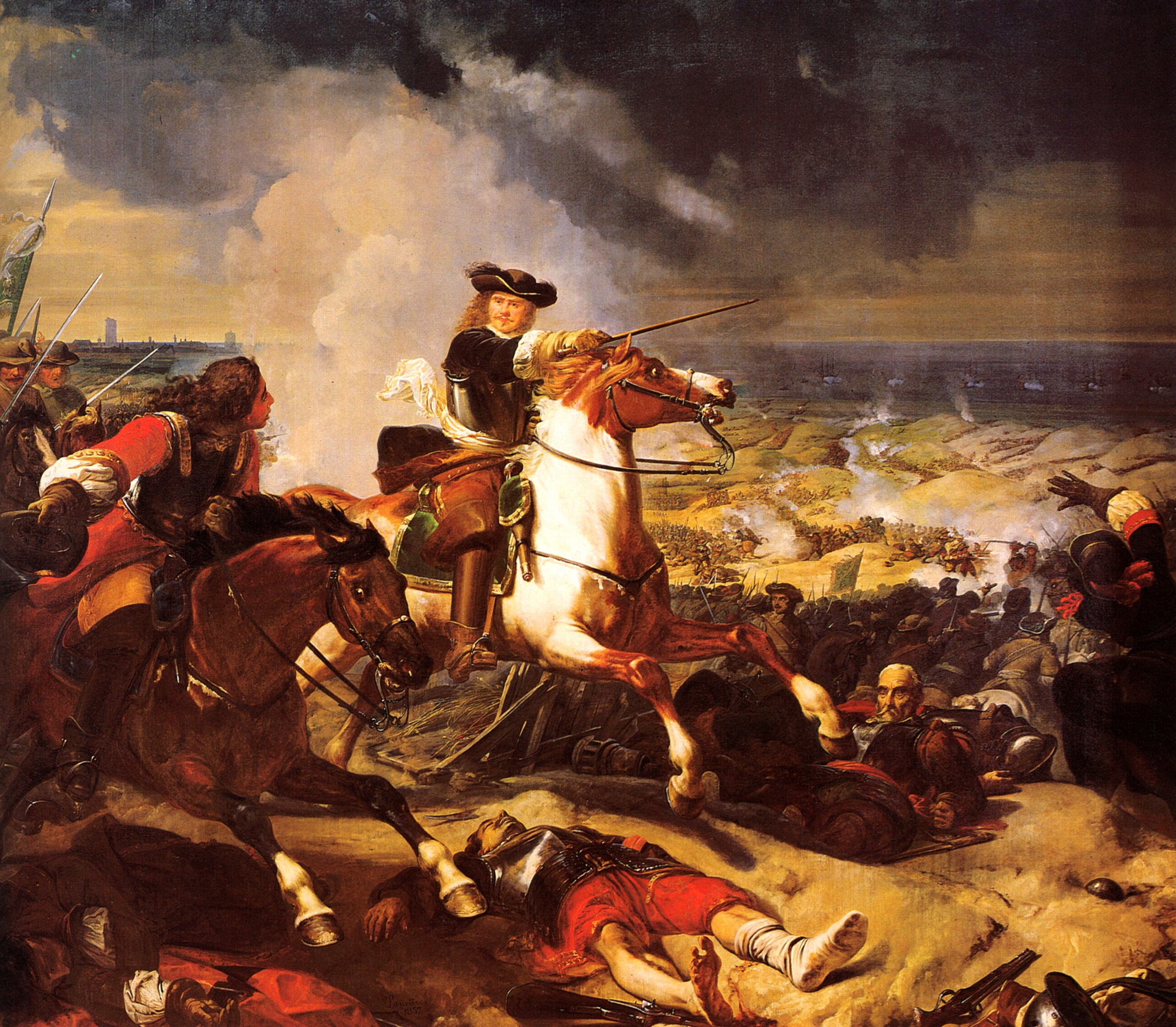
La bataille des Dunes en 1658 enlève la ville à l'Espagne pour la donner à l'Angleterre jusqu'en 1662, date de son achat par la France de Louis XIV

### Moyen Âge

#### De 800 à l'an 1297
L'histoire de Dunkerque commence vers l'an 800, par la création d'une bourgade de pêcheurs au bord d'une crique naturelle,. Le village devient une ville vers 960 sous les auspices de Baudouin III, comte de Flandre, qui l’aurait alors entouré d’une palissade de bois.
Peu avant l'an 1000 est bâtie une église. Vers 960, Baudoin III fait entourer le bourg d'une muraille.
Les moines de l'Abbaye de Saint-Winoc de Bergues construisent de grands fossés appelés watergangs afin d'assécher les terres et les rendre cultivables. Le 27 mai 1067, en reconnaissance de leurs efforts, Baudouin V de Flandre leur attribue l'autel de Dunkerque ainsi que la dîme. Cet acte signé par le comte de Flandre est la première mention historique du nom de Dunkerque sous la forme de Dunkercka,,.
En 1183, le comte de Flandre octroie à Dunkerque l’exemption de certains droits de péage sur le trafic des marchandises.
En 1218, Dunkerque est séparé du comté de Flandre et est récupéré par l'évêque de Cambrai.
En 1220 environ, Dunkerque devient une seigneurie foncière concédée en viager à différents seigneurs avant de revenir aux mains des comtes de Flandre en 1288.
En 1254, les échevins de Bergues se heurtent à ceux de Dunkerque, chacun affirmant avoir la juridiction sur les dégradations causées au canal de Bergues à Dunkerque, aux digues et aux écluses ; cette affaire finira par être portée devant la comtesse Marguerite de Flandre.
Au cours du XIIe siècle, la cité obtient le statut de « ville nouvelle ».

#### De 1297 aux Grandes découvertes

Vue de Dunkerque vers 1575

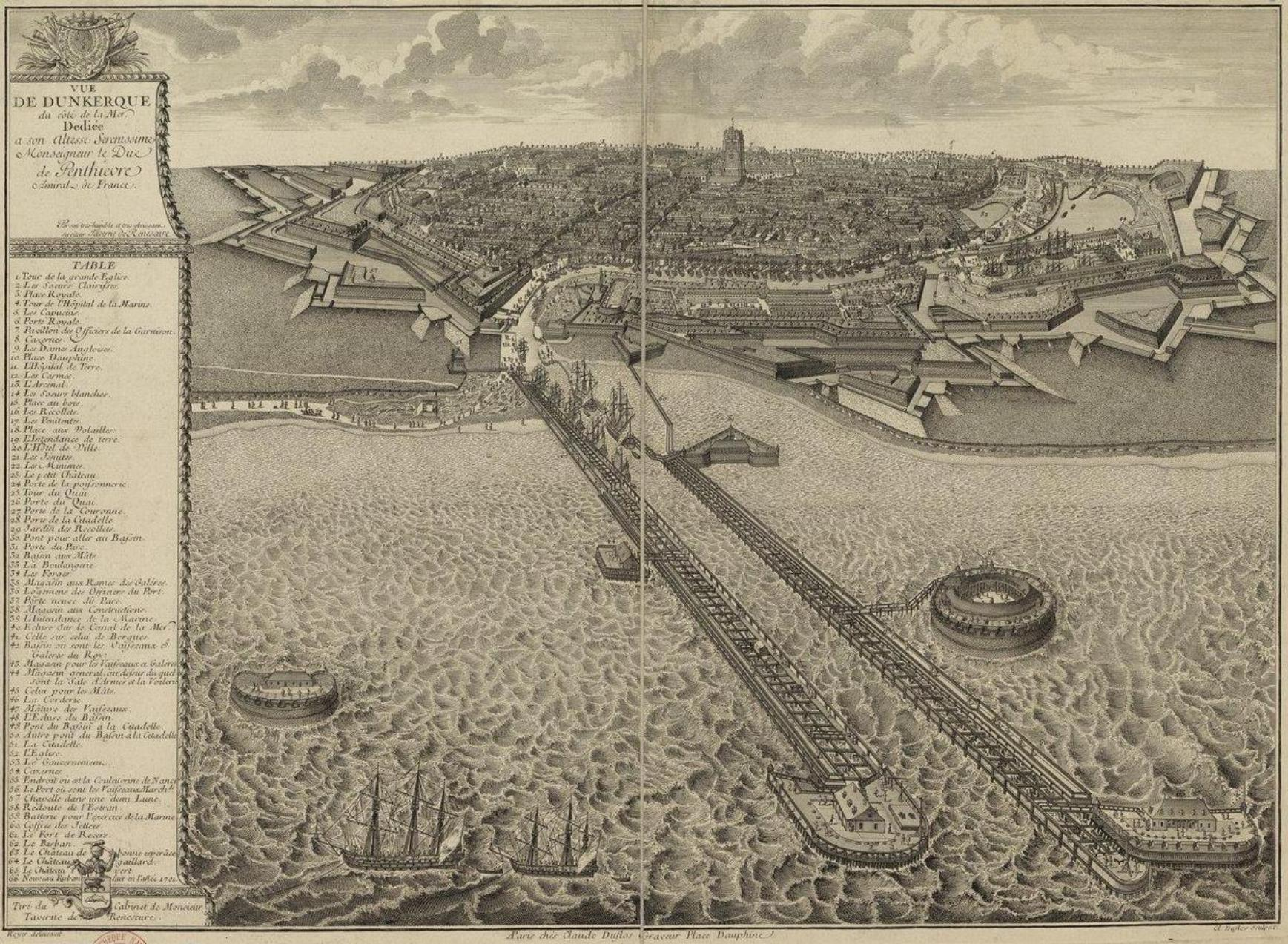
Vue de Dunkerque côté mer vers 1700-1710 avec les fortifications construites par Vauban au travers du banc de sable

Le 20 août 1297, Dunkerque devient française, mais cinq ans plus tard elle redevient flamande. À cette époque, elle dispose déjà d'un « corps échevinal » (l'ancêtre du conseil municipal), composé d'un mayeur et de neuf échevins, sur le modèle des villes flamandes.
En 1311, la ville obtient le privilège de s’administrer elle-même par la voie d’un corps municipal et judiciaire.
En 1320, la ville est rattachée à l’apanage de Cassel.
En 1323, Dunkerque fait probablement partie des villes flamandes qui se sont soulevées contre la hausse d’impôt instaurée par le comte de Flandre. D'autres soulèvements ont probablement lieu dès 1338.
Le 13 juillet 1338 éclate la guerre de Cent Ans. Le comte de Flandre Louis de Nevers reste fidèle au trône de France, et décrète l'arrêt du commerce avec l'Angleterre, mais les villes flamandes, y compris Dunkerque, en vivent. Elles se soulèvent et la Flandre se rallie à l'Angleterre, dont les bateaux accostent à Dunkerque. Son port est déjà important.
Des révoltes ont lieu en 1382, mais la ville finit par se retirer des combats.
Ce rapprochement avec les anglais ne dure pas, la région se range du côté français. En 1382, éclate un conflit entre les partisans du pape Urbain IV implanté à Rome, dont la Flandre et l’Angleterre font partie et ceux de Clément VII représentés entre autres par la France et par le seigneur apanagiste de Dunkerque. Cela provoque une violente riposte de l'Angleterre : le 17 mai 1383 débute la chevauchée foudroyante de l'évêque de Norwich, Henri Despenser. Parti de Calais, il s'empare de Dunkerque. Une contre-offensive débute le 1er septembre, s'achève le 17 après avoir récupéré toutes les villes sauf Calais. L'armée française est alors licenciée, seuls Olivier V de Clisson, Jean II Le Meingre et quelques troupes restent en protection dans la région.
En 1393, le roi de France énonce une interdiction de contacts commerciaux entre la Flandre et l’Angleterre. Les laines sont acheminées clandestinement vers l’Angleterre par Calais. Dunkerque perd son attrait pour les marchands d’Ypres. Ils craignent la pratique de la piraterie devant Dunkerque.
En 1395, Robert de Bar autorise la construction d'une nouvelle muraille autour de Dunkerque. La seule trace qui en reste aujourd'hui est le Leughenaer.
Au XIVe siècle, Dunkerque connaît une double tutelle, celle du comte de Flandre, Robert de Béthune, seigneur suzerain, et une nouvelle avec la constitution de l’apanage de Cassel (1318-1324) par Robert de Flandre dit de « Cassel », second fils du comte. Le développement du commerce avec l'Angleterre profite à Dunkerque.
Au milieu du XVe siècle est construit un amer, qui est l'actuel beffroi. Dix ans après, l'église Saint-Éloi l'utilise comme clocher. La ville est à cette époque entièrement tournée vers la mer et le commerce. Elle hérite des traditions festives des marins et des Flamands, et c'est à ce moment que naît l'ancêtre du carnaval de Dunkerque.

### Temps modernes
En 1520, Charles Quint fait une entrée triomphale dans la cité, en tant que trente-et-unième comte de Flandre. Dunkerque est impliquée dans la guerre que l'héritier des Habsbourg mène contre le roi de France François Ier. En représailles, ses pêcheurs sont attaqués par les corsaires français, ce qui conduit la ville à armer des bateaux en course afin de protéger ses bateaux de pêche.
Du point de vue religieux, après la destruction de la ville de Thérouanne en 1553, et la disparition de fait du diocèse de Thérouanne dont dépendait la Flandre française, y compris Dunkerque, la ville relève du diocèse d'Ypres créé en 1559.
En 1558, la ville est prise par les Français, puis reprise par les Espagnols.
Dans ce cadre, Dunkerque, est le siège d'un doyenné issu du redécoupage du doyenné de Bergues. Il regroupait les paroisses de Dunkerque, Armescappelle (Armbouts-Cappel), Armeskercke (Armbouts-Cappel Cappelle), Coudekerque, Ghyvelde, Leffrinckoucke, Téteghem, Uxem, la seigneurie de Zuydcoote.
Les marins dunkerquois deviennent corsaires dès 1567.
Dunkerque connut des chambres de rhétorique (abolies en mai 1584 par le duc de Parme). Celle des Carsonniers fut reconstituée plus tard et se fit connaître par un illustre représentant : Michel de Swaen.
Assiégée en 1652, elle l'est de nouveau le 25 mai 1658 par Turenne. Le 14 juin, c'est la bataille des Dunes. Le 25 juin est une date symbolique pour la ville, soumise à de multiples convoitises : au cours de la « folle journée », la ville est espagnole le matin, française au cours de la journée et anglaise le soir.
Le 27 octobre 1662, elle est achetée par Louis XIV au roi d'Angleterre, et devient définitivement française. Le 28 novembre, dix troupes de cavalerie viennent prendre officiellement possession de la ville. Le 2 décembre, le Roi Soleil y fait une entrée triomphale. Vauban l'entoure d'une nouvelle enceinte et réaménage son port, qui devient le plus grand port de guerre du royaume.
En 1666, le Gouverneur Sirach de Chambellé se distingue notamment, lors de l'épidémie de peste qui frappe la ville.
En 1670 est encouragée la course, et apparaît le corsaire Jean Bart. Le 29 juin 1694, il sauve la France de la famine lors de la bataille du Texel.
Le 22 septembre 1694, les Anglais et les Hollandais sont repoussés lors d'une défaite humiliante. Quand les Français ne perdent aucun homme, la flotte ennemie a deux vaisseaux littéralement sautés en l'air avec tout leur équipage.
En 1700 est fondée à Dunkerque une chambre de commerce.
En 1713, le traité d'Utrecht impose la destruction des remparts. Le trafic est transféré à Mardyck.
En 1717, le traité d’union de La Haye oblige la démolition de la plus grande des deux nouvelles écluses de Mardyck.
Au XVIIIe siècle, le port est une des plaques tournantes de la fraude avec l'Angleterre (smogglage), associé à Boulogne-sur-Mer. Les contrebandiers viennent par centaines y charger des alcools et des produits de luxe. Le smogglage perdure jusqu'à la Révolution, pour être ensuite mis en veille avec la guerre maritime contre les anglais.
En 1721 est fondée la première loge maçonnique du continent européen.
À partir de 1750, la traite négrière participe au développement du trafic.
À la fin de la guerre de Sept Ans s'installe une unité de soldats de marine, l'éphémère régiment des Étrangers de Dunkerque. Le traité de Paris (1763) oblige la destruction du bassin de la Marine et de son écluse.
La présence d'une importante communauté anglaise et hollandaise provoque des tensions, étant donné que ces individus sont majoritairement protestants. En 1772, un protestant tente d’entrer dans la maîtrise. Il obtient l’approbation pour le chef d’œuvre mais le vicaire va s’opposer à son entrée et rédige le rapport envoyé au magistrat puisque le connétable est absent. Le vicaire va tout faire pour empêcher l’entrée du « religionnaire ».
L'activité corsaire reprend pendant la Guerre d'indépendance des États-Unis. Le traité de Versailles révoque celui d'Utrecht.
Louis XVI encourage par des primes la pêche de la morue et du hareng et favorise la création de nouvelles fabriques. En 1785, le port bénéficie d’importants travaux : le bassin de la Marine est rétabli, de même les jetées basses et une partie des anciennes estacades, les quais de la Citadelle sont reconstruits en pierre.

### Révolution française et Empire

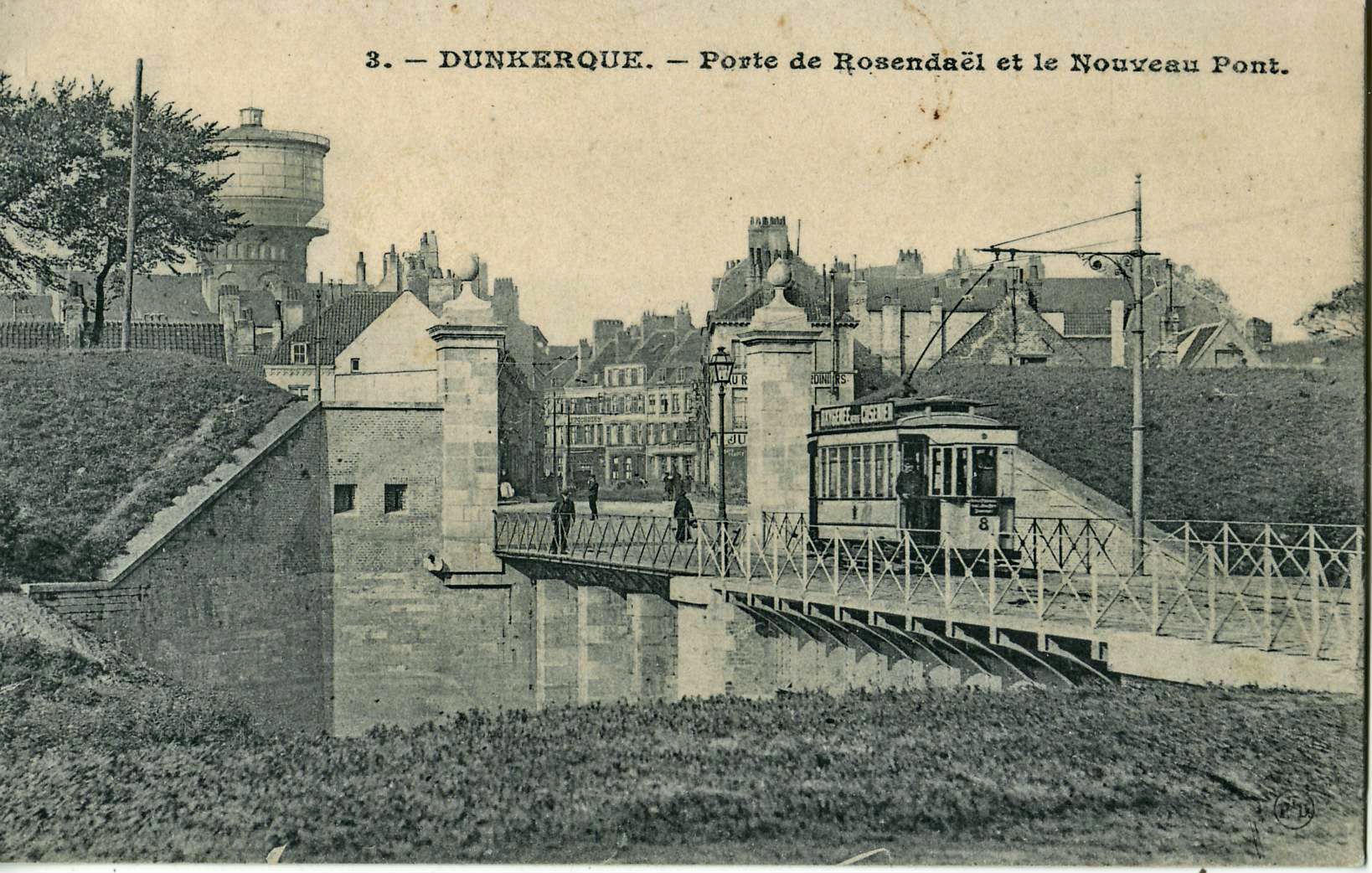
Les fortifications de Dunkerque subsistent jusqu'au début du XX.
Ici la porte de Rosendaël, franchie par le tramway de Dunkerque peu avant la Première Guerre mondiale

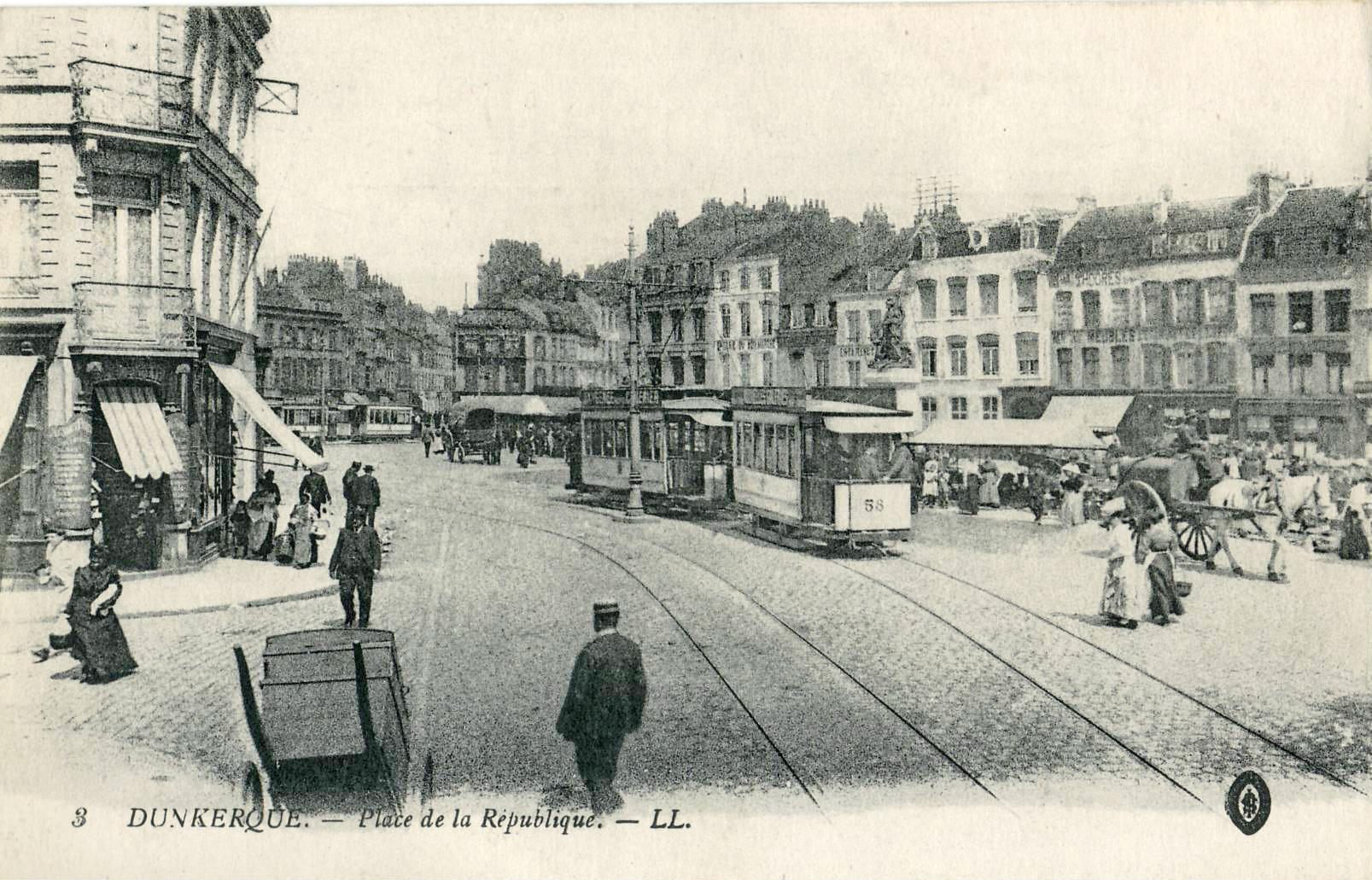
La place de la République, à la même époque

Au cours de l'hiver 1788-1789, un hiver très rude, les bateaux ne peuvent accoster dans le port, la ville est alors affamée et la révolte gronde.
En 1791, la chambre de commerce est dissoute.
La France est en guerre contre l'Autriche, et en 1793, une armée anglo-austro-hollandaise assiège la ville. Elle est libérée lors de la bataille de Hondschoote.
En 1793, il y eut la bataille d'Houtkerke (Dunkerque).
Le 4 frimaire de l'an II (soit le 24 novembre 1793), la ville adopte l'abolition de tous les cultes, Dunkerque signifiant « église des dunes » est renommée Dune libre.
En 1803, intervient la reconnaissance du premier rôle désormais joué par Dunkerque au niveau local : la sous-préfecture est déplacée de Bergues à Dunkerque, ce qui marque le début de l'arrondissement de Dunkerque.
La chute de l’Empire et, consécutivement, la perte d’Anvers par la France, permet de donner un nouvel élan au port de Dunkerque.

### Époque contemporaine
En 1834, Benjamin Morel et Jean Carlier créent à l'image de la Société Humaine de Boulogne la Société Humaine de Dunkerque pour porter secours aux naufragés.

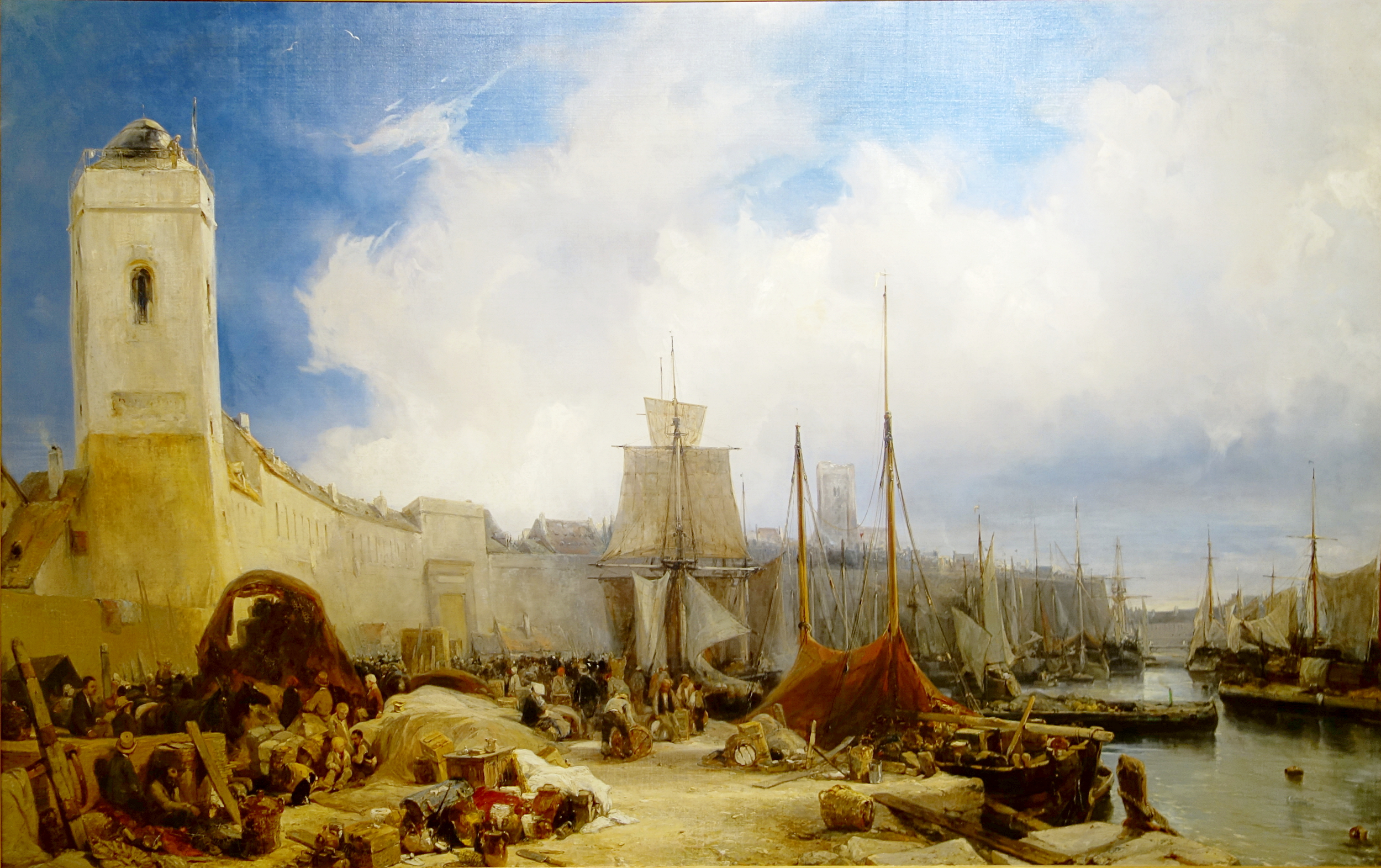
Vue du port de Dunkerque, 1831
Eugène Isabey
Musée des Beaux-Arts de Dunkerque

En 1838 est construit le phare à l'entrée ouest du port, et des bateaux-feux balisent les bancs de sable.
Au cours du XIXe siècle, plusieurs personnages marquent l'histoire de la ville : Jean-Baptiste Trystram contribue à une modernisation du port, qui est de marchandise et de pêche, à la morue notamment ; Gaspard Malo achète des terrains à l'est de la cité  et y construit une station balnéaire qui devient Malo-les-Bains, aujourd'hui englobée dans l'agglomération. Entre 1841 et 1843 est construit un phare.
La ligne ferroviaire ouvre en 1848, ce qui vitalise très fortement toute la région. Le bassin du Commerce entre ainsi en service, en 1852.
Dans l’une de ses premières nouvelles, Un hivernage dans les glaces, commencée en 1851 et publiée en 1855, Jules Verne met en scène les personnages originaires de Dunkerque.
Dans le cadre du Plan Freycinet sont creusées des darses. Quelques années avant 1900 est érigé  l'hôtel de ville : sur son fronton figure Louis XIV entouré des Dunkerquois célèbres.
En 1872, la société Humaine de Dunkerque rejoint la  Société Centrale de Sauvetage des Naufragés
De 1896 à 1952 fonctionne un réseau de tramway.
En 1896, sur une population d'un peu moins de 40 000 habitants, Dunkerque compte 9 066 pauvres, inscrits au Bureau de bienfaisance, soit près du quart de la population. L'auteur de l'étude, médecin pendant 9 ans du Bureau de bienfaisance, montre la difficile condition des plus pauvres, qui vivent en certains endroits la misère la plus profonde.

#### Première Guerre mondiale
Le 1er août 1914 à 18 h 00 les cloches du beffroi sonnent le tocsin, la France vient de décréter la mobilisation générale face à la déclaration de guerre du Kaiser Guillaume II à la Russie, alliée de la République.
Le 2 août 1914, Dunkerque est déclarée en état de siège, à la suite de l'invasion de la Belgique. Le général Bidon, commandant du camp retranché ordonne l'inondation des polders. Les arbres des squares Jacobsen et Rombout sont abattus pour dégager de l'espace pour éviter de servir de camouflage à l'ennemi.
Dunkerque devient le siège des services d’arrière de l’armée française opérant sur l’Yser, assurant le ravitaillement de 200 000 hommes et de 75 000 chevaux.
À la suite de la  bataille de l'Yser, la ville évite l'occupation, mais elle est bombardée plusieurs fois par des zeppelins. Son port sert de centre de ravitaillement, les chantiers navals lancent des cargos, les établissements encore debout accueillent les blessés. La ville reçoit plusieurs distinctions à la fin du conflit, mais 1213 de ses enfants sont tombés au champ d'honneur.

#### Entre-deux-Guerres
La Chambre de commerce obtient, par le vote de la loi du 22 octobre 1919, un nouveau programme d’extension du port dont le financement n’est acquis qu’en 1927.

#### Seconde Guerre mondiale

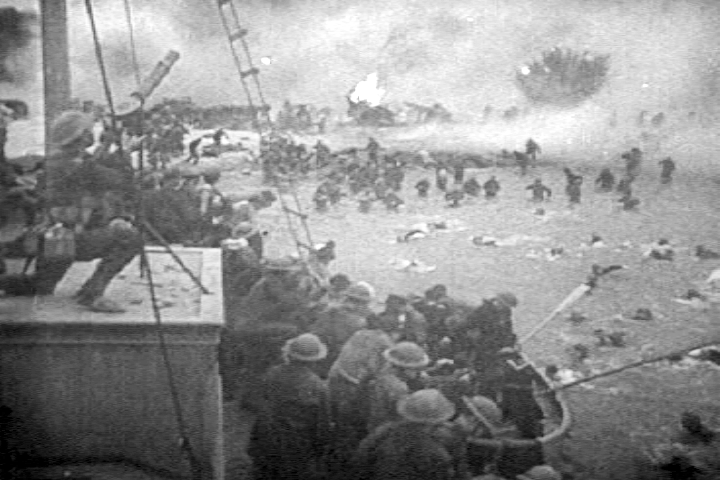
L'opération Dynamo

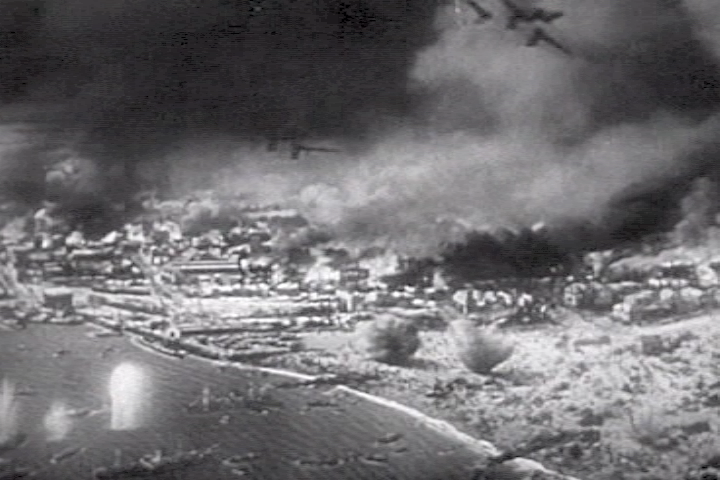
Dunkerque en feu

En mai 1940 les forces franco-britanniques battent en retraite, ce qui conduit à la  bataille de Dunkerque et à l'opération Dynamo. L'opération dure entre le 27 mai et le 3 juin 1940. L'évacuation de la "poche de Dunkerque" permet de sauver  300 000 soldats de l'emprisonnement, mais la ville est durement bombardée par la Luftwaffe et tombe le 4 juin 1940.
Le port est remis en eau dès septembre 1940.
Entre 1942 et 1945, les Allemands construisent des blockhaus dans le cadre de la construction du Mur de l'Atlantique,.
En septembre 1944, devant l’avance des troupes alliées, les Allemands procèdent au dynamitage des quais et obstruent les passes d’accès avec des mines ou des navires qu’ils coulent.
Elle l'est de nouveau en septembre 1944, mais, cette fois, par la Royal Air Force, et, entre autres, l'usine de production d'arachide Lesieur est anéantie. Cependant, en vue d'un possible débarquement allié dans le secteur, sous le commandement de l'amiral Friedrich Frisius la garnison allemande s'était préparée au choc, et n'eut pas de difficulté à se transformer en Festung à la suite de l'avance anglo-américaine en France. Bloquée par le général Alois Liška, elle capitule seulement le 9 mai 1945 après 1799 jours d'occupation, la plus longue sur le territoire national.

#### De la reconstruction à nos jours
Au lendemain de la Seconde Guerre mondiale, la ville est détruite à plus de 70 % (son port totalement), les habitants habitent dans des « chalets » préfabriqués.
Le 7 août 1946, le port est remis à flot. Dès 1951, il retrouve son trafic d’avant-guerre.
Théodore Leveau et Jean Niermans s'occupent de sa reconstruction, qui est accélérée en 1957 : une nouvelle et vaste usine Lesieur voit le jour ; les darses sont agrandies pour accueillir des pétroliers; l'entreprise Usinor s'installe et ouvre des hauts-fourneaux utilisant le  procédé Ugine-Perrin à la pointe de la technologie des aciers inox,.
En 1962 est inaugurée une centrale électrique thermique de 500 MW qui utilise le gaz des hauts fourneaux d'Usinor.
À partir de 1963, et à la suite de l'industrialisation grandissante, la ville et son agglomération passent très rapidement de 70 000 à 200 000 habitants.
Dunkerque devient « port autonome », acquérant le statut d’établissement public de l’État, créé par la loi du 29 juin 1965.
En 1970, Malo-les-Bains est incorporée à la commune de Dunkerque. Puis en 1972 c'est  Petite-Synthe,,, suivi en 1979 par  Mardyck.
La barre des 41 millions de tonnes est atteinte en 1980. En 1989, à la suite de la fermeture des chantiers navals, la ville et la CUD décident de réorienter la ville vers son port et d'urbaniser les friches industrielles : c'est le « projet Neptune ».
L'année 2008 voit la transformation du « Port autonome » en « Grand port maritime ».
En 2011 intervient la fusion-association entre Dunkerque, Saint-Pol-sur-Mer et Fort-Mardyck, faisant de l'ensemble ainsi formé la 43e commune française peuplée, à l'époque, d'environ 96 000 habitants.

### Vie militaire
Unités militaires ayant été en garnison à Dunkerque :
- 110e régiment d'Infanterie, 1873–1940 ;
- 1er régiment d'artillerie à pied, 1914.

## Politique et administration
Le territoire administré par Dunkerque correspond à l'ancien Westhoek français[réf. nécessaire].

### Rattachements administratifs et électoraux

#### Rattachements administratifs

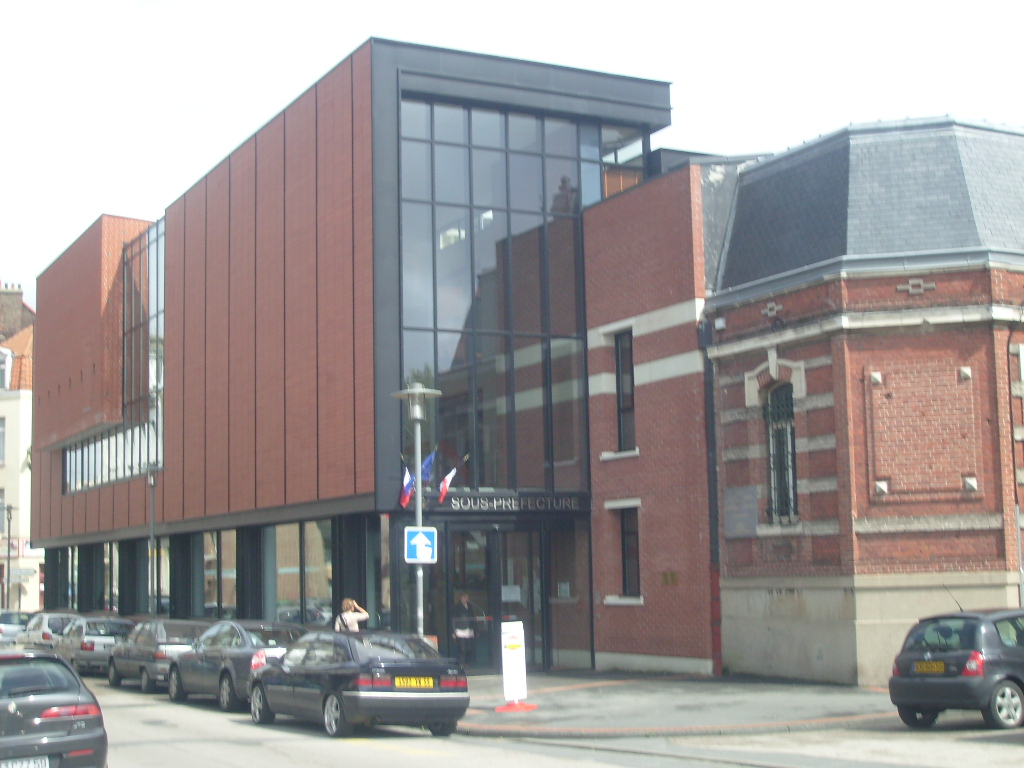
La sous-préfecture de Dunkerque

La commune est depuis 1803 le chef-lieu de l'arrondissement de Dunkerque du département du Nord.
Elle était divisée de 1801 à 1982 entre les cantons de Dunkerque-Est et de Dunkerque-Ouest, année où le découpage est modifié et une partie de la ville incluse dans le canton de Coudekerque-Branche. Dans le cadre du redécoupage cantonal de 2014 en France, cette circonscription administrative territoriale a disparu, et le canton n'est plus qu'une circonscription électorale.

#### Rattachements électoraux

Les actuels cantons de Dunkerque :
- Canton de Grande-Synthe (à l'ouest)
- Canton de Dunkerque-1
- Canton de Dunkerque-2 (à l'est)

Pour les élections départementales, la commune est divisée depuis 2014 en trois cantons, mais n'est le bureau centralisateur que de deux d'entre eux :
- Le canton de Dunkerque-1, formé des communes associées de Saint-Pol-sur-Mer et Fort-Mardyck ainsi que Petite-Synthe, Dunkerque-Sud et Dunkerque-Centre (hormis Soubise et le quartier de la gare) ;
- Le canton de Dunkerque-2, formé de Malo-les-Bains, Rosendaël, les Glacis, Soubise ainsi que le quartier de la gare et des communes de Bray-Dunes, Leffrinckoucke, Ghyvelde et Zuydcoote ;
- Le reste de la commune, c'est-à-dire Mardyck, se situe dans le canton de Grande-Synthe.

Pour l'élection des députés, elle est répartie entre la treizième (comprenant depuis le redécoupage de 2010 le territoire des anciens cantons de Coudekerque-Branche et de Dunkerque-Ouest) et la quatorzième circonscription du Nord (pour le territoire de l'ancien canton de Dunkerque-Est).

### Intercommunalité
Dunkerque est le siège de la communauté urbaine de Dunkerque (CUD, ou Dunkerque Grand Littoral), un établissement public de coopération intercommunale (EPCI) à fiscalité propre créé par décret du 21 octobre 1968 afin de favoriser le développement économique permis par le port de Dunkerque, Usinor Grande-Synthe et de l’accompagner par la création d'infrastructures et de logements correspondant à ces nouveaux besoins.
Cette création voulue par les élus locaux est permise par la loi no 66-1069 du 31 décembre 1966 qui crée les communautés urbaines.
La communauté exerce les importantes compétences que lui ont transférées l'ensemble des communes membres, dans les conditions déterminées par le code général des collectivités territoriales.

La communauté urbaine de Dunkerque
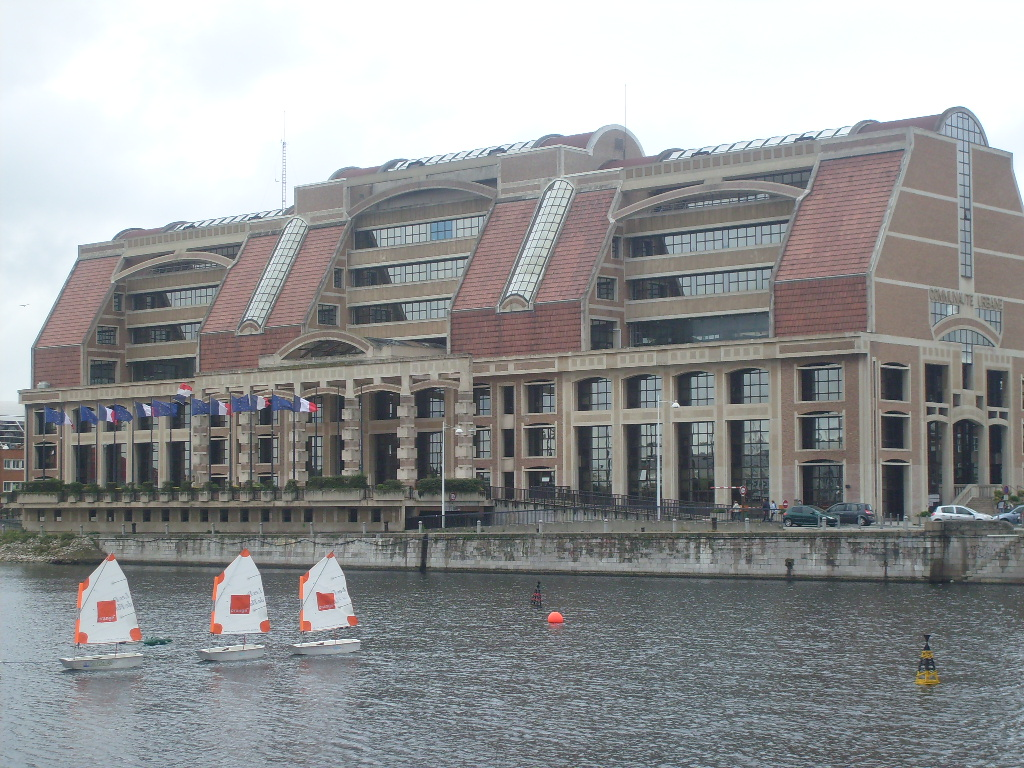
Le siège de la CUD
Carte de son territoire

### Tendances politiques et résultats

#### Élections présidentielles
- de 2017 :

La ville a de nouveau voté à contre-courant des résultats nationaux au premier tour, plaçant Marine Le Pen largement en tête avec 29,8 %, devant Jean-Luc Mélenchon à 22,6 %, Emmanuel Macron étant relégué à la troisième place avec 18,3 %. En revanche au second tour, Emmanuel Macron arrive en tête avec 54,4 % des suffrages sur l'ensemble de la ville mais Marine Le Pen est très nettement en tête dans certains quartiers dits « sud » mais aussi dans les communes associées de Saint-Pol-sur-Mer avec 59,94 % et de Fort-Mardyck avec 69,01 %.
- de 2022

Lors du premier tour, les quatre premiers candidats ont été Marine Le Pen (30,17 % des suffrages exprimés), Emmanuel Macron (26,88 %), Jean-Luc Mélenchon (21,68 %) et Éric Zemmour (5,53 %).
Au second tour, le candidat élu Emmanuel Macron obtient 20 417 voix (51,35 %) et Marine Le Pen 19 343 voix (48,65 %), lors d'un scrutin où 29,53 % des électeurs se sont abstenus

#### Élections municipales
- Au second tour des élections municipales de 2014 dans le Nord[95],[96], la liste DVG menée par Patrice Vergriete, précédemment maire-adjoint, obtient la majorité absolue des suffrages exprimés, avec 23 020 voix (55,52 %, 42 conseillers municipaux élus dont 28 communautaires), devançant très largement celle PS-PCF-EELV-MRC menée par le maire sortant Michel Delebarre[97], qui a recueilli 10 889 voix (26,26 %, 7 conseillers municipaux élus dont 5 communautaires). 
La troisième liste, FN, menée par Philippe Eymery, a obtenu 7 547 voix (18,20 %, 4 conseillers municipaux élus dont 3 communautaires).
Lors de ce scrutin, 33,51 % des électeurs se sont abstenus[98],[99].

- Lors du premier des élections municipales de 2020 dans le Nord[100], la liste DVG-LREM-G.s menée par le maire sortant Patrice Vergriete[101] obtient la majorité absolue des suffrages exprimés, avec 14 257 voix (64,04 %, 46 conseillers municipaux élus dont 24 communautaires), devançant très largement les listes menées respectivement par[102] :
- Yohann Duval (RN, 3 405 voix, 15,29 %, 4 conseillers municipaux élus dont 2 communautaires) ;
- Claude Nicolet (DVG-MDC, 2 881 voix, 12,94 %, 3 conseillers municipaux élus dont 2 communautaires).

Deux autres candidats, Jean-Louis Gadéa (DVG-LFI-NPA-POID) et Jacques Volant (LO), n'ayant pas obtenu 5 % des suffrages, n'ont pas d'élus.
Lors de ce scrutin marqué par la pandémie de Covid-19 en France, 62,17 % des électeurs se sont abstenus.
- En septembre 2023, à la suite de la démission de Patrice Vergriete nommé ministre du Logement, le conseil municipal de Dunkerque élit Jean Bodart, maire de la ville[104],[105].

### Liste des maires
| Période         | Période                              | Identité           | Étiquette                     | Qualité |
| --------------- | ------------------------------------ | ------------------ | ----------------------------- | --- |
| mai 1945        | avril 1953                           | Gustave Robelet,   | SFIO                          | Mort à la suite d'un accident de voiture en cours de mandat. |
| mai 1953        | septembre 1966                       | Paul Asseman,      | SFIO puis Socialiste autonome | Hôtelier restaurateur Conseiller général de Dunkerque-Ouest (1958 à 1964) Chevalier de la Légion d’honneur |
| septembre 1966  | 19 mars 1989                         | Claude Prouvoyeur, | CNI                           | Intendant au lycée Jean-Bart à Dunkerque Sénateur du Nord (1983 → 1992) Conseiller général de de Dunkerque-Est (1973 → 1979 et 1982 → 1998) Conseiller régional du Nord-Pas de Calais (1974 → 1986) Vice-président de la communauté urbaine de Dunkerque (1968 → 1989) Président du syndicat intercommunal du Littoral-Est (1980 → 1989) Député suppléant de la Treizième circonscription du Nord (1998 → 2002) Officier de la Légion d'honneur   |
| mars 1989       | avril 2014                           | Michel Delebarre,  | PS                            | Ancien Ministre d'État, Sénateur du Nord (2011 → 2017) Député du Nord (13e circ.) (1986 → 1988, 1997 → 1998 et 2002 → 2011) Président du Conseil régional du Nord-Pas-de-Calais (1998 → 2001), Président (2006 → 2008) puis 1er VP (2008 → 2010) du Comité des Régions de l'Union européenne Président de la communauté urbaine de Dunkerque (1995 → 2014) Président du syndicat intercommunal des Dunes de Flandre (1989 → 2001 et 2008 → 2014). |
| avril 2014      | septembre 2023                       | Patrice Vergriete  | DVG                           | Polytechnicien, Ingénieur en chef des Ponts et Chaussées Directeur général de l’Agur (2000 → 2008) Président de la communauté urbaine de Dunkerque (2014 → ) Président du Pôle métropolitain Côte d’Opale (2014, → ) Président de l'Institut pour la ville durable (2016 → ) Président de l'AFITF (2023 → ) Ministre délégué chargé du logement du gouvernement Élisabeth Borne (2023 → ) Démissionnaire après sa nomination comme ministre       |
| septembre 2023, | En cours (au 29 septembre 2023 2023) | Jean Bodart        |                               | Ancien organisateur des Quatre Jours de Dunkerque |

### Jumelages
| Ville | Ville           | Pays | Pays        | Période                 |
| ----- | --------------- | ---- | ----------- | ----------------------- |
|       | Gaza            |      | Palestine   |                         |
|       | Krefeld         |      | Allemagne   | depuis le 15 juin 1974  |
|       | Liberec         |      | Tchéquie    | depuis 2010             |
|       | Middlesbrough   |      | Royaume-Uni | depuis le 12 avril 1976 |
|       | Ramat Ha-Sharon |      | Israël      |                         |
|       | Riga            |      | Lettonie    |                         |
|       | Rostock         |      | Allemagne   | depuis 1960             |

Dunkerque est également liée à d'autres villes via sa communauté urbaine. Voir : Coopération internationale de la CUD.

### Coopération internationale
La ville de Dunkerque est au cœur du groupement européen de coopération territoriale « West-Vlaanderen / Flandre-Dunkerque-Côte d’Opale ». Ce groupement compte 540 communes appartenant à un « territoire de référence » regroupant la province belge de Flandre occidentale, l'arrondissement de Dunkerque (Nord), les arrondissements du Pas-de-Calais de Calais, Saint-Omer, Boulogne-sur-Mer et Montreuil-sur-Mer ainsi que 4 communes de l'arrondissement de Béthune. Il concerne une population de 2 000 000 d'habitants sur une aire de 7 000 km2.
Le groupement a plusieurs missions. La première est d'assurer et de favoriser la mise en réseau de l'ensemble des membres du groupement, il encourage également tout organisme qui aurait pour mission d'améliorer la coopération des membres de son territoire. La seconde consiste à augmenter la concertation politique sur l'ensemble du périmètre. La troisième est la création de programmes d'actions communs afin de répondre aux besoins des habitants. Enfin sa dernière mission est la réalisation de projets communs.
Le groupement comporte également un territoire dit « de proximité » qui correspond à l'arrondissement de Dunkerque, au littoral de la Flandre Occidentale et au Westhoek belge. À l'intérieur de cette zone, le groupement européen contribue à la réalisation de projets transfrontaliers locaux tels que la coopération des services de santé, de gestions des eaux ou encore de continuité des transports publics.

## Équipements et services publics

### Eau et déchets

#### Gestion des déchets

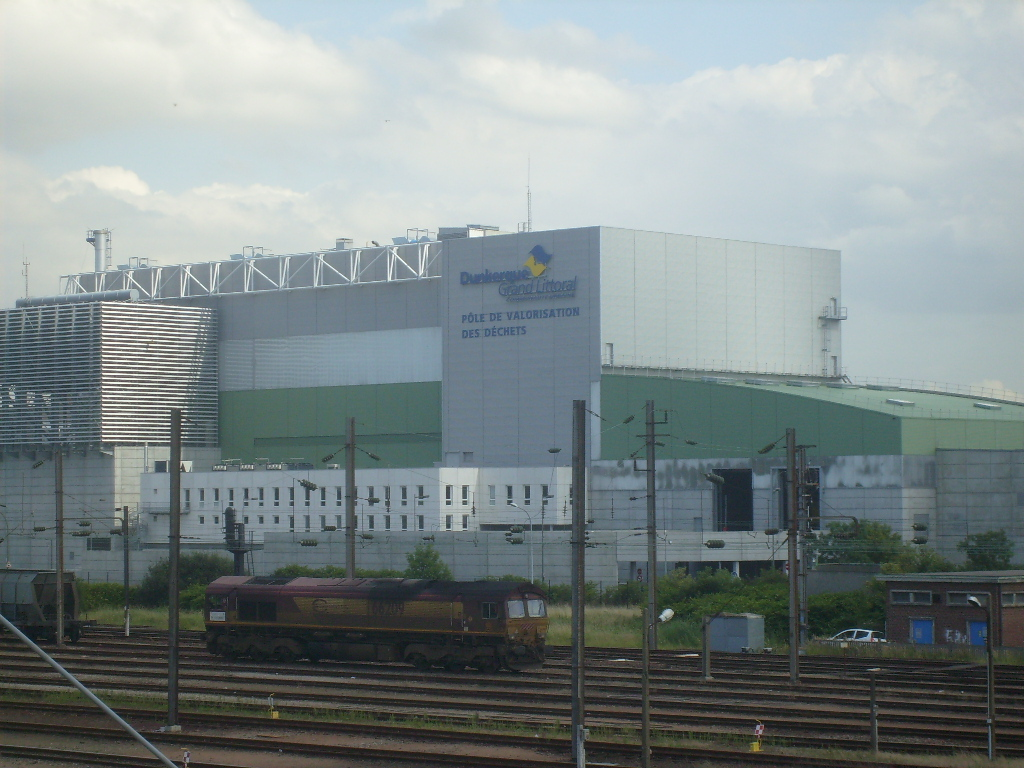
Le Pôle de Valorisation des Déchets comprenant le CVO et le CVE

La collecte des déchets à Dunkerque est transférée à la Communauté urbaine de Dunkerque. Celle-ci a été la première collectivité (en 1989) à instaurer la collecte sélective à l'aide d'une poubelle bleue destinée à recueillir les déchets recyclables. Elle construit également un centre de tri des déchets « TriSelec » dans la zone industrielle de Petite-Synthe et quatre déchetteries sur le territoire de la communauté. 29 % des déchets sont alors valorisés par le recyclage.
En 2000, la CUD installe des poubelles vertes destinées aux déchets fermentescibles (déchets de jardins et d'alimentation). Cinq ans plus tard, ces déchets sont valorisés par le centre de valorisation organique (CVO) qui les recycle en engrais. De 29 % on passe à 36 % de déchets valorisés, ici par fermentation. Enfin en 2008 est ouvert le centre de valorisation énergétique (CVE), qui gère les déchets issus de la poubelle marron (contenant tout ce qui ne peut pas aller dans les autres poubelles) ainsi que les refus de TriSelec et du CVO. Les ordures sont chauffées et transformées, par exemple, en mâchefer ; quant aux fumées, elles servent à faire fonctionner un alternateur qui fournit de l'électricité, puis elles sont traitées pour éviter la pollution.
Le centre de tri gère 26 000 tonnes de déchets par an, le CVO en gère 14 000 tonnes et le CVE 79 000 tonnes, soit au total 89 % des déchets valorisés.

### Enseignement
La ville compte au total 45 écoles maternelles, 36 écoles primaires, 11 collèges et 13 lycées. Sur l'ensemble de ces établissements, il y a 6 maternelles, 6 primaires, 2 collèges et 4 lycées qui sont privés[Quand ?]. Ces établissements sont intégrés à l'académie de Lille.

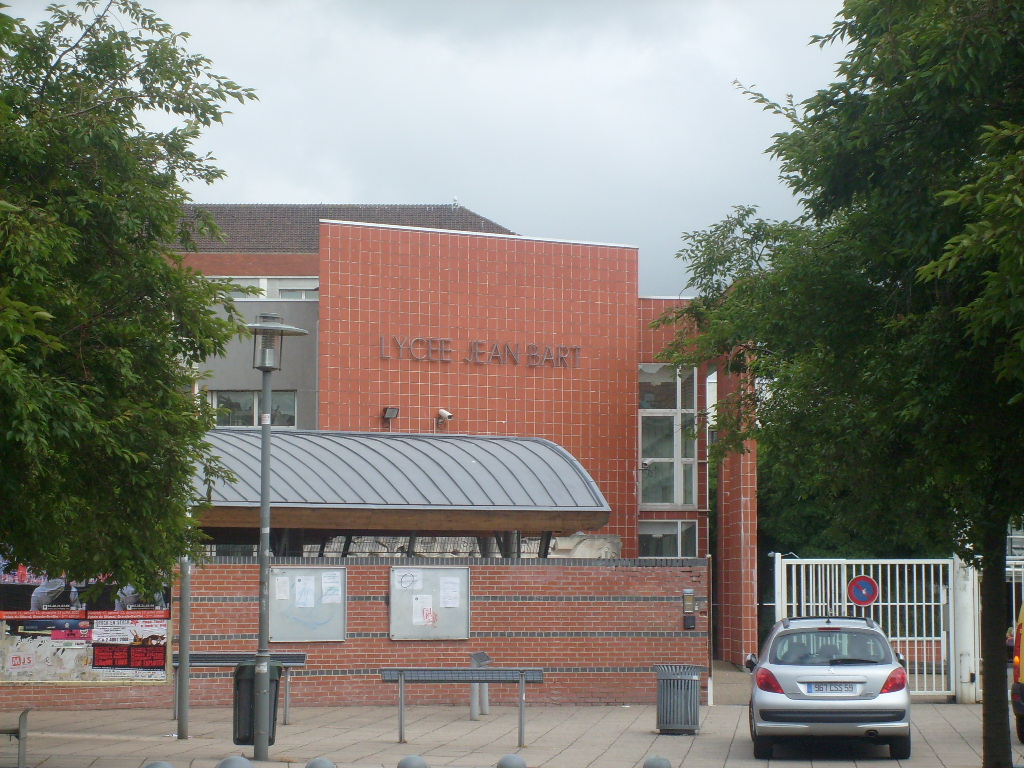
Lycée Jean-Bart

Parmi les lycées dunkerquois, deux possèdent des classes préparatoires : le lycée Jean-Bart (PC*, MP, PSI, PCSI, MPSI et HEC) et le lycée de l'Europe (PTSI, PT).

#### Écoles, université et centres de formation supérieur

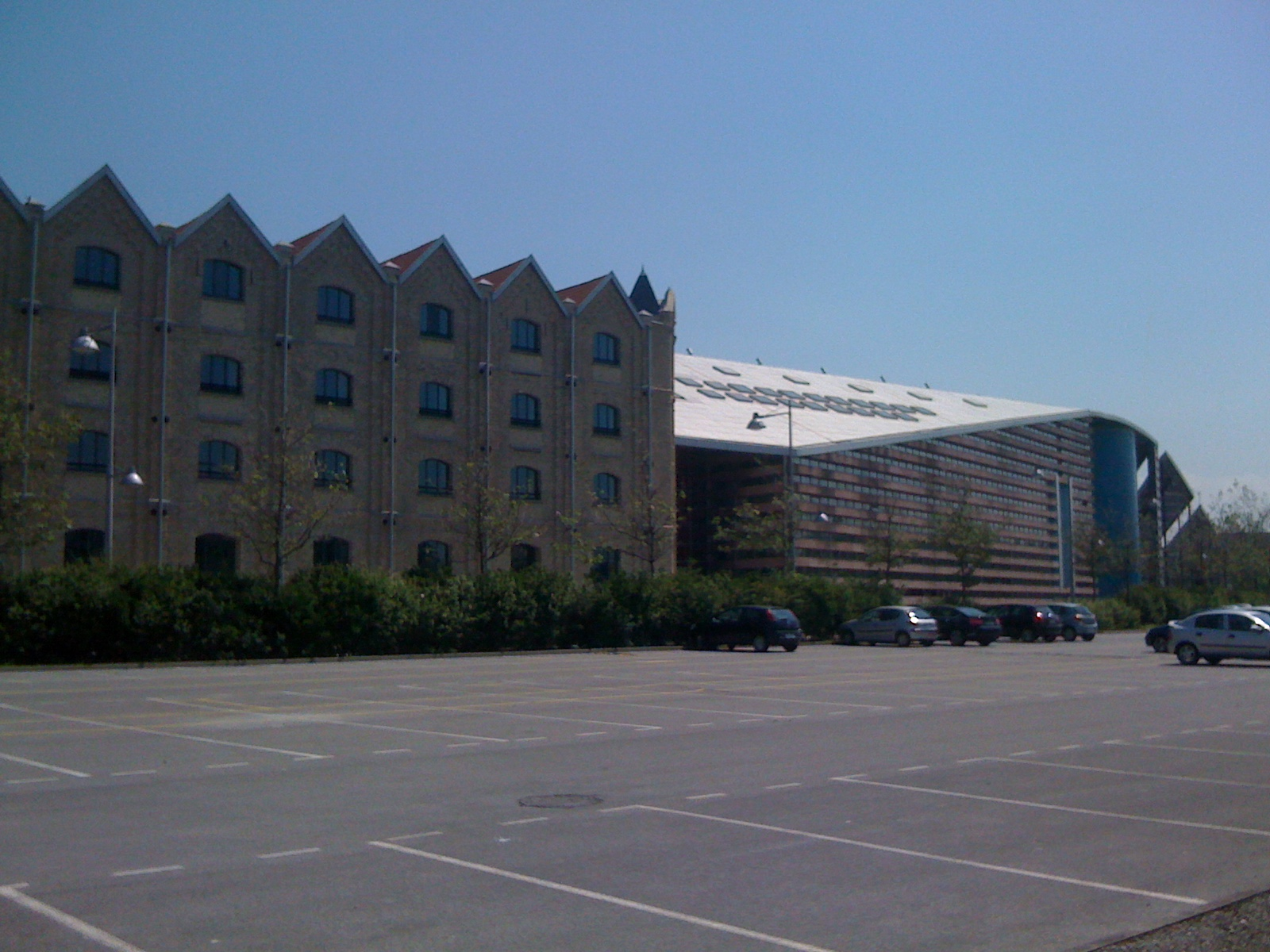
L'Université du Littoral-Côte d'Opale à Dunkerque (centre universitaire de la Citadelle)

Dunkerque est le siège principal et, avec Calais, Boulogne-sur-Mer et Saint-Omer, l'un des sites de l'Université du Littoral-Côte d'Opale (ULCO) regroupant plus de 11 000 étudiants.
L'Université du Littoral est établie sur plusieurs sites à Dunkerque-Centre, elle accueille à elle seule près de 5 000 étudiants :
- le centre universitaire de la Citadelle où se trouvent notamment l'Institut Supérieur de Commerce International de Dunkerque (ISCID)[135], le CUEEP Littoral[136] ainsi qu'une partie de l'IUT Saint-Omer - Dunkerque[137], et auquel on peut ajouter les services administratifs centraux de l'ULCO, la bibliothèque universitaire[138] et le restaurant universitaire, situés avenue de l'Université, place des Nations et place de l'Yser, dans le quartier de la Citadelle ;
- le centre universitaire Lamartine, situé en centre-ville ;
- le centre universitaire des Darses, auquel on peut ajouter la salle de sports universitaire et la Maison de Recherche en Environnement Industriel (MREI)[139], situés dans le quartier de la Citadelle ;
- la Maison de Recherche en Sciences de l'Homme (MRSH)[140], située dans le quartier de la Citadelle.

La ville accueille également :
- l'École Supérieure d'Art du Nord-Pas de Calais (ésã, ou ESÄ), située rue de l'Esplanade, membre de l'ANdÉA ;
- l'un des cinq Instituts nationaux spécialisé d'études territoriales (INSET) qui assure la formation de cadres territoriaux dans le cadre des missions du CNFPT[141].

#### Niveau d'études
| Niveau            | Sans diplôme ou CEP | Brevet BEPC | CAP ou BEP | Bac    | Bac+2  | Supérieur |
| ----------------- | ------------------- | ----------- | ---------- | ------ | ------ | --------- |
| Dunkerque         | 31,8 %              | 7,1 %       | 23,3 %     | 15,5 % | 11,1 % | 11,2 %    |
| Moyenne nationale | 30,7 %              | 6,4 %       | 23,8 %     | 15,6 % | 11,3 % | 12,2 %    |

### Santé
Le centre hospitalier de Dunkerque ou CHD a été créé dans les années 1970 sous le mandat de Claude Prouvoyeur à Rosendaël. Le CHD a une capacité de 1 036 lits dont 307 en médecine, 135 en chirurgie, 114 en gynéco-obstétrique, 240 pour les longs séjours, 240 pour l'hébergement. Les accouchements ne se déroulent pas au CHD mais depuis le 1er juin 2009 à la polyclinique de Grande-Synthe ou à la clinique Villette non loin du CHD. En 2018, la maternité sera à nouveau intégrée sur le site du Centre Hospitalier de Dunkerque avec la construction d'un nouveau bâtiment, le "pôle de périnatalité". Le centre compte 8 étages, le premier étage comporte l'accueil et l'administration, le second la cardiologie et la chirurgie, le quatrième la gastro-entérologie, le huitième la néonatalogie, les 8 étages regroupent en tout 34 services. À partir du 3 juin 2009, le CHD accueille également le pôle de chirurgie précédemment à la polyclinique de Grande-Synthe. Pour les cas les plus graves, le CHD dispose d'un héliport sur le toit des urgences permettant à un hélicoptère d'emporter les malades au CHRU de Lille.

### Équipements sportifs

Panorama du stade Tribut de Dunkerque lors du match de coupe de France USL Dunkerque - ESTAC, le 2 janvier 2016

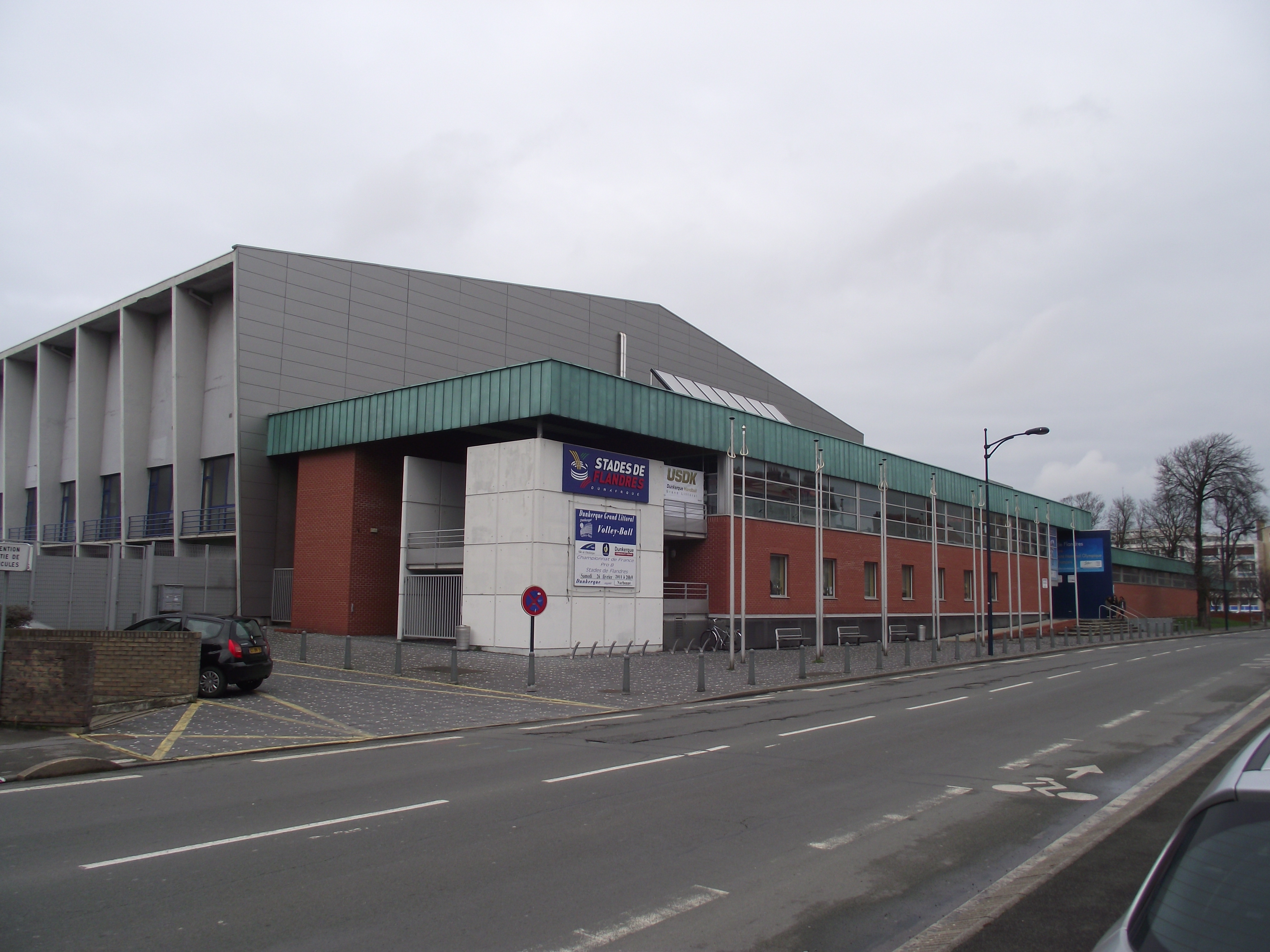
Stade de Flandres dont la salle Dewerdt (bâtiment gris)

La ville dispose de nombreuses infrastructures sportives, le ministère des sports en a décompté 202 sur le territoire de la commune en 2013. On compte cinq piscines dont une olympique la piscine Paul-Asseman (où officia Philippe Lucas en 2009), neuf terrains de foot en herbe ou synthétique, un centre de formation national de handball, un centre régional de voile, une base de voile (bassin de la Marine) pour laquelle le Princess Elizabeth, un bateau vétéran de l'opération Dynamo, sert désormais de centre d'accueil, trois salles multi activités (Les « stades de Flandres », le Gymnase du Grand Large et le complexe de la Licorne), une patinoire, trente gymnases, deux centres équestres, treize boulodromes, vingt-quatre courts de tennis (terre battue et intérieur principalement), deux terrains de hockey sur gazon (obtenus en modifiant les terrains de foot), un skate-park, un stade de baseball et un terrain de rugby. Il y a aussi deux complexes en projet ou en construction :
- le complexe Coubertin-Paul Machy à Rosendaël d'une surface de 1 600 m2 ;
- une salle multi usage à Petite-Synthe/Saint-Pol-sur-Mer, l'USDK sera les résidents de cette salle, la salle aura une capacité de 5 000 places.

### Justice, police et criminalité

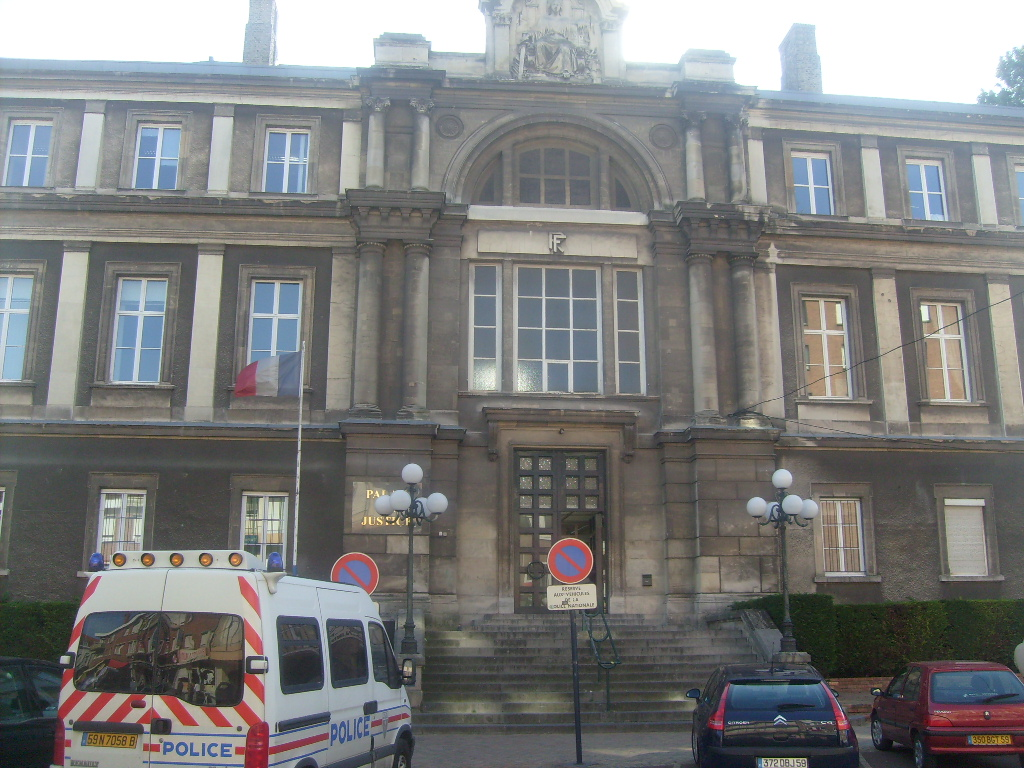
Palais de Justice de Dunkerque

Dunkerque dispose d'un palais de justice, sa construction a débuté en 1858 et il a été inauguré en 1864. Il abritait alors les tribunaux civils, de commerce et de paix. Aujourd'hui, il accueille le tribunal de commerce, le tribunal judiciaire et le tribunal pour enfants.
La ville dispose également d'un conseil de prud'hommes situé dans le quartier de Soubise à Dunkerque-Centre, non loin du palais de justice.
S'agissant des autres juridictions, Dunkerque dépend du tribunal administratif de Lille, de la Cour d'appel de Douai et de la Cour administrative d'appel de cette même ville.

#### Criminalité
Le taux de violence à Dunkerque est de 3,88 faits pour 1 000 habitants, ce qui est inférieur à la moyenne nationale, qui se monte à 5,93 faits pour 1 000 habitants.

#### Station de sauvetage en mer
Le 28 décembre 1810, un trois-mâts anglais, le Queen Elisabeth, vient se perdre sur les bancs de Flandre en face de Dunkerque. Ce naufrage, qui marquera la population dunkerquoise, fera 358 victimes pour 24 personnes sauvées. L’ancien corsaire Gaspard Malo sera un des seuls à tenter une sortie en mer pour leur porter secours. Présents sur place, Benjamin Morel, futur député, et Carlier l’aîné, son ami, constatent l’évident manque de moyens pour pallier ces catastrophes maritimes.
En 1834 après avoir étudié ce qui se faisait au Royal National Lifeboat Institution et à la Société  Humaine de Boulogne-sur-Mer, Benjamin Morel et Carlier l’aîné créent la Société Humaine de Dunkerque. Cette société a pour but de mettre en place les moyens nécessaires à Dunkerque pour sauver les marins en difficultés mais aussi de promouvoir les cours de natation et d’assurer la sécurité des bains de mer.
En 1872 la Société Humaine de Dunkerque] rejoint la Société Centrale de Sauvetage des Naufragés à qui elle fait donation de ses acquis financiers. Le matériel de sauvetage a, lui, besoin d’être remplacé. C ‘est ce que fera la SCSN en affectant un nouveau canot construit par les ateliers Le Normand du Havre.
Le 29 mai 1940, en pleine opération Dynamo, une bombe incendiaire détruit le canot de sauvetage Commandant Eugène Voiellaud et son abri.
Le 9 mai 1945, la garnison allemande capitule. Le port de Dunkerque n’est plus opérationnel et n’a plus de moyens de sauvetage. La sécurité des marins passant au large est assurée par la seule station de Gravelines qui a moins souffert de la guerre.
Le 6 avril 1949, la SCSN met un nouveau canot à disposition de ses sauveteurs. L’abri sera lui inauguré en 1954.
Le 15 octobre 1967, la SCSN a fusionné avec les Hospitaliers bretons. La station de Dunkerque devient une station SNSM
Entre la création de la Société Humaine de Dunkerque et le passage sous le drapeau de la SNSM, ce sont plus de 1 100 personnes et 45 équipages qui auront été sauvés par plus de 450 personnes qui ont répondu présents aux appels à sauvetage. Ces personnes étaient souvent des marins des services portuaires, pilotage, lamanage, remorquage, personnel des bateaux-feux.
La station SNSM de Dunkerque continue à assurer la sécurité maritime des marins et des migrants qui tentent de passer au Royaume-Uni.

## Population et société

### Démographie

#### Évolution démographique
L'évolution du nombre d'habitants est connue à travers les recensements de la population effectués dans la commune depuis 1793. Pour les communes de plus de 10 000 habitants les recensements ont lieu chaque année à la suite d'une enquête par sondage auprès d'un échantillon d'adresses représentant 8 % de leurs logements, contrairement aux autres communes qui ont un recensement réel tous les cinq ans,.

En 2022, la commune comptait 87 013 habitants, en évolution de −1,24 % par rapport à 2016 (Nord : +0,51 %, France hors Mayotte : +2,11 %).
| 1793   | 1800   | 1806   | 1821   | 1831   | 1836   | 1841   | 1846   | 1851   |
| ------ | ------ | ------ | ------ | ------ | ------ | ------ | ------ | ------ |
| 26 255 | 21 158 | 24 175 | 23 012 | 24 937 | 23 808 | 27 047 | 27 355 | 29 080 |

| 1856   | 1861   | 1866   | 1872   | 1876   | 1881   | 1886   | 1891   | 1896   |
| ------ | ------ | ------ | ------ | ------ | ------ | ------ | ------ | ------ |
| 29 738 | 32 113 | 33 083 | 34 350 | 35 071 | 37 328 | 38 025 | 39 498 | 39 718 |

| 1901   | 1906   | 1911   | 1921   | 1926   | 1931   | 1936   | 1946   | 1954   |
| ------ | ------ | ------ | ------ | ------ | ------ | ------ | ------ | ------ |
| 38 925 | 38 287 | 38 891 | 34 748 | 32 945 | 31 763 | 31 017 | 10 575 | 21 136 |

| 1962   | 1968   | 1975   | 1982   | 1990   | 1999   | 2006   | 2011   | 2016   |
| ------ | ------ | ------ | ------ | ------ | ------ | ------ | ------ | ------ |
| 27 616 | 27 504 | 73 800 | 73 120 | 70 331 | 70 850 | 69 274 | 91 386 | 88 108 |

| 2021   | 2022   | - | - | - | - | - | - | - |
| ------ | ------ | - | - | - | - | - | - | - |
| 86 788 | 87 013 | - | - | - | - | - | - | - |

L'aire urbaine de Dunkerque dans le Nord-Pas-de-Calais

Après le recensement Insee publié en 2011 pour les populations de 2009, Dunkerque compte 92 923 habitants (soit une augmentation de 31 % par rapport à 1999). Cela s'explique par la fusion en décembre 2010 avec les communes de Saint-Pol-sur-Mer et Fort-Mardyck (la population de l'ensemble des trois communes en 1999 était de 97 964 habitants). La commune occupe le 43e rang au niveau national, alors qu'elle était au 62e en 1999.
Dunkerque est au centre d'une aire urbaine, qui regroupe 56 communes (4 dans le Pas-de-Calais, le reste dans le Nord) abritant 265 974 habitants, ce qui fait de l'aire urbaine de Dunkerque la 34e aire urbaine de France.
Sur la courbe de démographie, on peut constater que Dunkerque a payé un lourd tribut lors de la Seconde Guerre mondiale (1939-1945) divisant le nombre de Dunkerquois par deux, outre les départs des habitants désireux de se réfugier plus au sud, ce nombre est lié aux nombreux morts lors de l'Opération Dynamo où la ville fut bombardée par la Luftwaffe, puis dans les années qui suivirent par les avions de la Royal Air Force.
Le premier creux correspond à la Révolution, on note cependant que la Terreur fut relativement peu sanglante.
Hormis un creux au milieu de la monarchie de Juillet (1830-1848), la population de Dunkerque croit linéairement jusqu'au début du XXe siècle, passant de 23 000 habitants environ à un peu moins de 40 000.
La Première Guerre mondiale fut beaucoup moins mortelle pour la population de Dunkerque que la Seconde Guerre mondiale, malgré les bombardements de la ville par l'armée allemande. Durant l'entre-deux-guerres, le nombre de Dunkerquois continue de baisser, la ville étant en partie détruite, la population a peine à y habiter.
La première grande augmentation de l'après Seconde Guerre mondiale, du sortir de la guerre jusqu'au milieu des années 1960, est due au phénomène du baby boom. Il convient d'ajouter également le nombre d'habitants de retour à Dunkerque après la guerre. Le nombre de Dunkerquois triple presque passant de 10 000 à 27 000. On constate que le nombre de morts dus à la guerre et celui des naissances dues au baby boom et des retours dans la ville sont à peu près équivalents.
La seconde augmentation, qui est de loin la plus importante puisque la ville passe de 27 500 âmes à 74 000 (soit 2,5 fois plus), est due à l'absorption de plusieurs communes voisines : Malo-les-Bains en 1970, puis Petite-Synthe et Rosendaël en 1972 (respectivement 15 223, 12 044 et 19 591 habitants en 1968, soit près de 47 000 au total), villes ayant profité de l'installation d'Usinor pour se développer.
Enfin, la dernière augmentation est due à l'association avec Saint-Pol-sur-Mer et Fort-Mardyck, le 1er janvier 2011.

#### Pyramide des âges
La population de la commune est relativement jeune.
En 2018, le taux de personnes d'un âge inférieur à 30 ans s'élève à 35,2 %, soit en dessous de la moyenne départementale (39,5 %). À l'inverse, le taux de personnes d'âge supérieur à 60 ans est de 27,6 % la même année, alors qu'il est de 22,5 % au niveau départemental.
En 2018, la commune comptait 41 413 hommes pour 45 452 femmes, soit un taux de 52,32 % de femmes, légèrement supérieur au taux départemental (51,77 %).
Les pyramides des âges de la commune et du département s'établissent comme suit.
| Hommes | Classe d’âge | Femmes |
| ------ | ------------ | ------ |
| 0,5    | 90 ou +      | 1,6    |
| 6,3    | 75-89 ans    | 10,1   |
| 17,1   | 60-74 ans    | 19,1   |
| 20,1   | 45-59 ans    | 19,6   |
| 18,1   | 30-44 ans    | 16,8   |
| 20,0   | 15-29 ans    | 16,8   |
| 17,8   | 0-14 ans     | 16,0   |

| Hommes | Classe d’âge | Femmes |
| ------ | ------------ | ------ |
| 0,5    | 90 ou +      | 1,4    |
| 5,3    | 75-89 ans    | 8,1    |
| 14,8   | 60-74 ans    | 16,2   |
| 19,1   | 45-59 ans    | 18,4   |
| 19,5   | 30-44 ans    | 18,7   |
| 20,7   | 15-29 ans    | 19,1   |
| 20,2   | 0-14 ans     | 18     |

#### Données sur les foyers dunkerquois
| Données des foyers dunkerquois[Quand ?] | Données des foyers dunkerquois[Quand ?] | Données des foyers dunkerquois[Quand ?] | Données des foyers dunkerquois[Quand ?] | Données des foyers dunkerquois[Quand ?] | Données des foyers dunkerquois[Quand ?] | Données des foyers dunkerquois[Quand ?] |
| --------------------------------------- | --------------------------------------- | --------------------------------------- | --------------------------------------- | --------------------------------------- | --------------------------------------- | --------------------------------------- |
| Ménages de :                            | 1 personne                              | 2 personnes                             | 3 personnes                             | 4 personnes                             | 5 personnes                             | 6 personnes ou +                        |
| Dunkerque                               | 33,6 %                                  | 30,9 %                                  | 14,8 %                                  | 12,1 %                                  | 5,8 %                                   | 2,8 %                                   |
| France                                  | 31 %                                    | 31,1 %                                  | 16,2 %                                  | 13,8 %                                  | 5,5 %                                   | 2,4 %                                   |
| Nombres de voitures par ménage :        | aucune                                  | aucune                                  | une                                     | une                                     | deux ou plus                            | deux ou plus                            |
| Dunkerque                               | 26,4 %                                  | 26,4 %                                  | 53,3 %                                  | 53,3 %                                  | 20,3 %                                  | 20,3 %                                  |
| France                                  | 20,9 %                                  | 20,9 %                                  | 48,8 %                                  | 48,8 %                                  | 30,3 %                                  | 30,3 %                                  |
| Sources des données : INSEE,            |                                         |                                         |                                         |                                         |                                         |                                         |

### Manifestations culturelles et festivités

#### Carnaval de Dunkerque

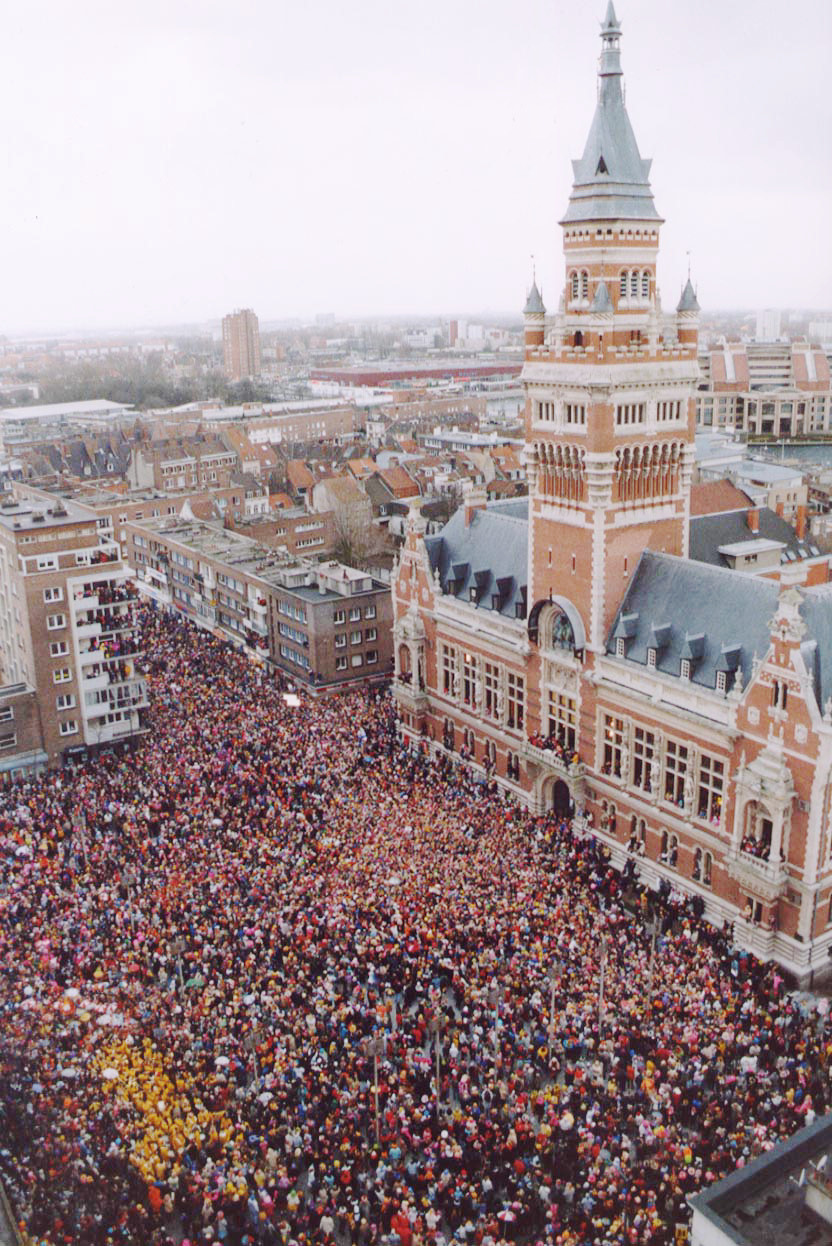
Carnaval de 2004 devant l'hôtel de ville

Le carnaval de Dunkerque est l'événement annuel majeur de la ville. C'est un ensemble de festivités qui ont lieu dans l'agglomération dunkerquoise de fin janvier à début avril durant lesquelles se déroulent :
- les bandes : les carnavaleux défilent dans les rues derrière la musique, conduite par un tambour-major portant un uniforme napoléonien ;
- les bals : les carnavaleux se retrouvent la nuit, dans les grandes salles de l'agglomération, pour faire la fête, en mêlant chansons carnavalesques et musique contemporaine. La majeure partie de ces bals est organisée par des associations philanthropiques.

La première mention d’une déambulation de personnes masquées n’apparaît qu’en janvier 1676, dans l’une des ordonnances de l’administration municipale.
Aux XVIIe et XVIIIe siècles, les armateurs offraient à leurs marins un festin, une fête à la veille de leurs départs pour les mers périlleuses d'Islande, où ils pêchaient la morue. Ces fêtes furent à l'origine de la Visschersbende qui signifie bande des pêcheurs en flamand, cependant cette bande était différente du carnaval masqué des Jours Gras. En 1906, la municipalité d’Alfred Dumond entreprend de relancer la tradition locale de la visscherbende.
Une année, la bande et le carnaval tombèrent le même jour, les pêcheurs mirent alors masques et déguisements, de ce mélange naquit le carnaval de Dunkerque. Le carnaval est un des meilleurs indicateurs de la santé économique de la ville, fêtes fastes en temps de prospérité ou au contraire fêtes restreintes en temps de récession. Le Carnaval a survécu à une Révolution et deux Guerres Mondiales (bien qu'il n'ait pas été organisé pendant ces périodes), en 1946, la bande de Dunkerque slalome entre les ruines de la ville. Une autre preuve s'il en est besoin de la place qu'occupe le carnaval dans la tradition dunkerquoise, est le fait qu'en 1991, malgré l'interdiction du carnaval pour cause de guerre du Golfe, une bande dite bande annulée est improvisée à Saint-Pol puis à Dunkerque. Jadis événement connu uniquement de l'agglomération, le carnaval a aujourd'hui un rayonnement national, en témoignent les reportages parus dans les différents journaux télévisés français.

### Sports et loisirs
En 2002, Dunkerque, qui compte 27 000 sportifs licenciés, a été classée ville la plus sportive de France par le magazine L’Équipe.

#### Événements sportifs

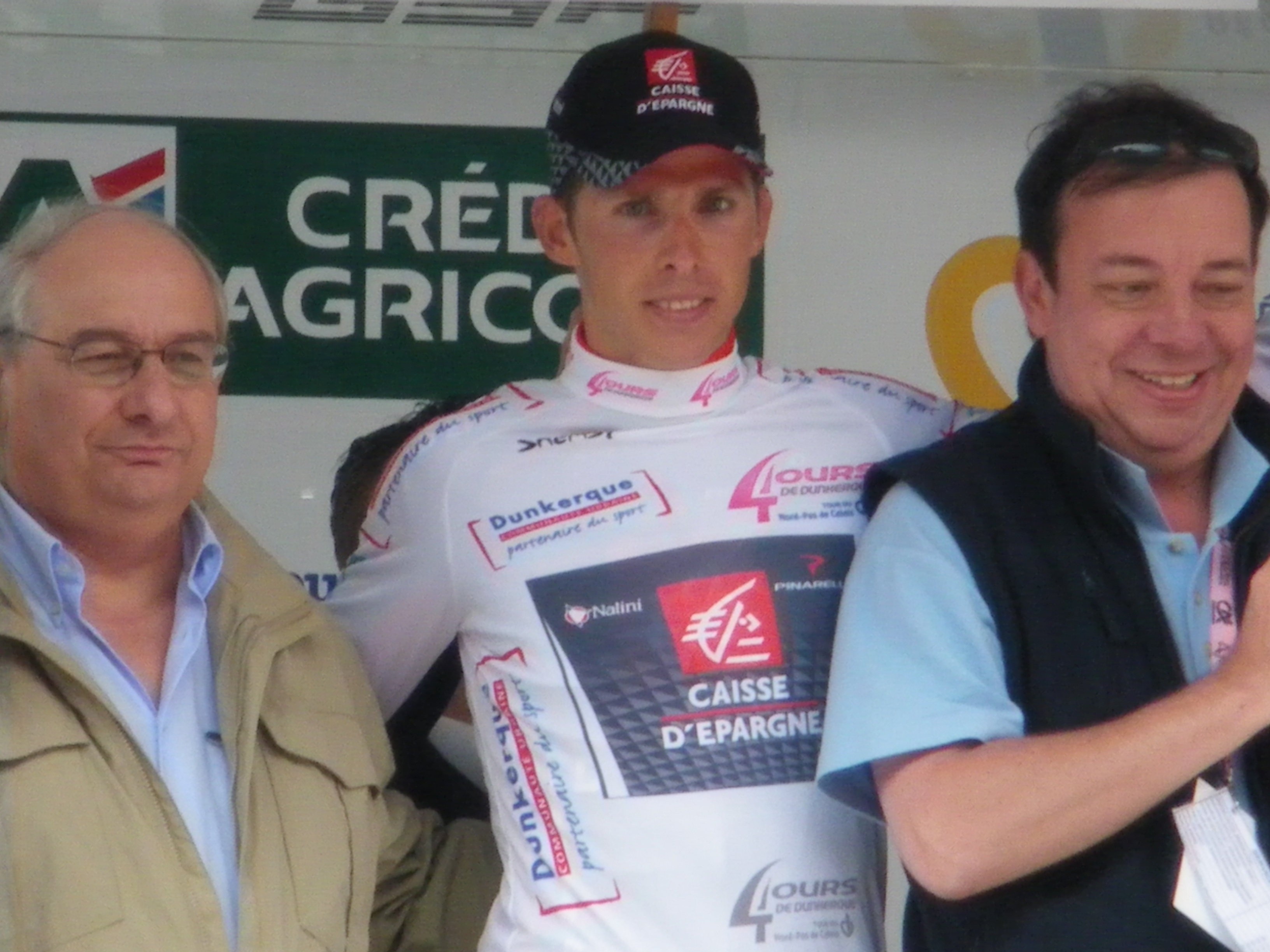
Rui Costa vainqueur de l'édition 2009 des 4 Jours de Dunkerque

- Les Quatre Jours de Dunkerque sont un événement cycliste important se déroulant chaque année dans la région.
- Depuis 2002, le Tour de France à la voile s'élance de Dunkerque, qui a par ailleurs accueilli le premier départ de cette course en 1978.
- Les Boucles dunkerquoises est une épreuve de course à pied qui mobilise toute la ville chaque année. Plusieurs parcours sont proposés : du kilomètre symbolique réservé aux plus jeunes jusqu'au marathon.
- Le marathon de Dunkerque où l'on doit parcourir les 42,195 km à travers la communauté urbaine.
- Le Triathlon de Dunkerque disputé autour des bassins de la citadelle.
- Le tour avant le Tour organisé généralement le dimanche précédant le départ du Tour de France cycliste, il propose un tour de vélo dans la ville, l'organisation remet un cadeau et un maillot inspiré du maillot jaune, vert, à pois ou blanc à chaque participant[164].
- Dunkerque en survêt est un événement organisé en fin de semaine début septembre, il permet aux Dunkerquois et autres visiteurs de découvrir les diverses associations sportives de Dunkerque et de s'inscrire dans les clubs. De plus de nombreuses démonstrations sportives ponctuent l'événement[165].

#### Grands clubs
- Basket-ball - Le BCM Gravelines-Dunkerque, officiant au Sportica à Gravelines, le club fut créé par Albert Denvers en 1984.
  - 1er de la saison régulière de Pro A en 2012-2013. Vainqueur de la Semaine des As 2011 et de la Leaders Cup 2013. Vainqueur de la Coupe de France 2005 et du Match des Champions 2005.
- Handball - Union Sportive Dunkerque Handball Grand Littoral (USDK), la figure de proue du sport dunkerquois avec le BCM. L'USDK a été créé le 3 septembre 1958 et joue au Stade de Flandres.
  - Le club a remporté au moins une fois les quatre trophées nationaux, soit le Championnat de France (2014), la Coupe de France (2011), la Coupe de la Ligue (2013) et le Trophée des champions (2012) et fut également finaliste de deux compétitions européennes, de la Coupe Challenge en 2004 et de la Coupe EHF en 2012.
- Football - L'union sportive du littoral de Dunkerque (USLD). Club évoluant en Ligue 2.
  - Champion de CFA tous groupes confondus lors de la saison 2012-2013.
- Hockey sur glace - Le Hockey sur Glace Dunkerque (HGD), aussi surnommés les Corsaires de Dunkerque.
  - 6e de Division 1 lors de la saison 2015-2016 et éliminé en quart de finale des éliminatoires.
- Volley-ball - Le Dunkerque Grand Littoral Volley-Ball.
  - Champion de France de Pro B en 2001. Évolue actuellement en Nationale 2.
- Basket-ball féminin - Le Dunkerque-Malo Grand Littoral Basket, né en 1945 joue à la salle Burnod à côté du stade Tribut.
  - 3e de Ligue 2 lors de la saison 2014-2015.
- Baseball - Les Korvers de Dunkerque.
  - Champion de France de Nationale 2 en 2004 et en 2018.
- Gymnastique - La Jean Bart Dunkerque Gymnastique.
  - 6 fois vainqueur de la coupe de France de gymnastique de 2002 à 2007 et 2e de la finale de la Coupe de France 2010.
- Rugby à XV - Le Rugby Union Dunkerque qui a participé au Championnat de France de rugby à XV de 3e division fédérale 2012-2013

### Cultes

#### Catholicisme
Les fidèles catholiques de la ville relèvent de l'archidiocèse de Lille et sont répartis entre plusieurs paroisses.
Dunkerque
- Église Saint-Éloi, rue Clemenceau.
- Église Saint-Jean-Baptiste, place Robert Prigent.
- Église Saint-Martin, rue de Paris.
- Chapelle Notre-Dame-des-Dunes, place de la Petite-Chapelle[166].
- Chapelle Saint-Luc, rue du 110e Régiment d'Infanterie.

Petite-Synthe
- Église Saint-Antoine, avenue de la Cité.
- Église Saint-Nicolas, avenue de Petite-Synthe.

Malo-les-Bains
- Église Notre-Dame-du-Sacré-Cœur, Place Turenne.
- Église Sainte-Anne-de-la-Mer, rue de Douvres.
- Chapelle du centre catholique polonais, rue Gaspard-Neuts.

Rosendaël
- Église Notre-Dame-de-l'Assomption, rue Albert-Cuenin.
- Église Sainte-Bernadette, rue Albert-Mahieu.
- Église Saint-Zéphyrin, rue Paul-Bert.
- Chapelle de la maison familiale, rue Jeanne-Jugan.

Mardyck
- Église Saint-Nicolas, rue de l'Église.

Saint-Pol-sur-Mer
- Église Saint-Benoît, place de l'Église.
- Église du Sacré-Cœur, rue de Bollengier, Cité des cheminots.
- Église Saint-Jean-l'Évangéliste, rue Gabriel.

Fort-Mardyck
- Église Notre-Dame-du-Fort, rue du Général-De-Gaulle.

#### protestantisme
- Temple protestant de Dunkerque, construit en 1867, quai au Bois.
- Armée du Salut, quai de Mardyck.
- Église évangélique de l'Espérance, rue de l'Hôtel-de-Ville.
- Église évangélique Littoral, rue de la République.
- Église protestante évangélique, rue Marcel-Bilcke.

#### Témoins de Jéhovah
- Salle du royaume, rue du Blanc-Vert.

#### Adventisme
- Église adventiste du septième jour, quai de l'Île-Jeanty.

#### Judaïsme
- Synagogue, rue Jean Bart.

#### Islam
- Mosquée Abu Dhar Al-Ghafari, rue de l'Industrie.
- Mosquée Al Fath, rue de Calais.
- Mosquée Omar Al Farouq, rue Caumartin.
- Mosquée As-Sounna, rue de Kruysbellaert.

### Médias
Dunkerque dispose de sa propre chaîne de télévision ID7 diffusant une émission paraissant le lundi, elle comprend des reportages sur la ville, un agenda des sorties de la fin de semaine et les résultats sportifs.
Outre la presse quotidienne nationale, la ville lit le quotidien La Voix du Nord et ses déclinaisons (La Voix des Sports, etc.) dont une édition est consacrée au Dunkerquois. Elle lit également Le Phare Dunkerquois un hebdomadaire paraissant le mercredi, et à moindre mesure Le journal des Flandres.
La ville publie également des magazines: Dunkerque Magazine qui se consacre tous les mois à l'histoire et à l'actualité de Dunkerque, Dunkerque Quartier qui est le supplément de Dunkerque Magazine, qui se focalise sur les quartiers de Dunkerque et enfin Bouge2là fournissant tous les 15 du mois des informations pour les jeunes (sorties, loisirs, etc.).
Plusieurs stations de radio émettent en FM à Dunkerque : France Musique (89,3 MHz), Radio Classique (90,2 MHz), La radio de la mer (90,7 MHz), Skyrock (91,1 MHz), Europe 1 (91,6 MHz), Fun Radio (92,2 MHz), France Bleu Nord (92,6 MHz), RTL (95,2 MHz), Virgin Radio (96,2 MHz), France Culture (96,8 MHz), RMC (98,4 MHz), Radio 6 (99,0 MHz), Delta FM (100,7 MHz), France Inter (103,3 MHz) et France Info (106,5 MHz).

## Économie
L'économie de Dunkerque profite de la position de la ville. Elle est en effet située à moins de 300 kilomètres de cinq capitales : Londres, Paris, Bruxelles, Amsterdam et Luxembourg.
- Port industriel et de commerce (troisième port français de marchandises après Marseille et Le Havre) avec un trafic de 47,22 millions de tonnes en 2012.
- Agroalimentaire.
- Matériaux de construction, avec le suisse Holcim.
- Métallurgie : acier avec ArcelorMittal et aluminium avec Alcan.
- Énergie : première plate-forme énergétique du Nord-Pas-de-Calais avec la centrale nucléaire de EDF à Gravelines, la centrale DK6 de production électrique par cogénération, le terminal gazier NORFRA par lequel chemine depuis la Norvège un tiers de la consommation française en gaz, deux raffineries de pétrole (Total et BP), cinq éoliennes géantes.
- Industrie pharmaceutique : Synthèse d'oméprazole et d'ésoméprazole avec AstraZeneca et Minakem.
- Verreries de Dunkerque dont la première est fondée en 1750 par Marc-Antoine Morel du Hillaume.

L'agglomération de Dunkerque relève de la Chambre de commerce et d'industrie Côte d'Opale.

### Installations d'usines de batteries automobiles
L'économie dunkerquoise connaît une nouvelle phase de réindustrialisation au début des années 2020 avec l'implantation de plusieurs grands projets industriels, principalement dans le secteur de l'acier ou des batteries destinées aux véhicules électriques. Ainsi l'entreprise Verkor originaire de Grenoble annonce en 2022 installer une usine de batteries automobiles à Dunkerque. À terme l'usine devrait faire travailler 1 200 personnes. En mai 2023, le groupe taïwanais ProLogium annonce qu'il va installer sa première usine européenne à Dunkerque,.

## Emploi
|                   | Tertiaire | Industrie | Construction | Agriculture |
| ----------------- | --------- | --------- | ------------ | ----------- |
| Dunkerque         | 77,8 %    | 16,5 %    | 5,2 %        | 0,5 %       |
| % de Femme        | 54,1 %    | 18,4 %    | 8,6 %        | 30,2 %      |
| Moyenne nationale | 71,5 %    | 18,3 %    | 6,1 %        | 4,1 %       |

|             | Agriculteurs exploitant | Artisans, commerçants et chefs d'entreprise | Cadres, professions intellectuelles | Professions intermédiaires | Employés | Ouvriers |
| ----------- | ----------------------- | ------------------------------------------- | ----------------------------------- | -------------------------- | -------- | -------- |
| Répartition | 0,2 %                   | 4,6 %                                       | 14,7 %                              | 28,4 %                     | 28,5 %   | 23,6 %   |

|                    | Part des moins de 25 ans | évolution entre 2006 et 2007 | Part de femmes | évolution entre 2006 et 2007 | Part de chômeur longue durée | évolution entre 2006 et 2007 | Total demandeur d'emploi | évolution entre 2006 et 2007 |
| ------------------ | ------------------------ | ---------------------------- | -------------- | ---------------------------- | ---------------------------- | ---------------------------- | ------------------------ | ---------------------------- |
| Dunkerque          | 27,2 %                   | -6,8 %                       | 46,6 %         | -2,7 %                       | 31,0 %                       | -10,4 %                      | 10 896 10,6 %            | -5,7 %                       |
| Nord-Pas-de-Calais | 26,4 %                   | -9,8 %                       | 43,7 %         | -7,2 %                       | 31,9 %                       | -17,5 %                      | 171 067 10,6 %           | -8,0 %                       |
| France             | 16,6 %                   | -11,6 %                      | 48,4 %         | -9,1 %                       | 25,9 %                       | -20,7 %                      | 1 947 987 7,5 %          | -9,4 %                       |

### Grand port maritime de Dunkerque

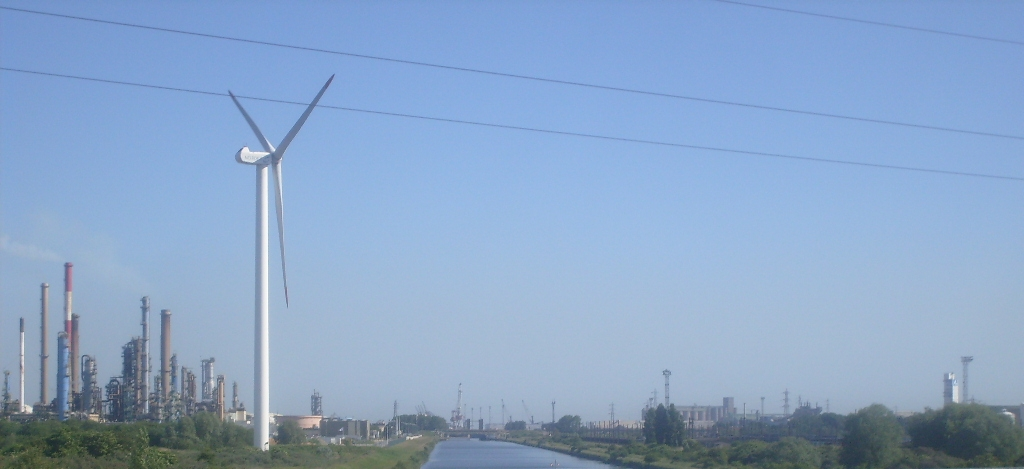
Le port Est de Dunkerque le long de la déviation du canal de Bourbourg

Le Grand port maritime de Dunkerque (GPMD) est un établissement public de l'État financièrement autonome et ayant la personnalité civile, l'établissement est dirigé par un directoire de 3 personnes.
Le port de Dunkerque présente un des revirements de tendance les plus remarqués du monde portuaire français. Transformé dans les années 1960-70 (extension vers l’ouest de 17 km) et plus récemment socialement et économiquement, le grand port maritime a vécu des années 1990 difficiles. Il a réussi un repositionnement vers des marchandises à plus forte valeur ajoutée (conteneurs, rouliers, produits frais) notamment en gagnant la confiance de grands opérateurs. De longue date port industriel, Dunkerque cherche aujourd’hui à cultiver sa place dans les réseaux logistiques internationaux et européens.
Depuis plusieurs années, le port autonome de Dunkerque fait preuve d’initiative dans ses secteurs d’activités : partenariat public/privé dans certains terminaux, engagement dans le trafic d'apport et le trafic fluvial.
Comme les autres ports européens, le port de Dunkerque se doit de conforter ses trafics, extrêmement industriels, et simultanément de développer des marchés stratégiques et porteurs. La conteneurisation, la logistique, l’automobile, le roulier transmanche, et peut être demain les autoroutes de la mer représentent autant de marchés potentiels pour le GPMD.

## Culture locale et patrimoine

### Lieux et monuments
Le Leughenaer

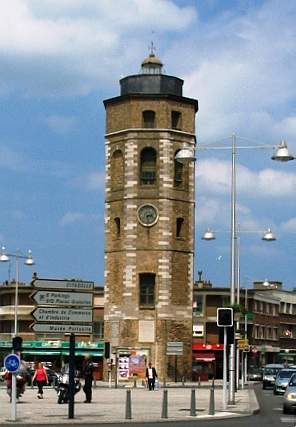
La tour du Leughenaer

La tour du Leughenaer (XVe siècle) est à l'origine une tour ronde faisant partie des fortifications bourguignonnes de 1406. Sa forme actuelle, octogonale, est probablement due à son rattachement en 1548 à un petit château, elle sert alors de « tour à feu ». La tour est cédée par le roi à la société de pilote en 1754. La tour devenue trop vieille, elle doit être reconstruite en 1759, on ne conserve que le rez-de-chaussée de l'ancienne tour. Elle est isolée en 1793 lors de la destruction du petit château. À l'aube du XVIIIe siècle, en 1798, elle accueille le télégraphe de Chappe. En 1824, la tour devient un phare, le premier de Dunkerque, et on la rehausse pour cela d'un étage. En 1766, l'ouvrage est acquis par la ville, et en 1993 il est classé monument historique.

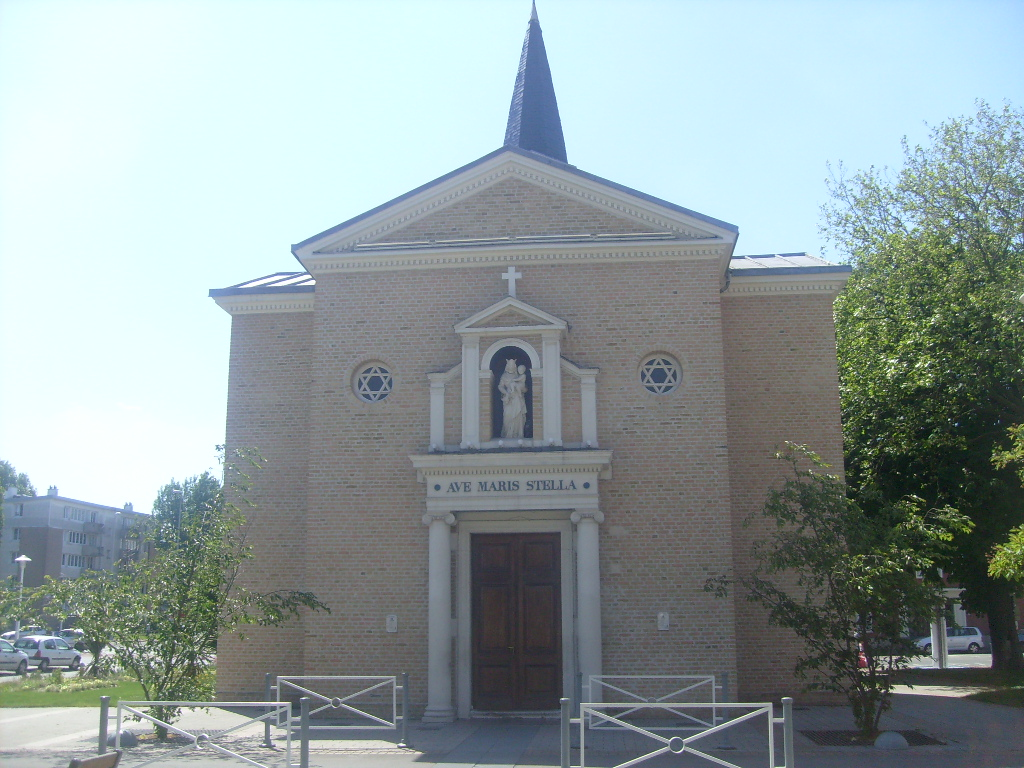
La chapelle Notre-Dame-des-Dunes
La chapelle Notre-Dame-des-Dunes (XVe siècle) ou « Petite Chapelle » : au IXe siècle, le duc de Bourgogne décide l'érection d'une enceinte autour de Dunkerque alors ravagée par de multiples guerres. Lors de la construction de ces défenses, on trouve une statue de la Vierge près d'une source inconnue d'eau douce. Les villageois y voient alors une marque de protection céleste. On construit un oratoire appelé d'abord Notre-Dame de la Fontaine puis Notre-Dame-des-Dunes, qui résista aux sévices des guerres et invasions. En 1794, alors que la « Petite Chapelle » a été transformée en cartoucherie, elle est détruite par une explosion, la statuette de la Vierge ayant été préservée. En 1816, elle est reconstruite par l'architecte Bruno Grawez mais la source a disparu. Le 31 mai 1903, 200 000 personnes participent à la fête du cinquième centenaire de la découverte de la statue. En 1917, une promesse d'agrandissement est faite à la Vierge si la ville est épargnée par l'invasion imminente de la région, ce qui fut le cas. La promesse a été relevée en 1953. Un pèlerinage annuel à la chapelle en septembre a toujours lieu au XXe siècle.
La chapelle renferme de nombreux ex-voto et maquettes de bateaux suspendus. Le grand lustre d'église (XIXe siècle) suspendu sous la voûte de la nef est représentatif du type des couronnes de lumières polylobées de style néogothique fréquemment fabriquées à l'époque de l'historisme. Cette œuvre de dinanderie d'une hauteur de 2,20 m et d'un diamètre de 1,75 m a été réalisée en 1893 en plaques de cuivre incrustés de cabochons de pierres polychromes. Elle est inscrite sur la liste du patrimoine au titre d'objet mobilier protégé des monuments historiques.

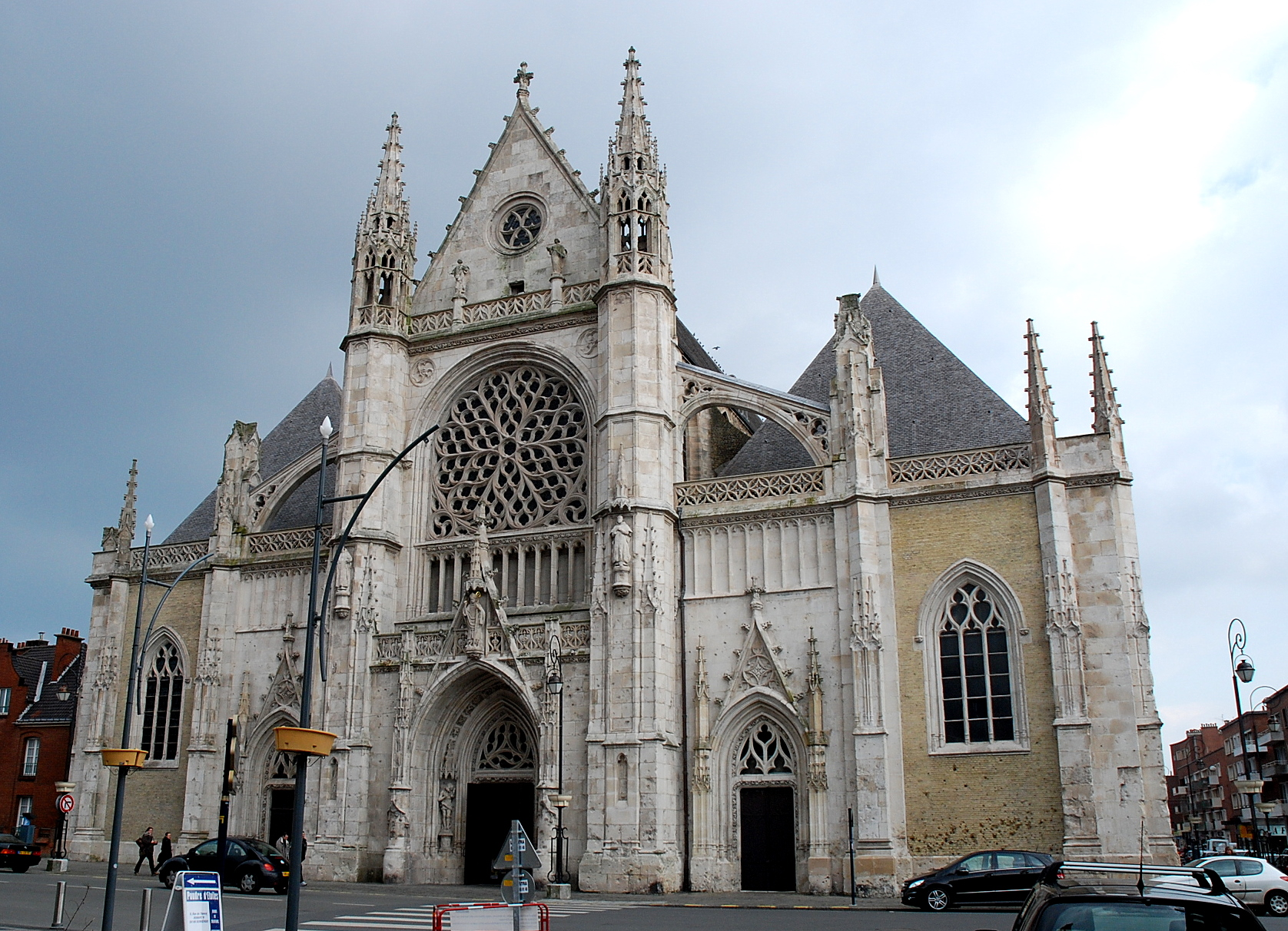
L'église Saint-Éloi

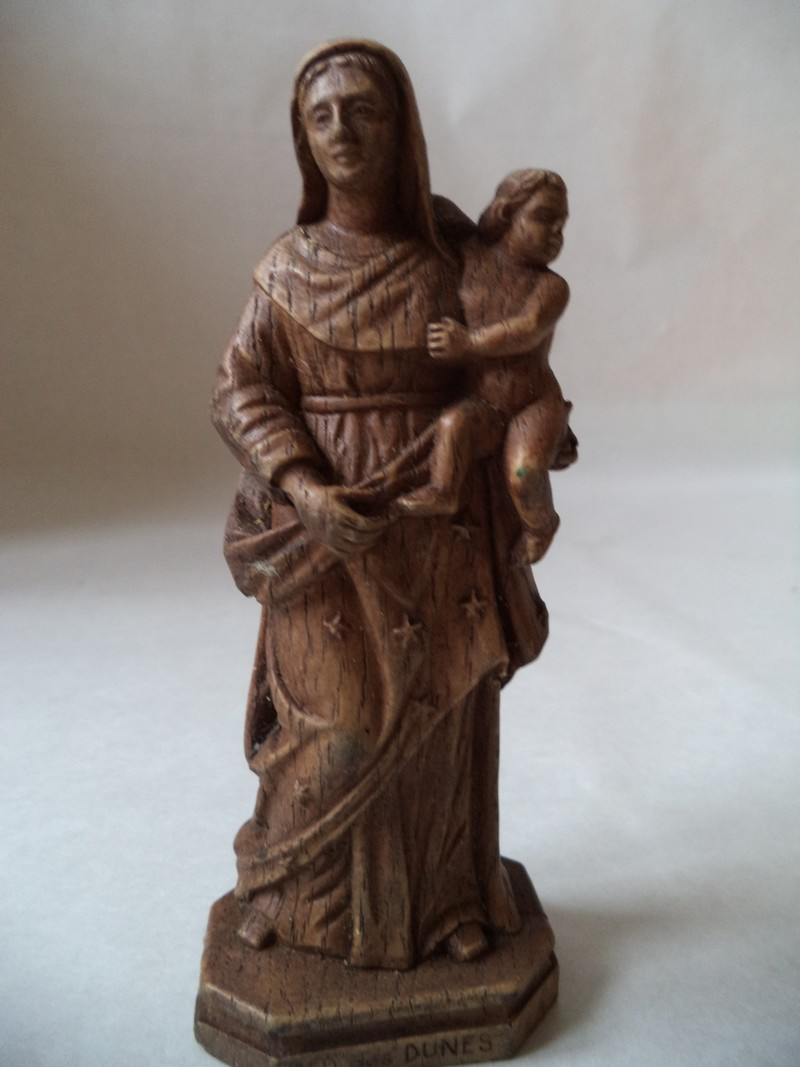
Notre-Dame-des-Dunes, patronne des marins de Dunkerque

L'église Saint-Éloi, église-halle (hallekerke) à cinq nefs (XVIe siècle, façade néogothique du XIXe siècle). Lieu de culte catholique situé au centre-ville de Dunkerque. L'église fut ravagée par les bombardements de la Seconde Guerre mondiale, qui laissèrent debout la façade et les murs porteurs. Toute l'église fut restaurée de 2001 à 2006, et il fut décidé de laisser les impacts de balles comme part entière de l'histoire de cet édifice. Comme de nombreuses églises de Flandre, ce monument ne possède pas de clocher. À l'origine, l'église Saint-Éloi était accolée au beffroi qui constituait le clocher ou le campanile de l'édifice. À l'intérieur les ex-voto et autres inscriptions funéraires permettent de reconstituer la nationalité des maîtres de Dunkerque. Le néerlandais (comté de Flandre), l'espagnol (Pays-Bas espagnols) puis le français (Royaume de France) sont tous trois présents dans les inscriptions de l'église.

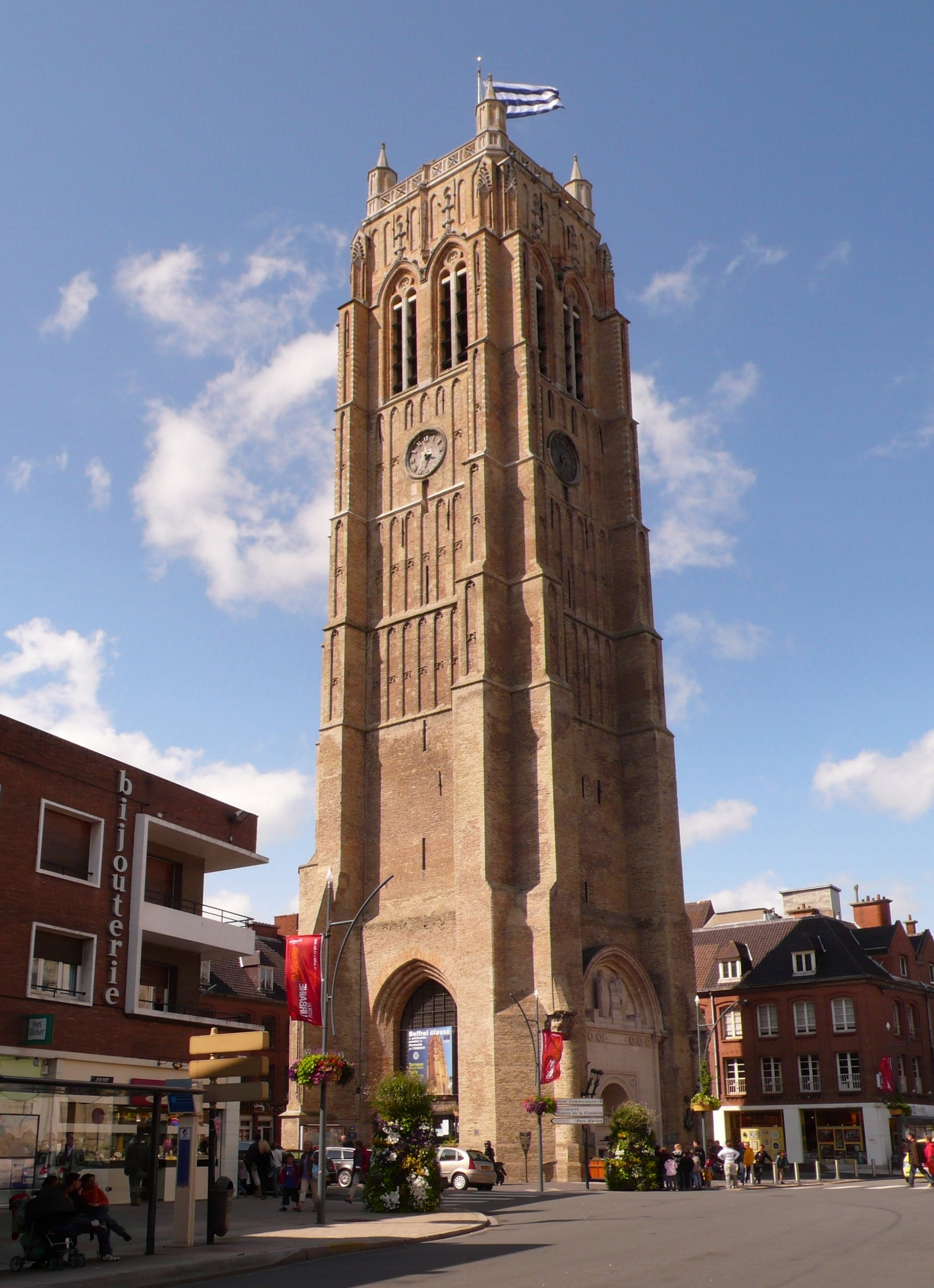
Le beffroi
Le beffroi (XVe siècle) classé au patrimoine mondial de l'Unesco. Il est construit aux alentours de 1440 en lieu et place d'une ancienne tour de guet. Il est à l'origine rattaché à l'église Saint-Éloi et lui sert de clocher. La tour est haute de 58 mètres et est construite en brique dans le style gothique. En 1782, le beffroi est définitivement séparé de l'église. En 1835, on modifie son couronnement. Après la Première Guerre mondiale, le 15 avril 1923, on modifie la base afin qu'elle reçoive un cénotaphe à la mémoire des morts de la Grande Guerre, réalisé par Pierre Fritel. Le beffroi sert toujours de clocher et abrite actuellement un carillon de 48 cloches datant de 1962 : le bourdon Jean-Bart pèse 7 tonnes.

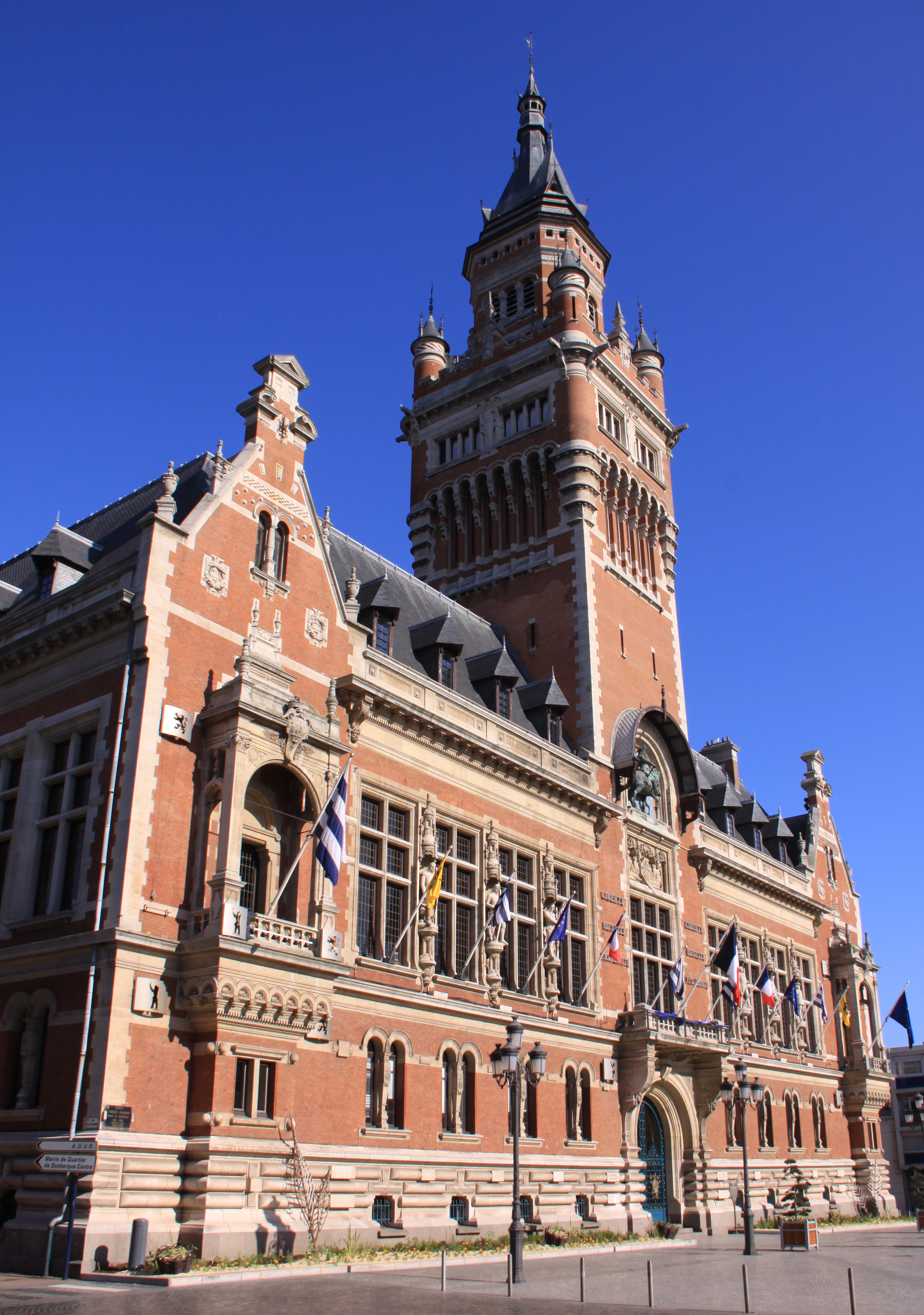
L'hôtel de ville
L'hôtel de ville (début du XXe siècle) classé au patrimoine mondial de l'Unesco, réalisé par Louis-Marie Cordonnier. Le vitrail en haut de la première volée de marches intérieure représente Jean Bart parmi son équipage sur le port au retour de la Bataille du Texel. Dans son arrière-cour réside, ignorée de la plupart des Dunkerquois, la Porte monumentale datant du XVIIe siècle, du même style que la Porte de la Marine (reste des fortifications de Vauban) à l'entrée d'un des pôles commerciaux (CentreMarine).
La statue de Jean Bart
Jean Bart meurt le 27 avril 1702 à environ 15 h 30, à la veille de partir en course. Un siècle et demi plus tard, les 7 et 8 septembre 1845, Dunkerque rend hommage à son héros en inaugurant une statue à son image créée par David d'Angers, représentant le corsaire épée à la main, la pointe de l'arme en direction de l'Angleterre. En 1903, on agrandit et surélève le socle de la statue. Enfin, au cours de l'année 1983, la municipalité fait placer autour de la statue, les armes de la ville de Dunkerque et le nom des 16 navires que commanda Jean Bart. En 2015, elle est rénovée.
Les autres monuments dunkerquois
- L'hôtel de Chosal, hôtel particulier du XVIIIe siècle, et sa tour de l'Armateur, méconnue de beaucoup de Dunkerquois car non-visitable, et peu visible (hormis depuis le haut des beffrois et des quais de la citadelle).
- La digue du Braek qui protège sur 10 kilomètres les installations industrielles, érigée en 1965, est un haut lieu du tourisme industriel. Elle permet une vision unique et très impressionnante sur le site portuaire et industriel dunkerquois.
- La citadelle d'anciens entrepôts et bâtiments industriels reconvertis en restaurants raffinés et bars branchés. S'y trouve également l'université du Littoral et le Musée portuaire. Le trois-mâts Duchesse Anne et le Sandettié, tous deux classés monuments historiques, y sont ancrés. L'hôtel de la communauté urbaine de Dunkerque se dresse sous la forme d'un étonnant édifice inauguré en 1988, au droit du quai des Hollandais.
- Notre-Dame de l'Assomption.
- La Statue de Jean Bart.
- L' ancienne Halle aux Sucres, construite au XIXe siècle, réaménagé en zone d'activités et innauguré en janvier 2017.
- Le FRAC/AP2 construit en 2013 par les architectes Lacaton & Vassal (lauréats Prix Pritzker) pour abriter la collection du Fonds régional d'art contemporain Grand Large — Hauts-de-France. Le bâtiment a deux parties jumelles : l'ancienne Halle AP2 (Atelier de Préfabrication no 2, dernier vestige architectural des Chantiers navals de Dunkerque) et une partie contemporaine offrant un panorama sur le littoral dunkerquois.
- L'Hôtel de la Communauté Urbaine de Dunkerque.
- La Statue de la victoire, construite en 1893 pour le centenaire de la levée du siège de Dunkerque de 1793 pendant la bataille de Hondschoote.
- Le phare de Risban[192] à l'entrée du port et le feu de Saint-Pol
- Le quartier excentrique, à Rosendaël, à quelques pas du stade tribut, avec ses maisons très particulières du début du siècle, ainsi que les villas malouines[193] dans un style spécifique à la station balnéaire de Malo-les-Bains appartenant à Dunkerque.
- L'arsenal de Marine, puis parc de la Marine, construit en 1686 par Vauban.
- Les bains Dunkerquois ou bains Jean Bart, créés à l'initiative du maire Alfred Dumont, sont un établissement à vocation hygiéniste. Ils remplissaient de 1896 jusque dans les années 1960 la triple fonction d'école de natation, bains douches et lavoir public[194].
- Le monument à la mémoire des victimes de la mer, élevé par la ville de Dunkerque en 1912, à la mémoire des Dunkerquois péris en mer[195].

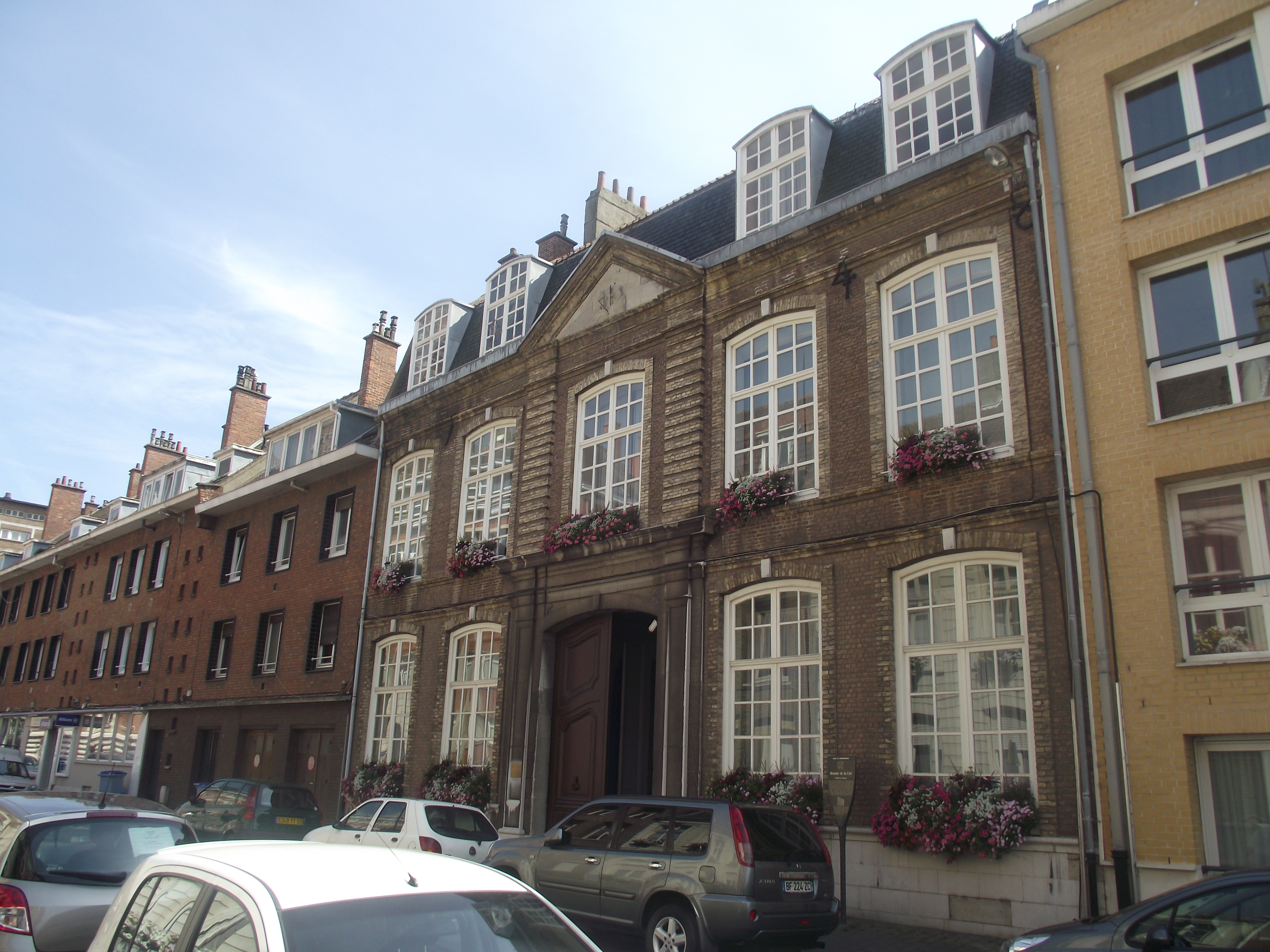
L'hôtel de Chosal ou maison de l'armateur.
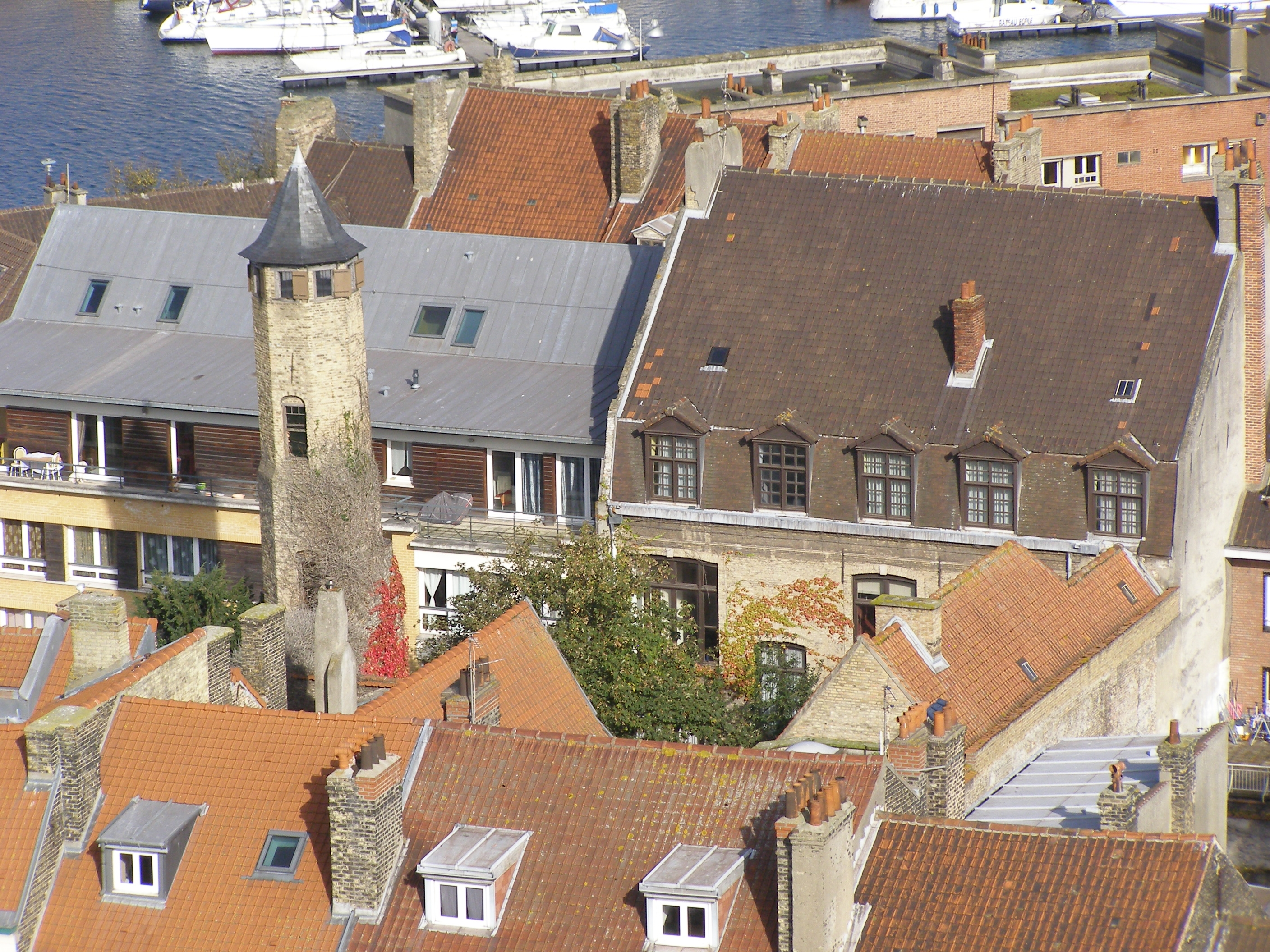
La tour de l'armateur, située à l'arrière de l'hôtel de Chosal.
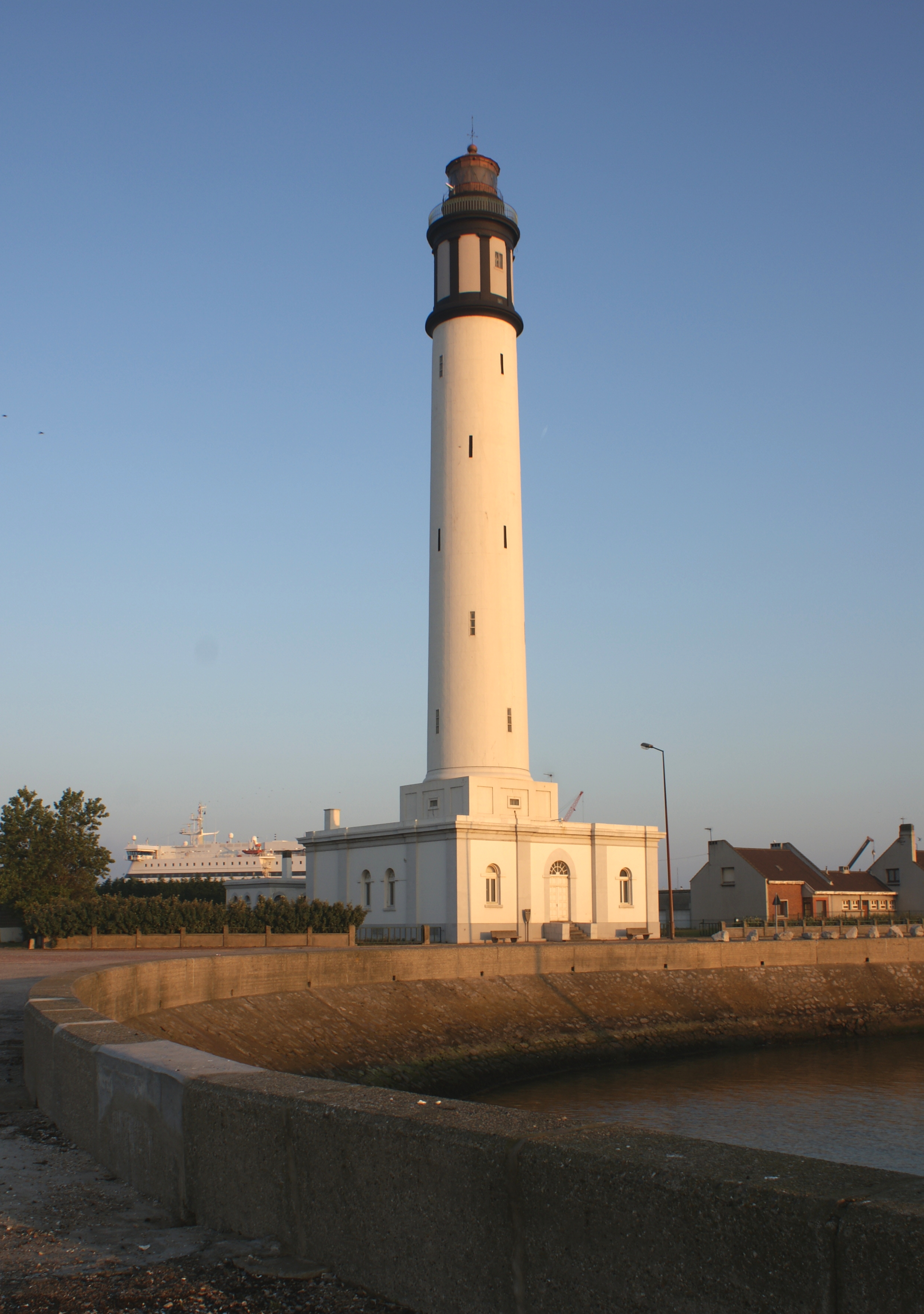
Le phare de Risban.
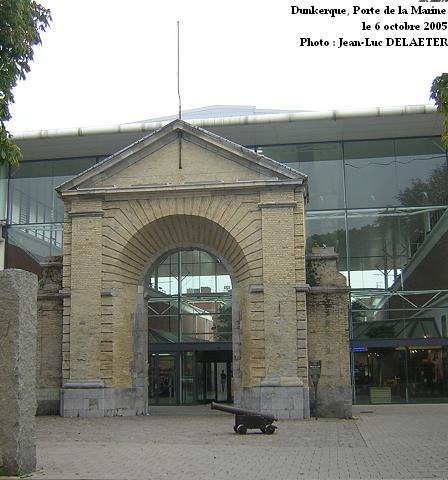
La porte de la Marine
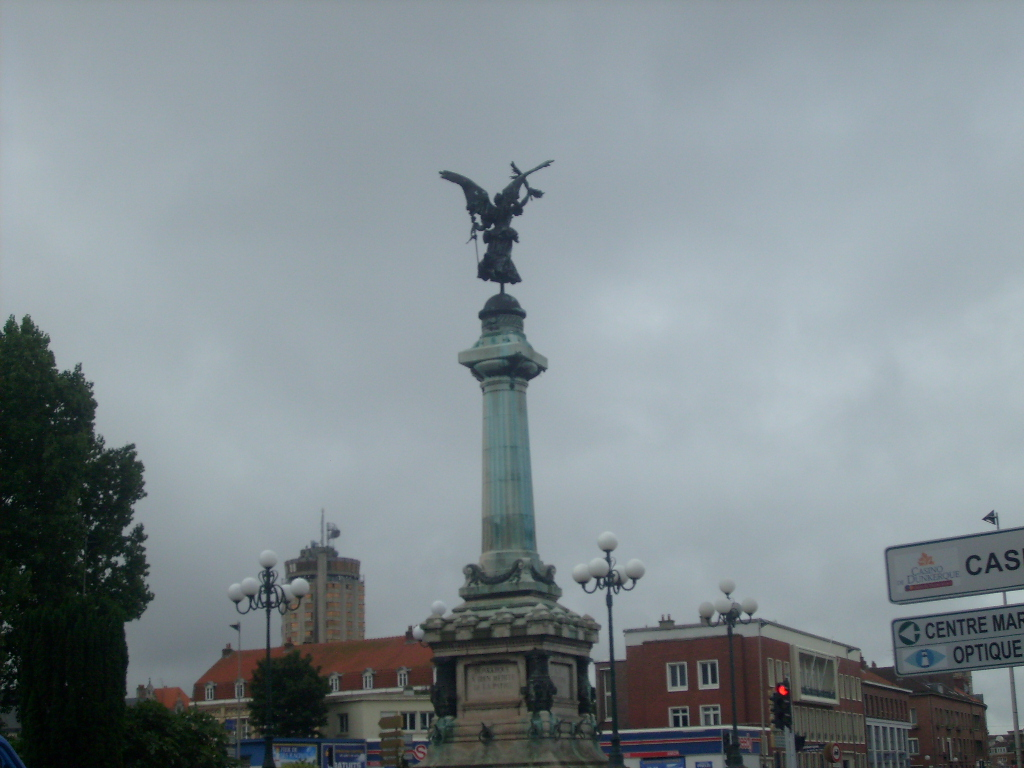
La Victoire, érigée en 1893 pour le centenaire de la levée du siège de Dunkerque en 1793 lors de la bataille de Hondschoote.
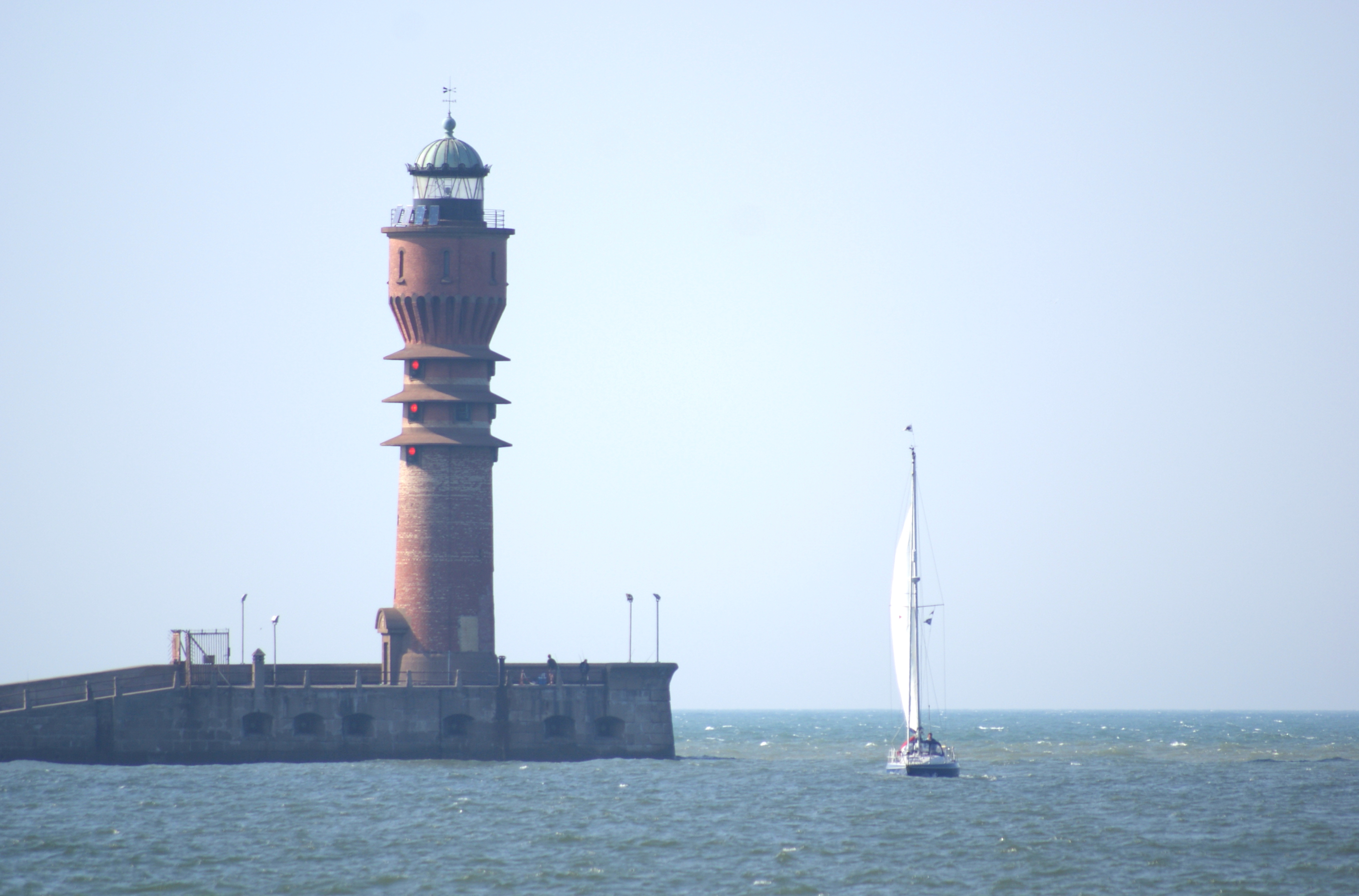
Le feu de Saint-Pol.
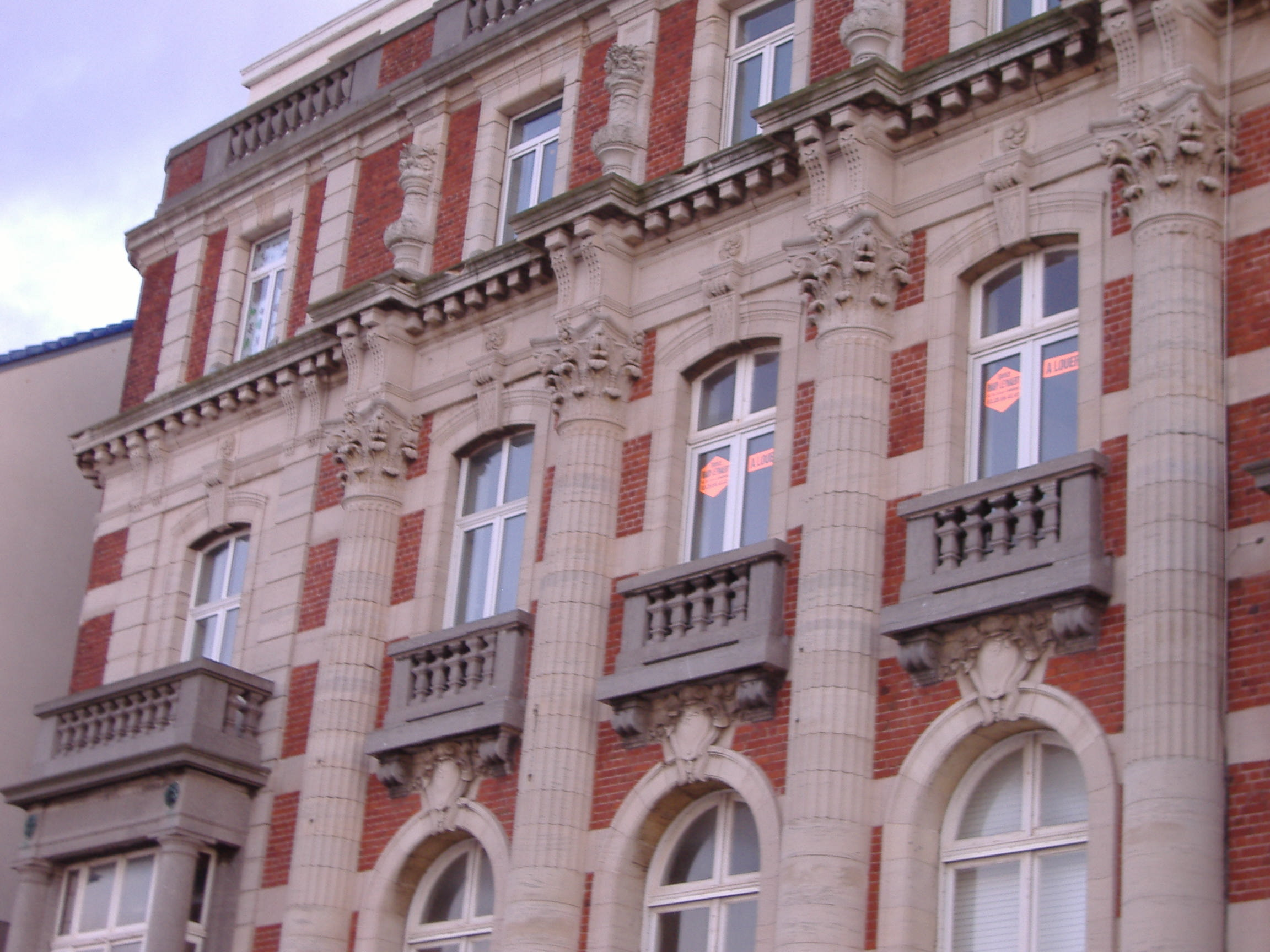
Villa malouine.
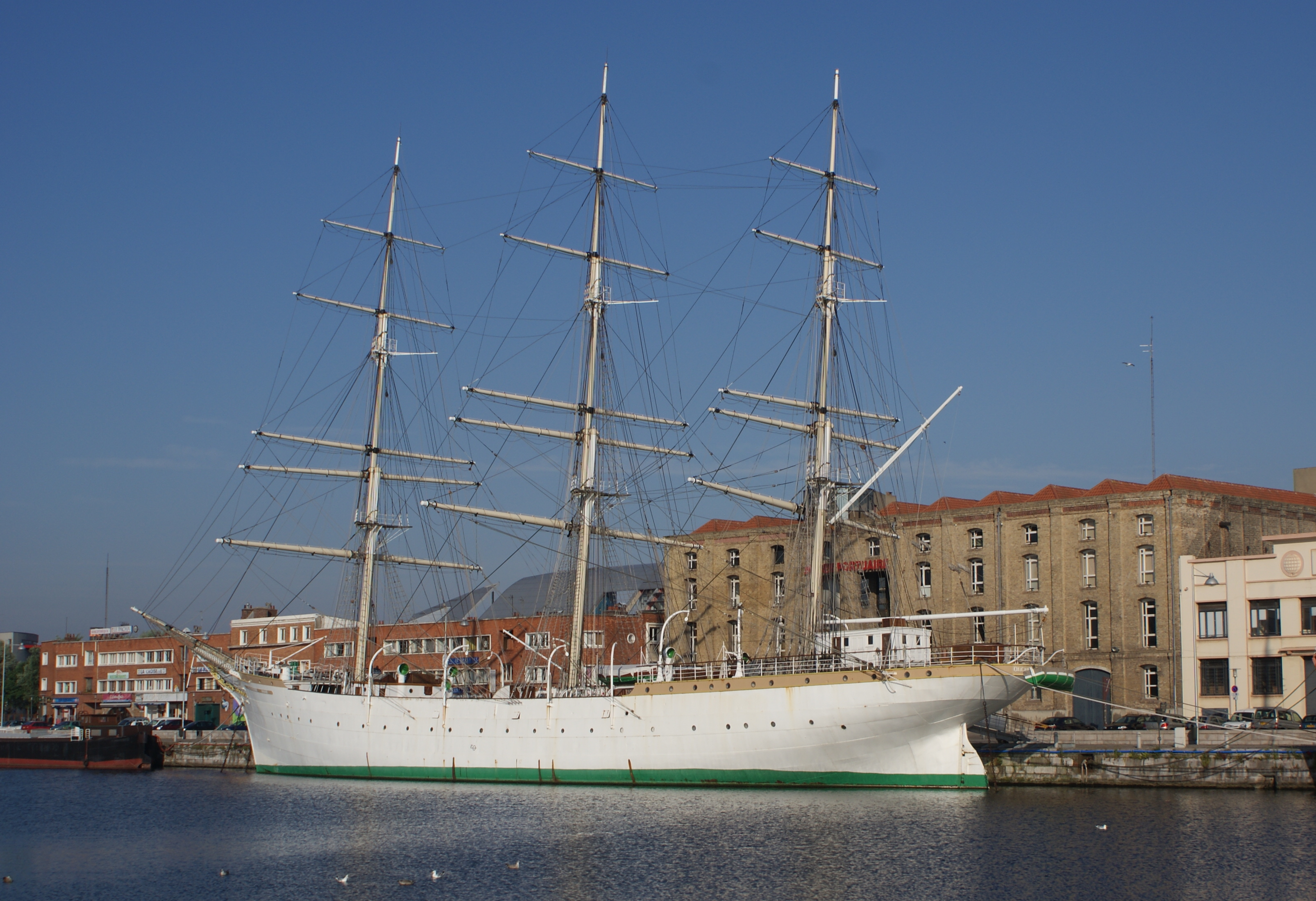
La Duchesse Anne.
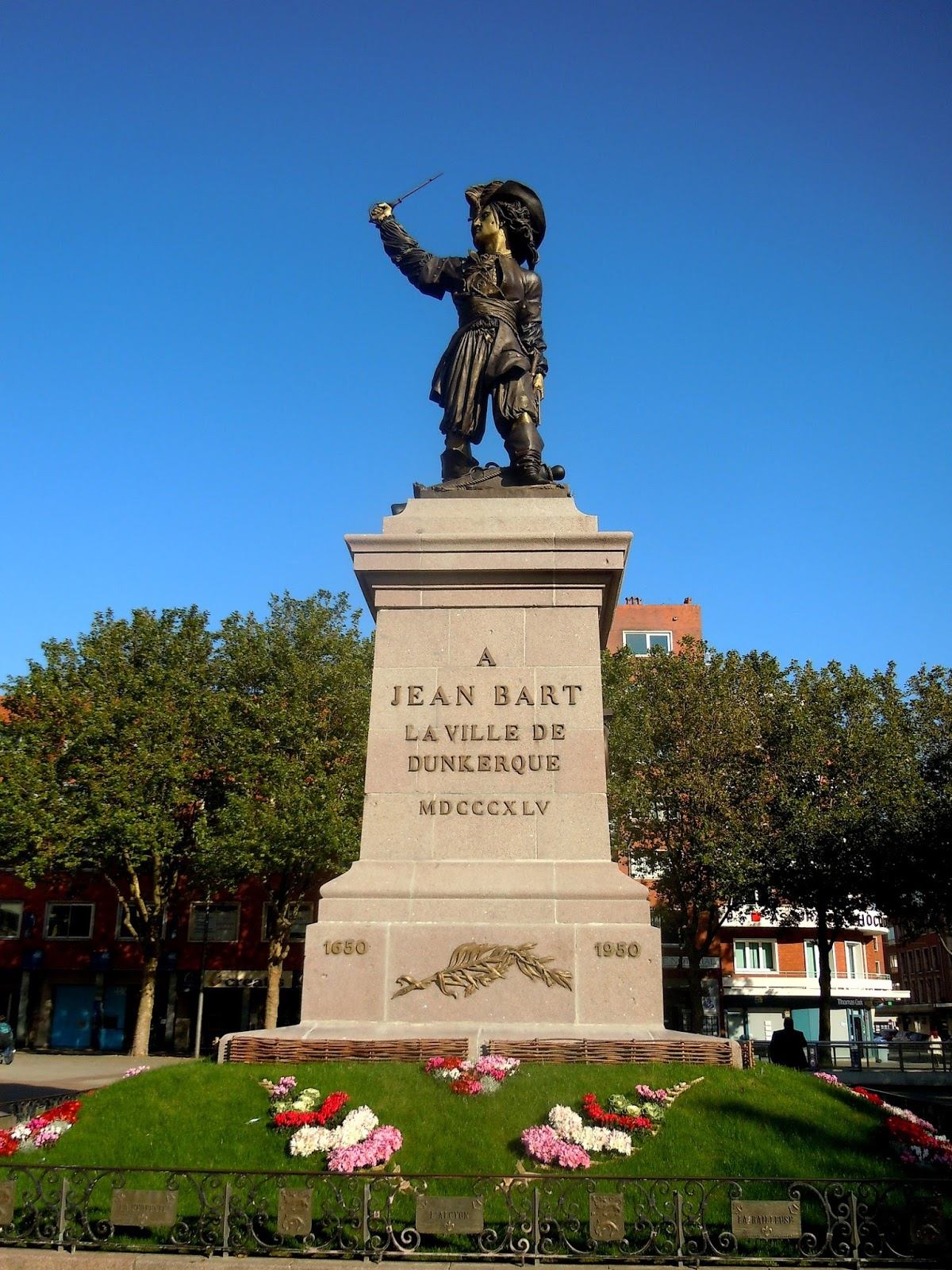
La statue de Jean Bart.
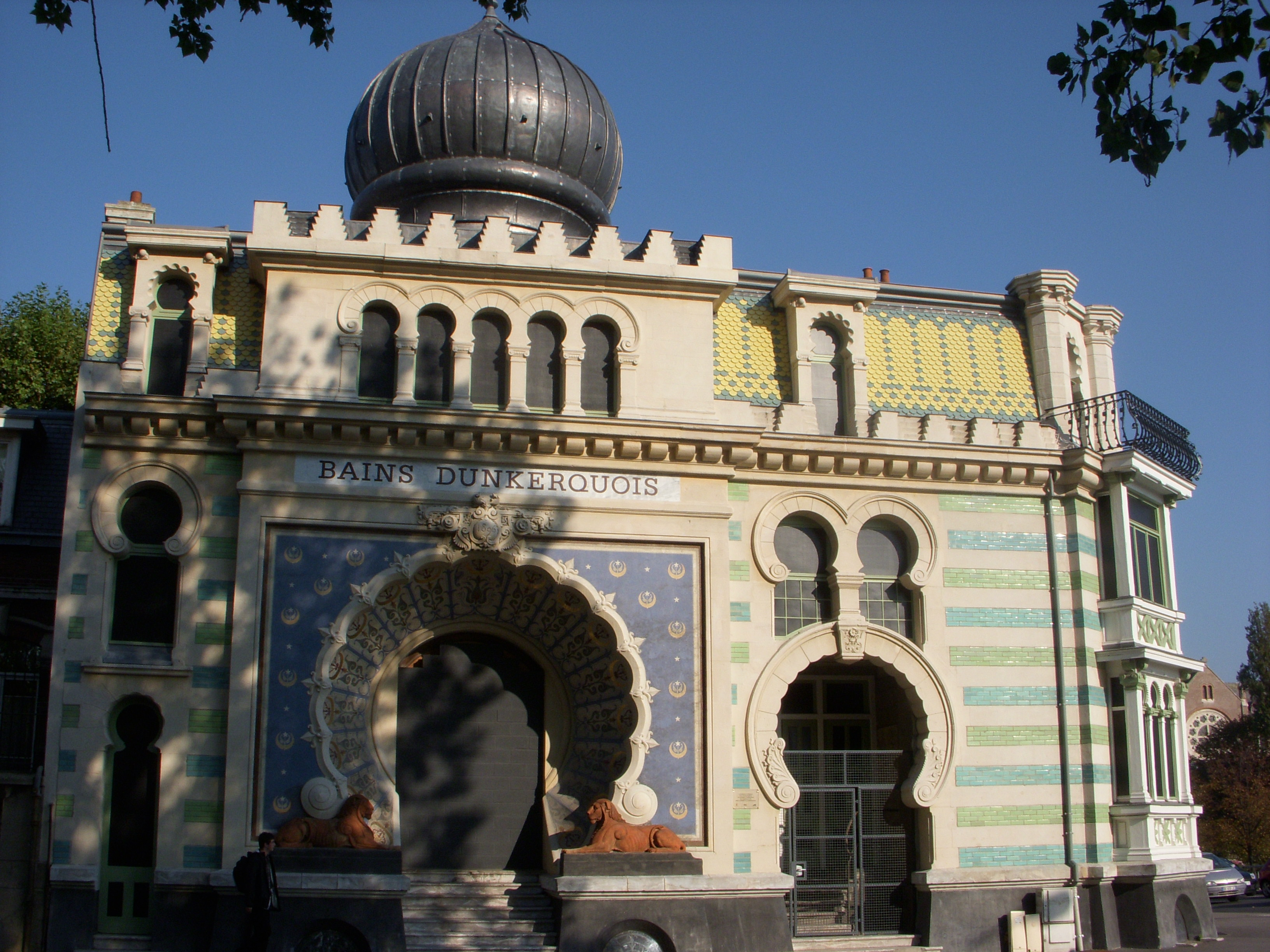
Les Bains Dunkerquois.

#### Espaces verts
- Le parc de la Marine est situé au centre-ville, entre le Centre et le Pôle Marine, il contient entre autres une aire de jeu pour enfant et un kiosque à musique.
- Le parc du château Coquelle est situé à Rosendaël autour du château du même nom, il abrite une mare et également une aire de jeu. Tous les ans, la « fête du château Coquelle » accueille des chanteurs célèbres (Emmanuel Moire, Amel Bent…).
- Le parc de Malo abrite un aquarium et une aire de jeu.
- Le parc du fort de Petite-Synthe est un parc entourant le fort, il contient des terrains de sport (football, rouli-roulant, musculation…) et est traversé par le méridien de Paris, un monument le rappelant.
- Le jardin des Sculptures quant à lui entoure le LAAC, il contient des œuvres d'art (sculpture faite d'ancre, de pierre, un poisson géant d'acier et un troupeau de moutons) et un lac, on y trouve également un ancien bunker.
- Le parc Ziegler est situé à Malo, il abrite la Maison de l'environnement et une mare.
- Enfin le parc du Vent se trouve à Malo Terminus, il est composé notamment de dunes.

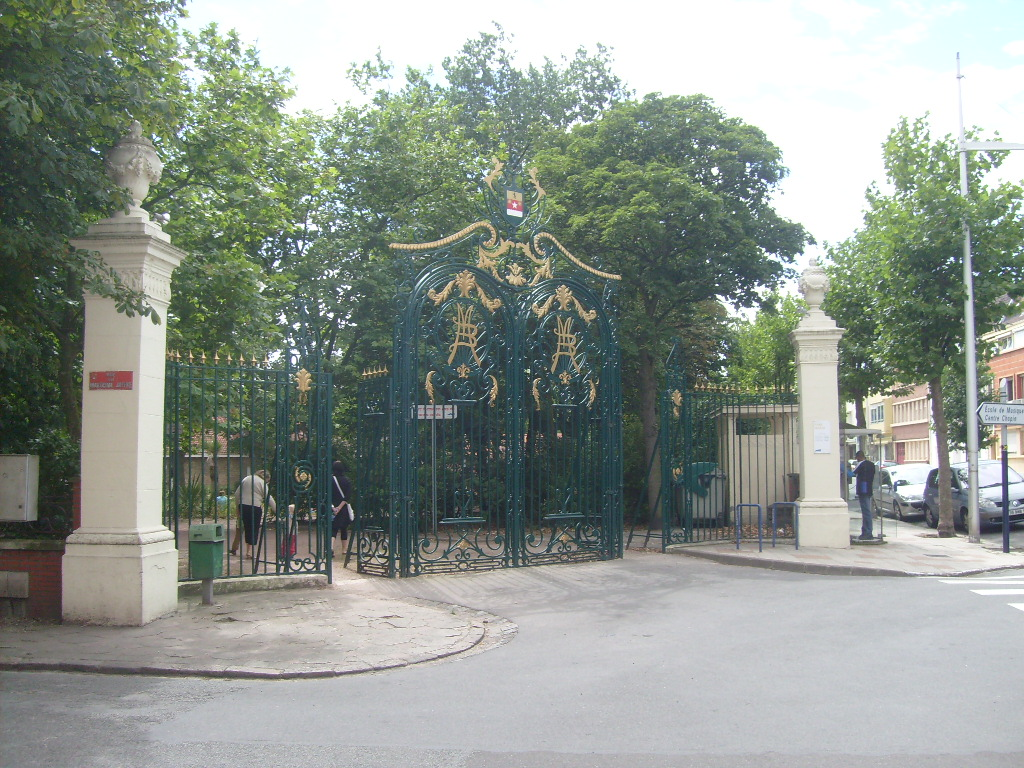
Parc Malo
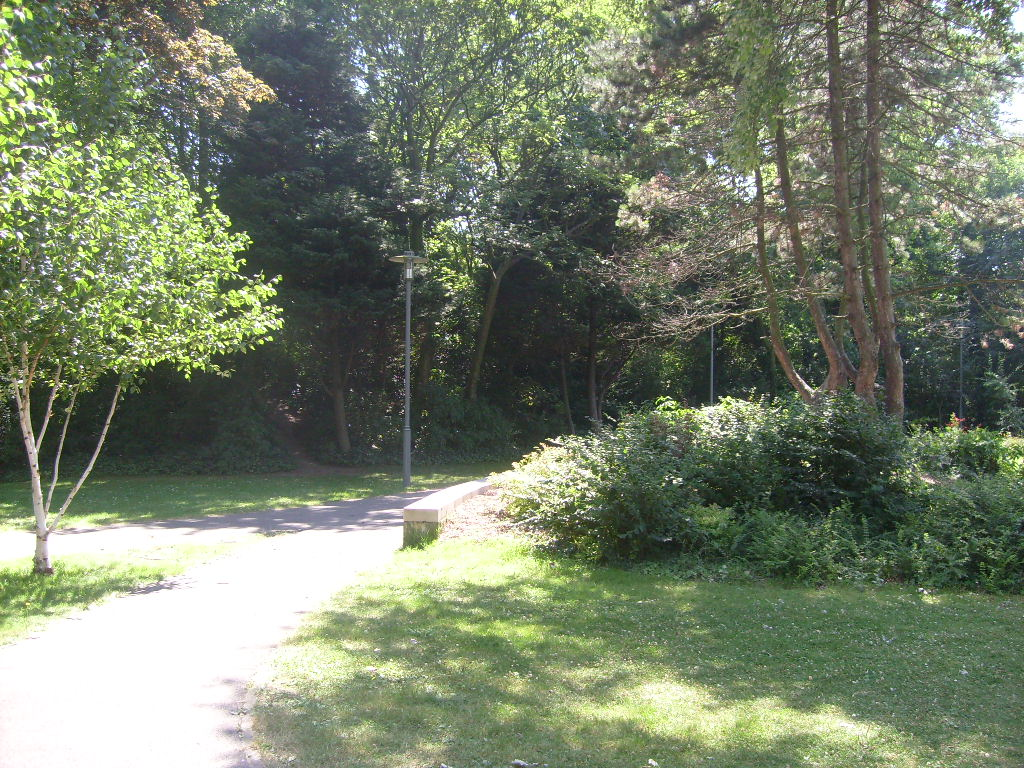
Parc Ziegler
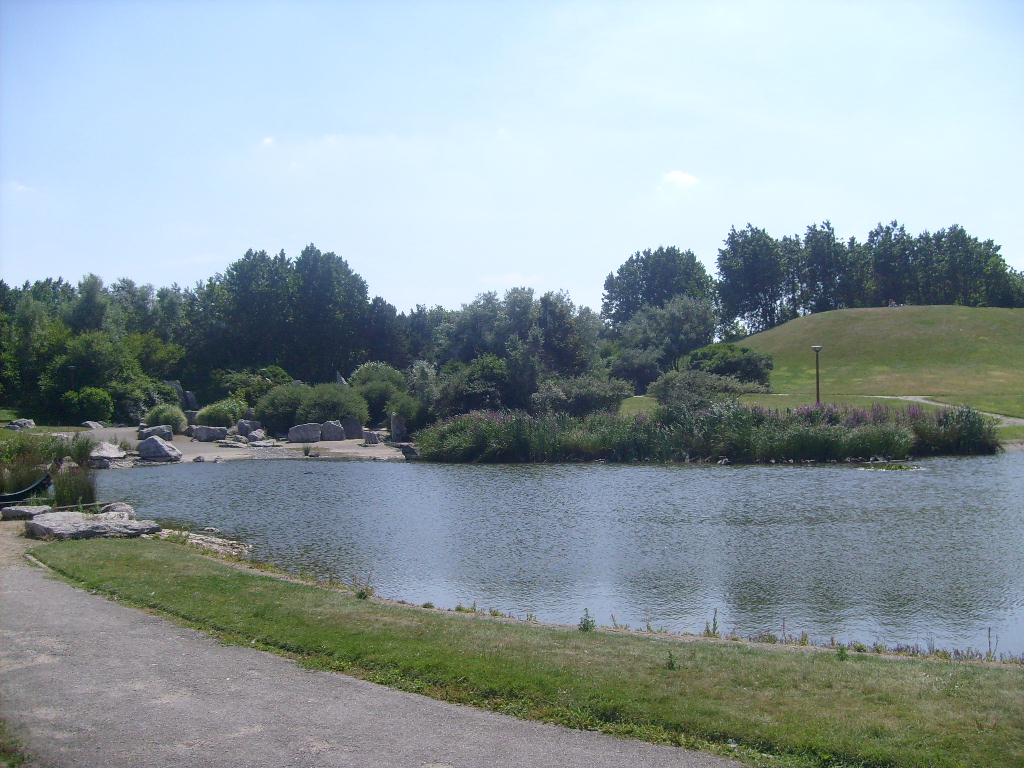
Parc des Sculptures
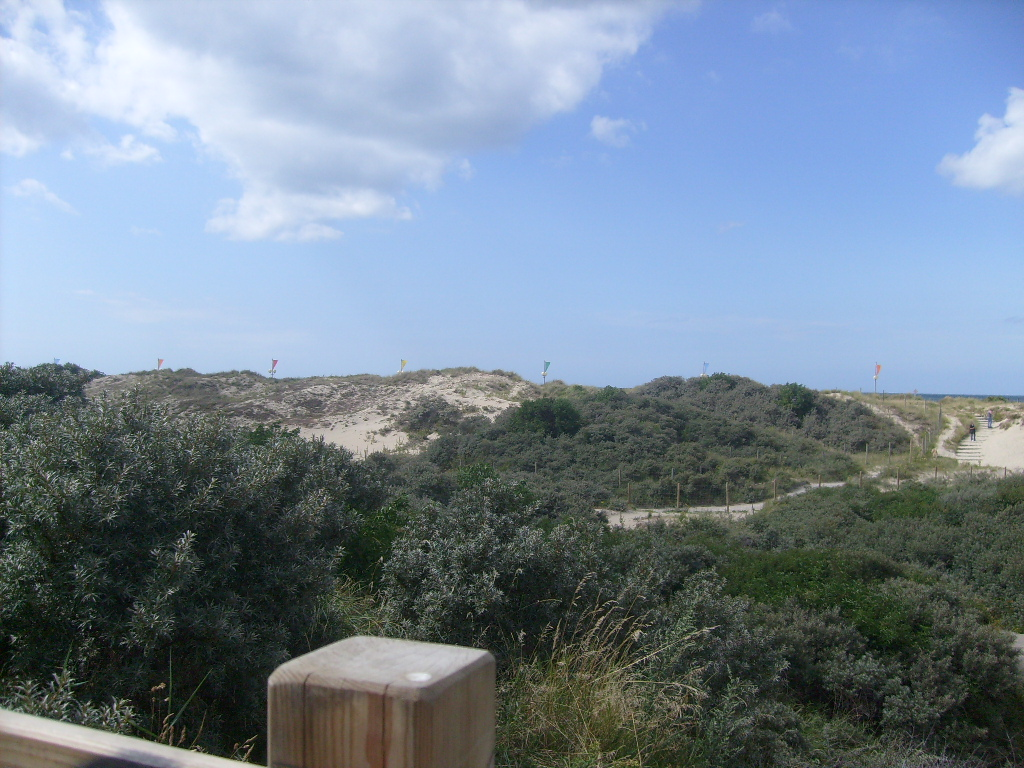
Parc du Vent
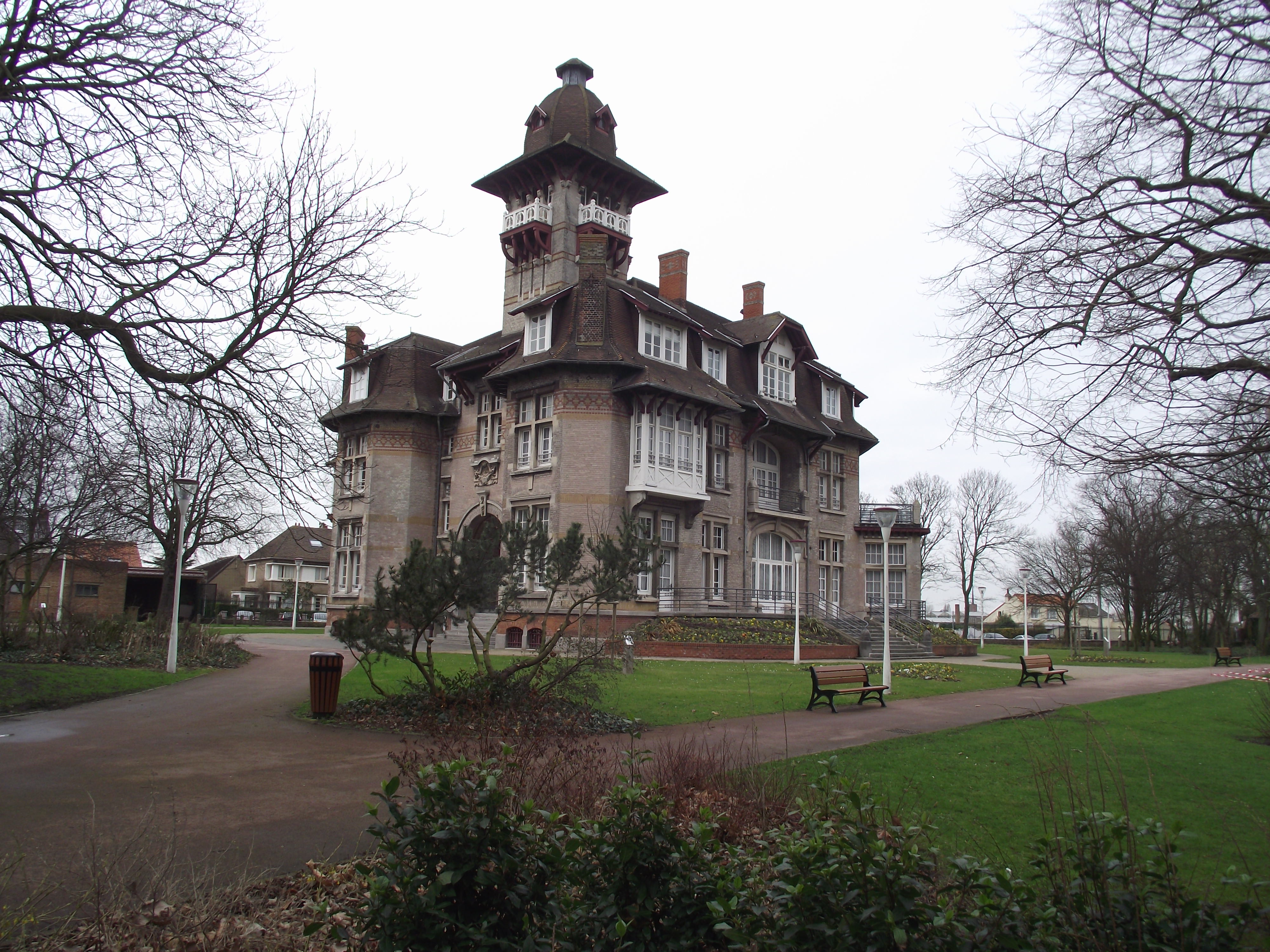
Parc du château Coquelle
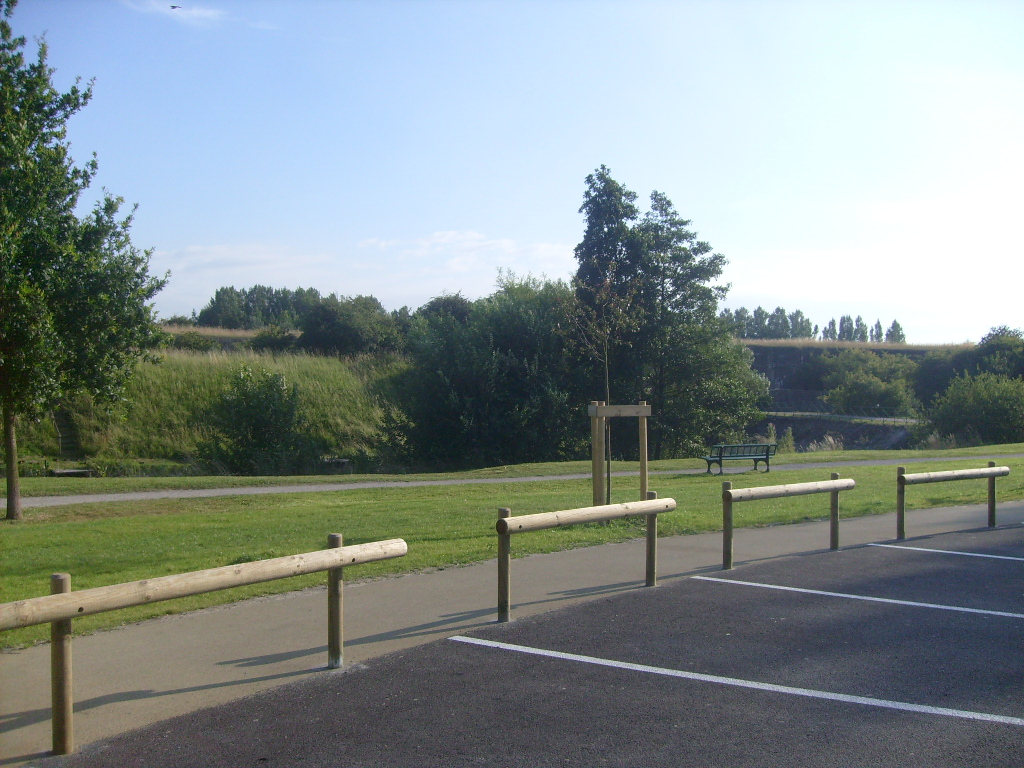
Fort de Petite-Synthe
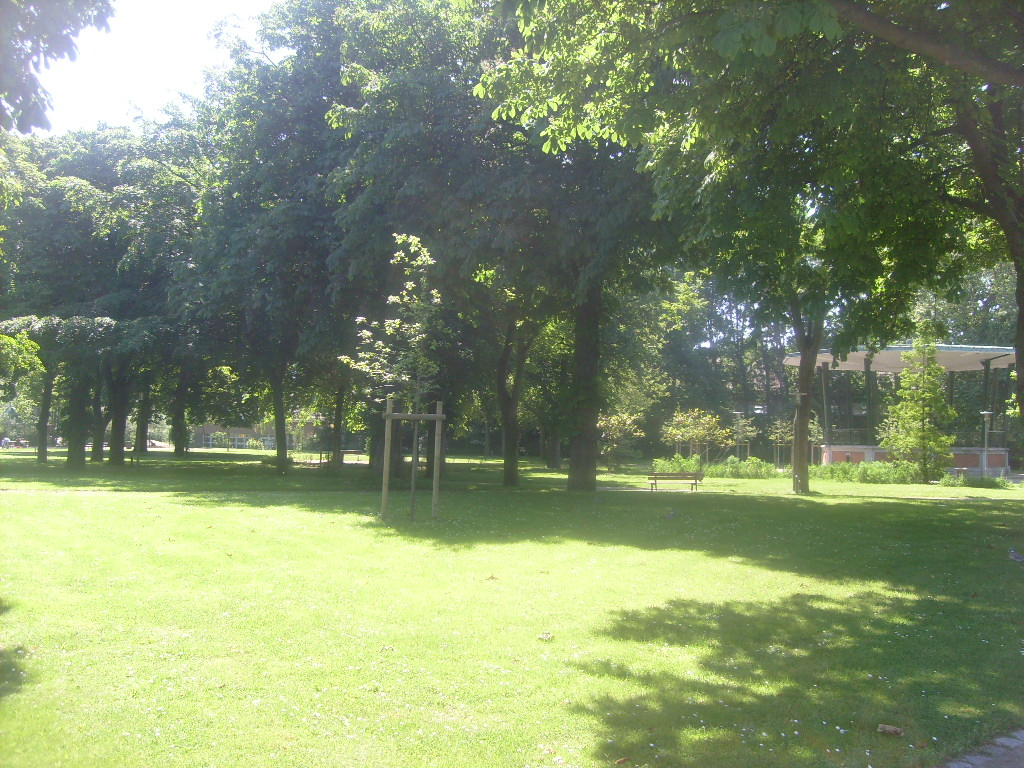
Parc de la Marine
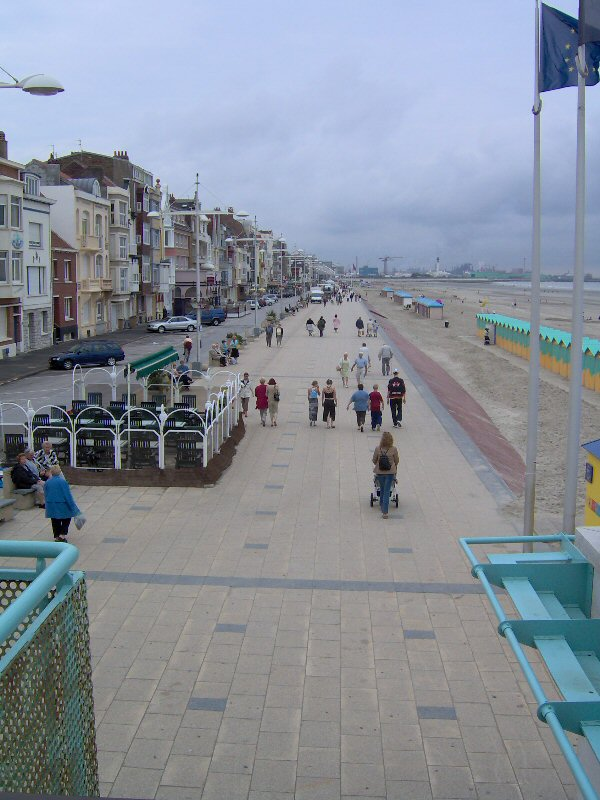
Digue de Malo-les-Bains

#### Lieux de promenade
Les lieux de promenade sont :
- la plage avec sa digue ;

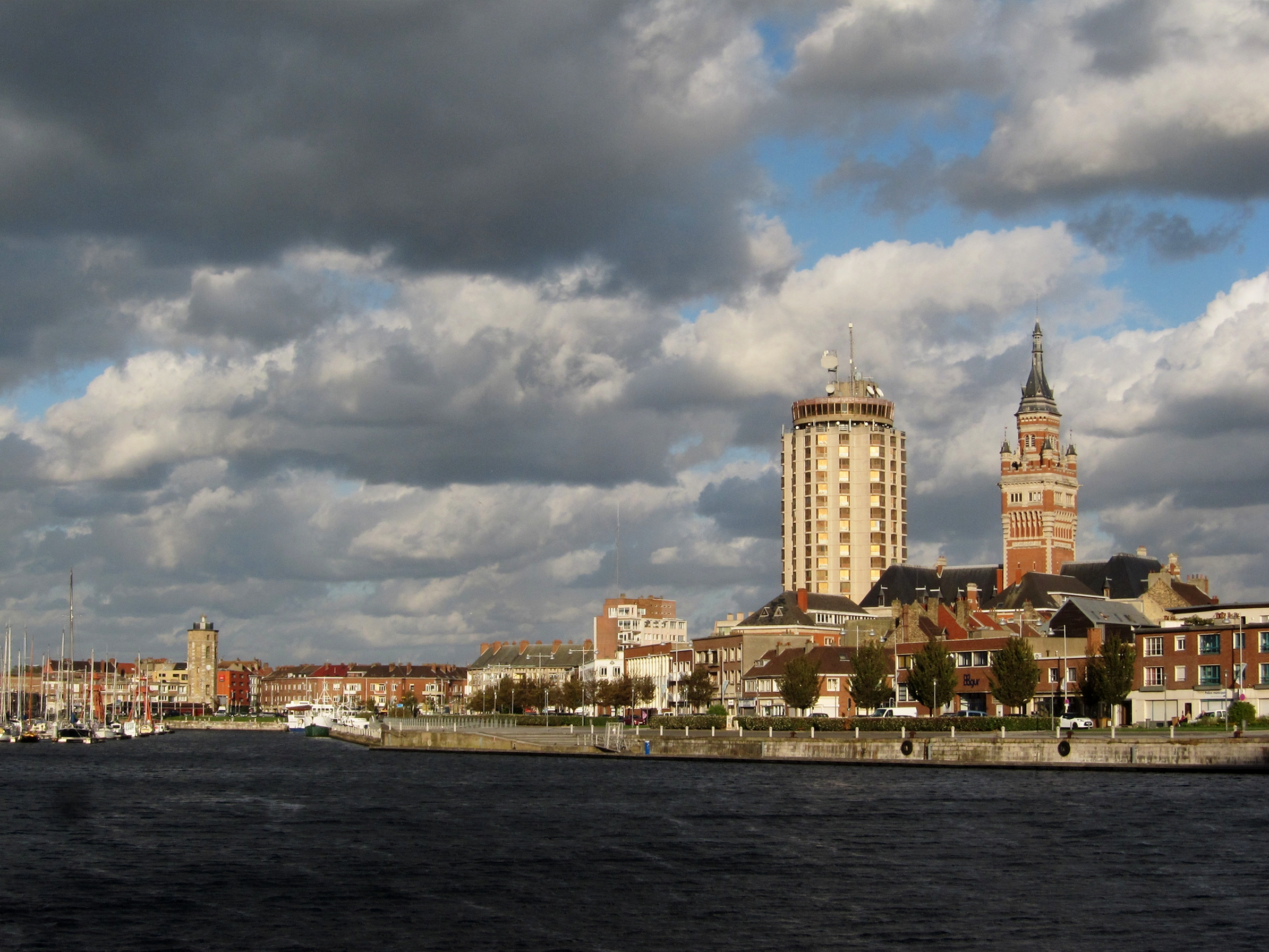
Bassin du centre-ville

- les bords des bassins au centre-ville ;
- le long des canaux, en cours d'aménagement comme le canal Exutoire.

Trois circuits pédestres peuvent également être signalés :
- le « Circuit Jean Bart » propose un circuit en ville de 5,8 km pour découvrir la cité[196].
- « Dunkerque à bon port » présente un parcours de 6,6 km pour mieux connaitre le port[197].
- « Les villas Malo-Rosendaël » permet en un circuit de 5,9 km de découvrir les anciennes villas des deux communes balnéaires rattachées[198].

### Patrimoine culturel

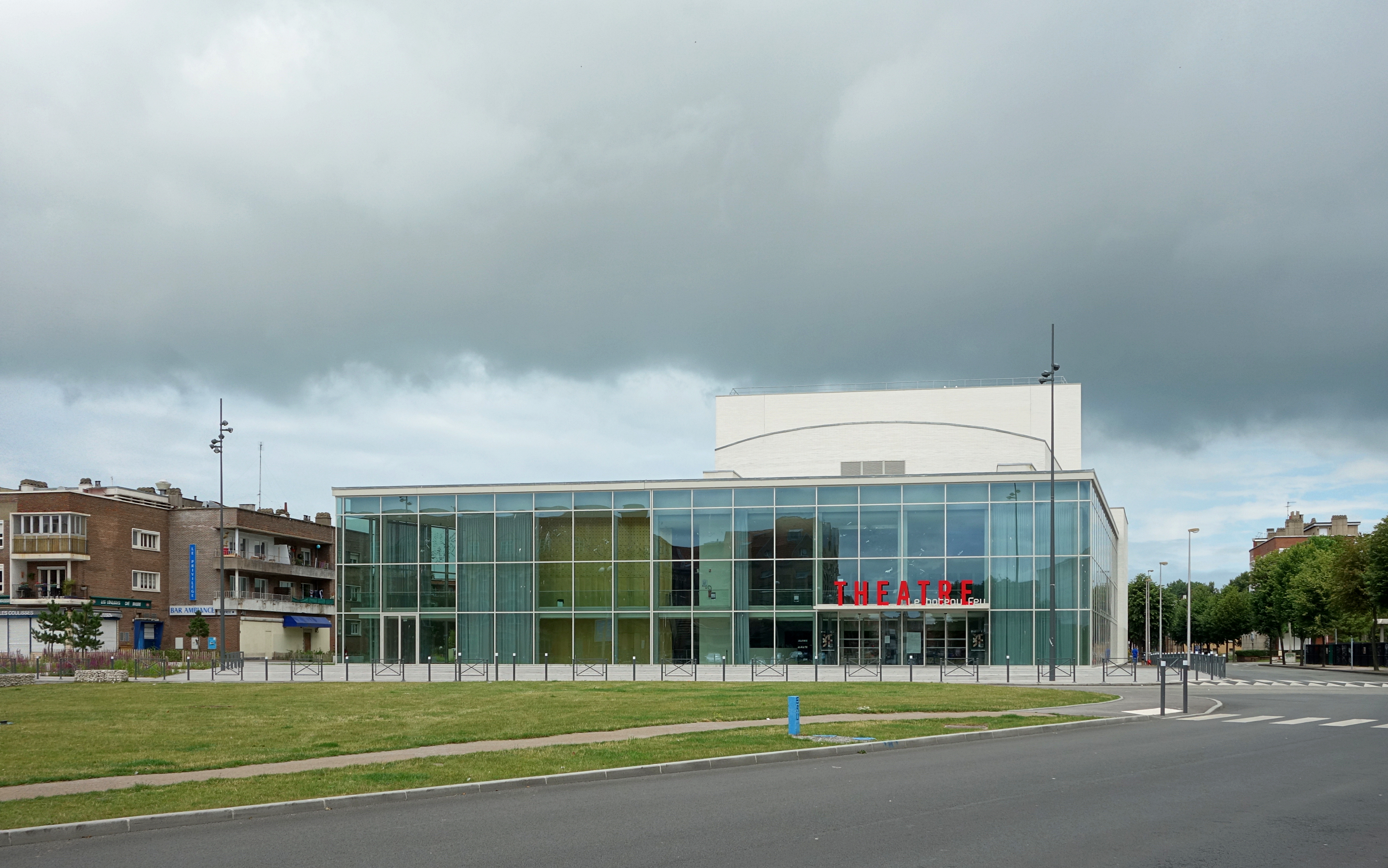
Le Bateau-feu.

#### Salles et scènes
- Le Bateau-feu est une scène nationale située à Dunkerque-Centre, qui met en scène des pièces de théâtre contemporaines et classiques.

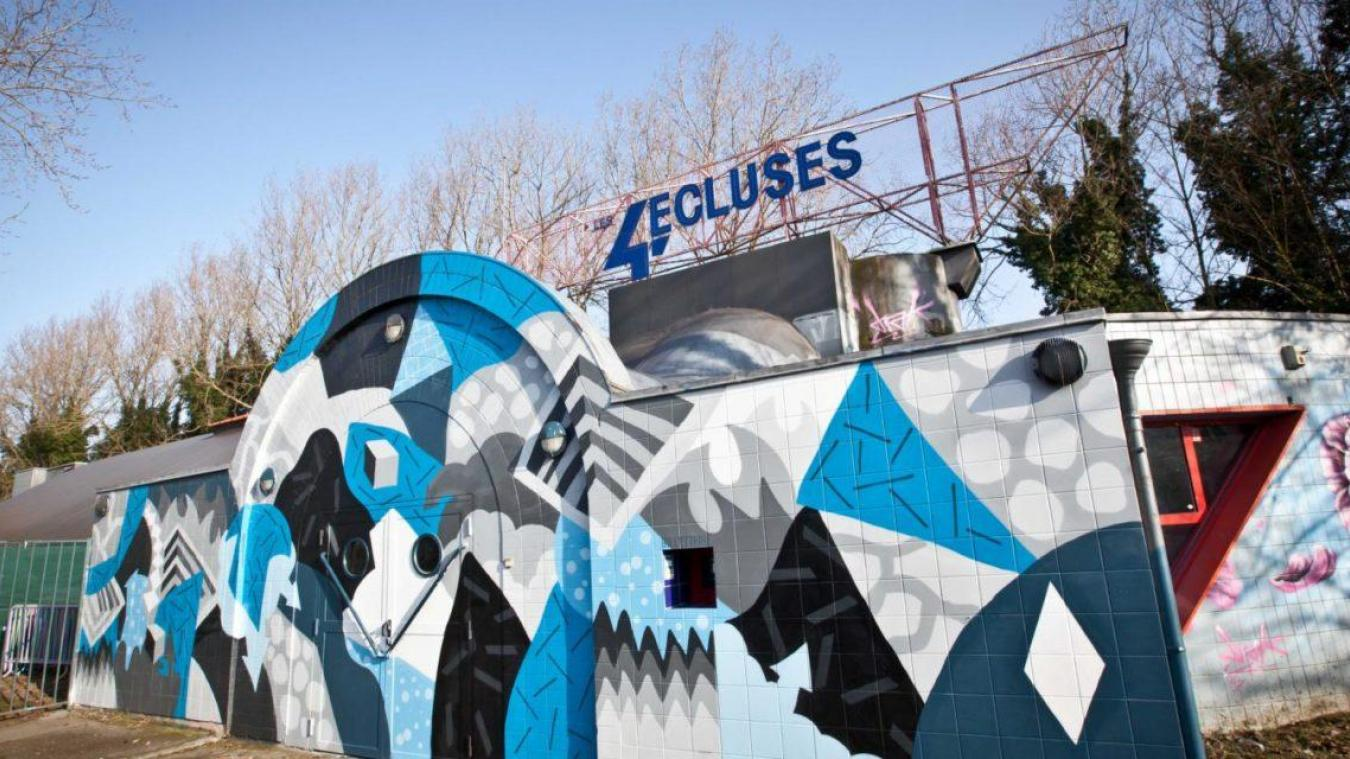
Le café musical Les 4 Écluses

- Le café musical Les 4 ÉclusesLes 4 Écluses, café musical situé à proximité des écluses du canal exutoire et de Furnes, est l'endroit le plus réputé du Dunkerquois en ce qui concerne la musique alternative et les jeunes talents.

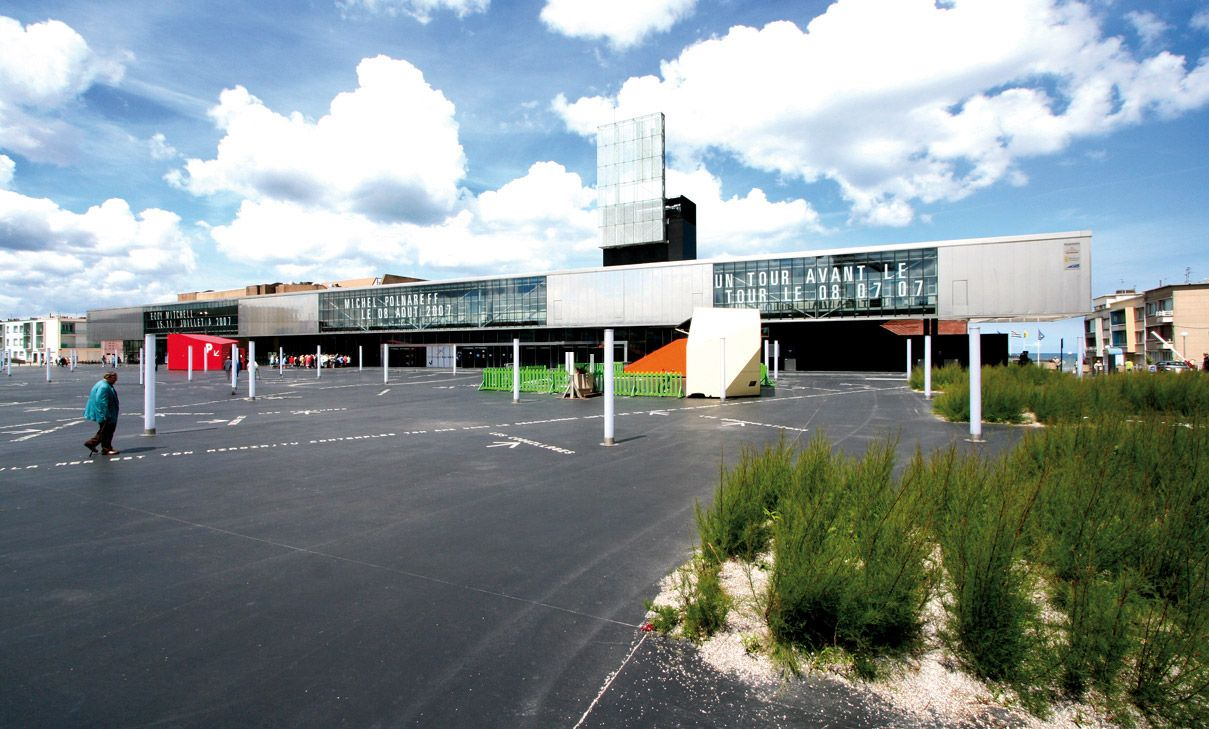
Le Kursaal

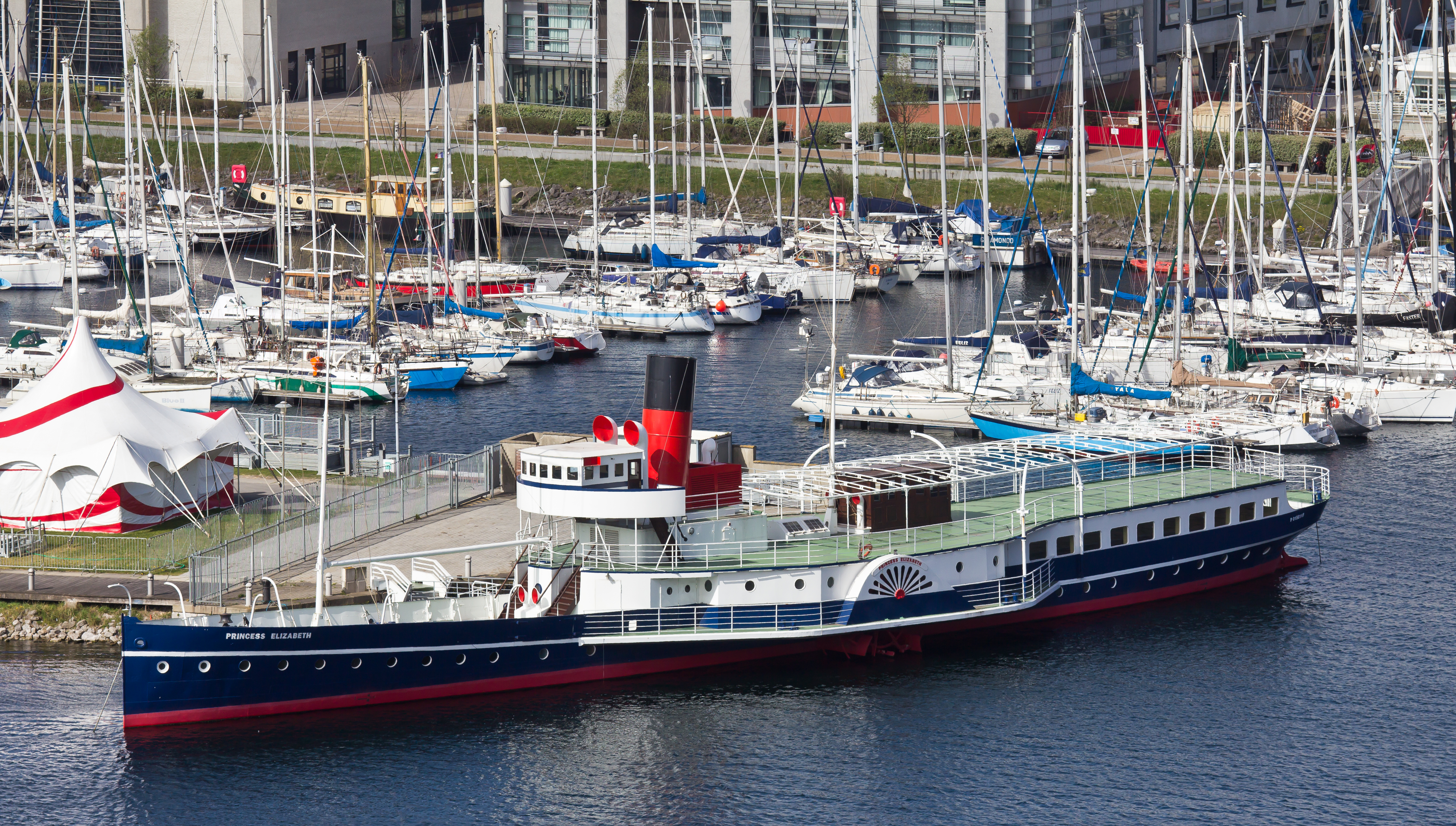
Le Princess Elizabeth

- Le Kursaal est, à l'heure actuelle, la plus grande salle de l'agglomération. Ce palais des congrès dispose de plusieurs salles de taille modifiable selon l'événement, le bâtiment malouin offrant au total 15 000 m2. Le Kursaal possédait également un bateau à aubes, le Princess Elizabeth, voué à l'événementiel, avant qu'il soit cédé à la C.U.D. en 2010 pour sa base de voile (supra).
- Le cinéma Ociné  est l'un des plus grands de la région avec ses 20 salles. Il est installé au premier étage du pôle marine. Le Studio 43 est une salle d'art et essai, également situé au pôle marine.

#### Musées, collections
- Le musée des beaux-arts de Dunkerque, fermé depuis le 1er avril 2015, possède des collections regroupées sous deux thèmes : l'art européen du XVIe siècle à notre époque et l'histoire de Dunkerque. Il possède également une galerie d'histoire naturelle[199].
- Le Lieu d'art et action contemporaine de Dunkerque ou « LAAC[Note 20] » est un espace destiné principalement à l'art contemporain. Il est entouré du jardin des sculptures, comportant plusieurs œuvres d'art.
- Le Fonds régional d'art contemporain Grand Large — Hauts-de-France (anciennement FRAC Nord-Pas-de-Calais, situé dans l'ancien hôpital de Rosendaël), est installé depuis 2013 dans un bâtiment[200] conçu spécialement par les architectes Lacaton & Vassal à l'emplacement des anciens Chantiers navals. Cette architecture remarquable abrite une collection de près de 2000 d'œuvres d'art contemporain et de design. Ce « quartier général » est un centre de convergence de l'art contemporain en région Hauts-de-France et une plateforme de diffusion dans toute la région (écoles, associations, centres d'art...).
- Le musée portuaire de Dunkerque est destiné à éclairer les visiteurs sur les métiers de la mer et sur l'histoire du port de Dunkerque. Le musée est installé dans un ancien entrepôt à tabac de la Citadelle, mais il dispose également de six bateaux-musée : le bateau-feu Sandettié, le trois-mâts carré Duchesse Anne, le remorqueur l'Entreprenant, la péniche La Guilde, le bateau pilote Pilotine no 1[Note 21] et une vedette de balisage l'Esquina[Note 22].

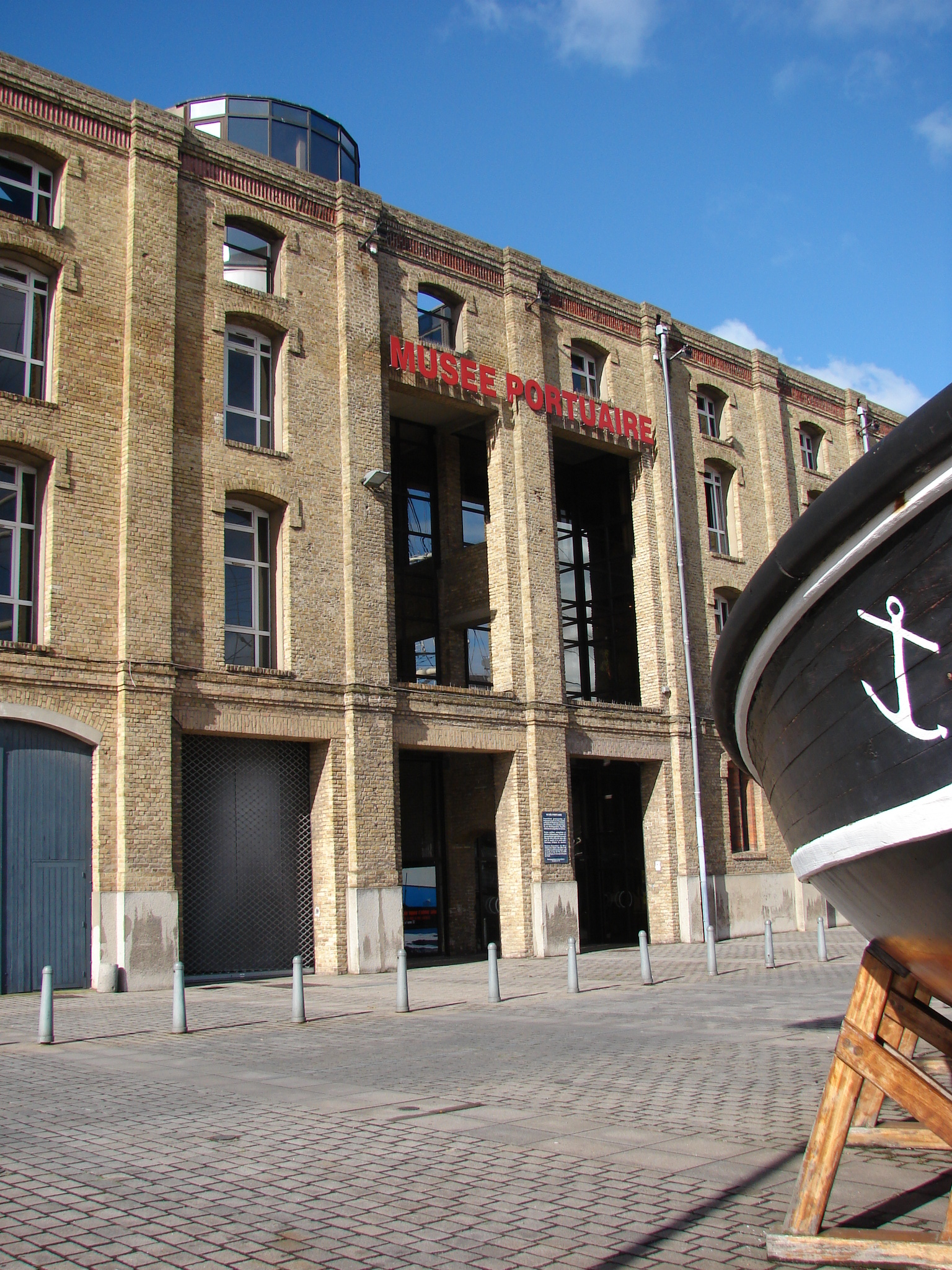
Le Musée Portuaire

- Le Mémorial du souvenir de Dunkerque, installé dans des anciennes fortifications datant de 1874, est un musée consacré à l'opération Dynamo.

#### Autres

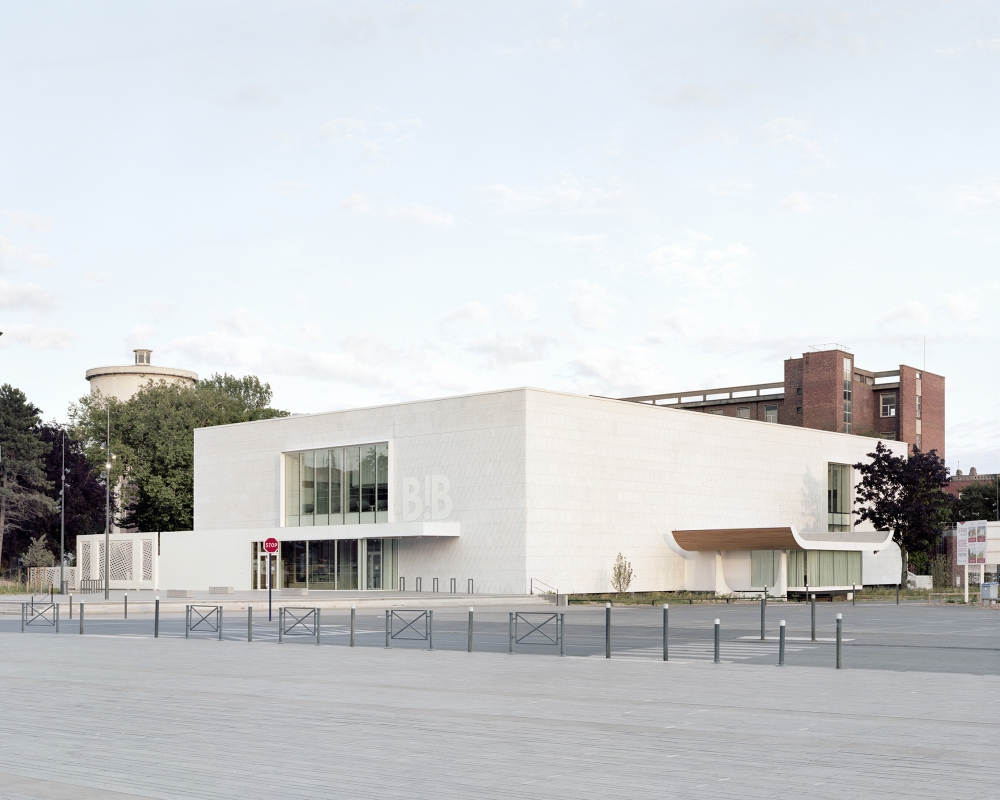
La B!B

La ville compte également une école municipale de musique et d'art dramatique agréée (EMMADA), une école régionale des beaux arts ou ERBA, un lieu consacré au jazz, le Jazz Club, une maison des jeunes et de la culture, la MJC Rosendaël, et deux ateliers d'artistes, La Plate Forme et Fructôse.
La ville et son agglomération comprend également des centres sociaux proposant un service de loisirs et d'éducation populaire disponible pour tous les habitants.
La ville possède six bibliothèques intégrées au réseau de l'agglomération Les Balises qui en compte vingt-deux au total. La bibliothèque principale étant la B!B

### Inventaire du patrimoine culturel immatériel en France
La danse d'épées de Dunkerque est une pratique inscrite à l'inventaire du patrimoine culturel immatériel en France en 2021.

### Gastronomie

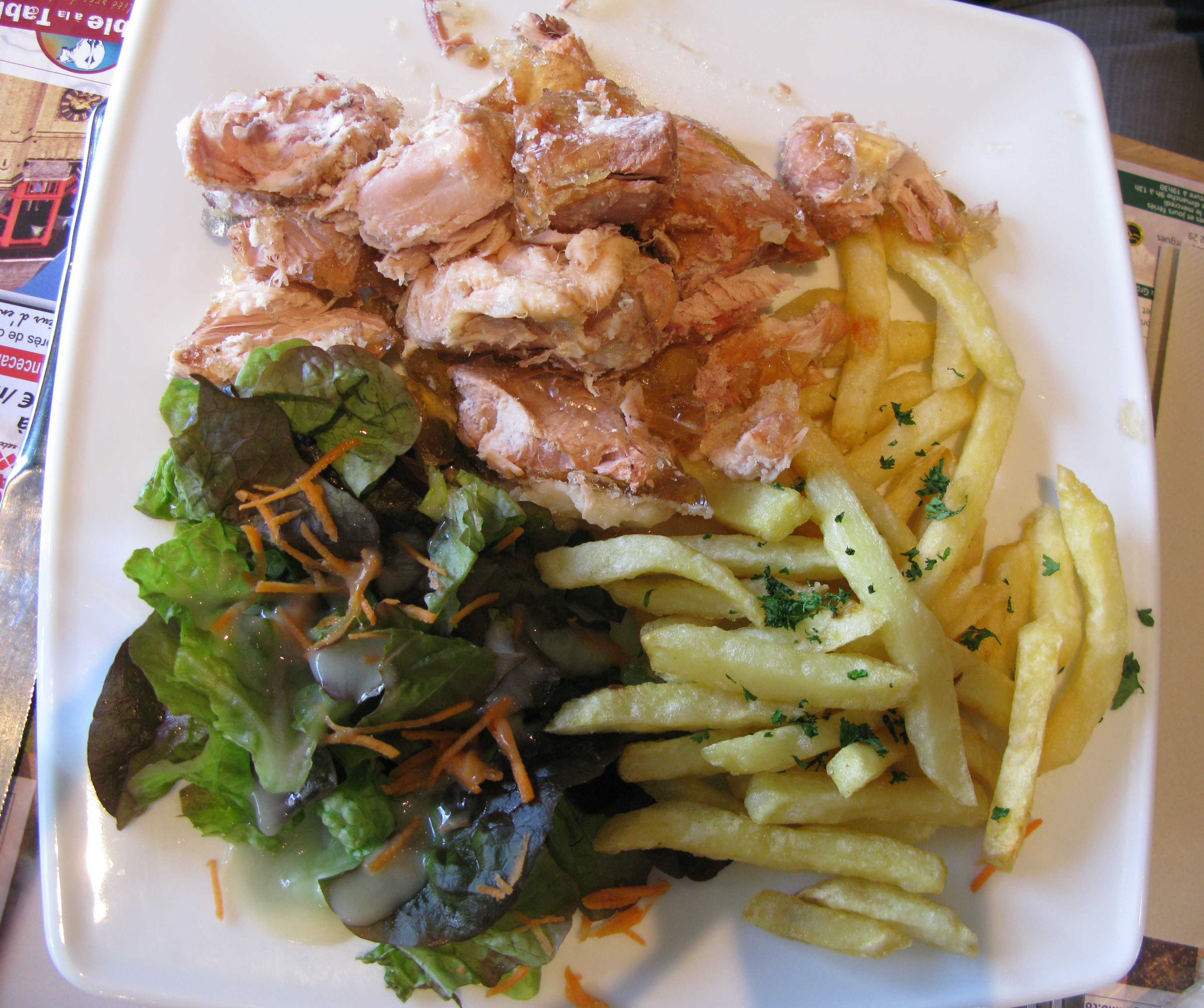
Potjevleesch avec des frites

La gastronomie dunkerquoise tire ses influences principalement de la cuisine flamande. Ainsi, les plats traditionnels de la ville sont :
- Le potjevleesch, terrine de porc, lapin, poulet et veau pris dans de la gelée.
- La carbonade flamande, ragoût de bœuf mijoté dans de la bière brune.
- Les moules-frites traditionnellement mijoté dans un mélange de vin blanc et d'oignons, mais on trouve également dans les restaurants et les brasseries du centre-ville et de la plage des moules-frites au roquefort, aux lardons, à la provençale.

Le welsh, d'origine galloise est également un des plats servi dans les brasseries dunkerquoises, c'est une tranche de pain grillé recouverte de jambon, l'ensemble est pris dans du cheddar fondu dans de la bière.
La pomme de terre est l'accompagnement principal des plats cuisinés dans le Nord-Pas-de-Calais. La bintje, cultivée dans la région, se décline sous forme de purée, pomme au four mais surtout sous forme de frites. Celles-ci deviennent même l'ingrédient principal dans les plats servis dans les baraques à frites où elles sont vendues seules ou accompagnées de fricadelle ou de cervelas. Les baraques à frites mobiles ou fixes réalisent la majorité de leur chiffre d'affaires lors des événements tels que les bandes du carnaval et les braderies du 14 juillet et du 15 août.
Au niveau des pâtisseries, la ville dispose de plusieurs spécialités. La gaufre dunkerquoise, est une gaufre ronde et ferme, composée de vergeoise et parfumée au rhum ou au genièvre. On peut aussi citer le « Doigt de Jean Bart », un gâteau aux amandes avec une crème au café, enrobé de chocolat, et le podingue dunkerquois, sorte de pudding traditionnel.

La ville de Dunkerque est située dans une région de tradition brassicole. Les bières principalement consommées sont les bières belges et les bières de la région telles que la 3 Monts et la Goudale. Dans les bars dunkerquois, on retrouve majoritairement la Stella, la 33 et la Leffe. Le genièvre est également utilisé dans la région comme composant du « diabolo flamand », mélangeant cet alcool avec de la limonade et parfois du sirop de violette.

### Dialecte «dunkerquois»
Le dunkerquois est un dialecte très différent du ch'ti, qui se parle à Dunkerque et dans son agglomération. Ce dialecte est du français parsemé de flamand. Une de ses caractéristiques est l'affaiblissement des « R » à la fin de chaque mot. À l'image des autres accents, il passe inaperçu à Dunkerque, mais est caractéristique dans d'autres régions. Lors du carnaval, il est coutume de dialoguer en renforçant les tonalités du dialecte.

### Géants dunkerquois
La ville possède plusieurs géants :

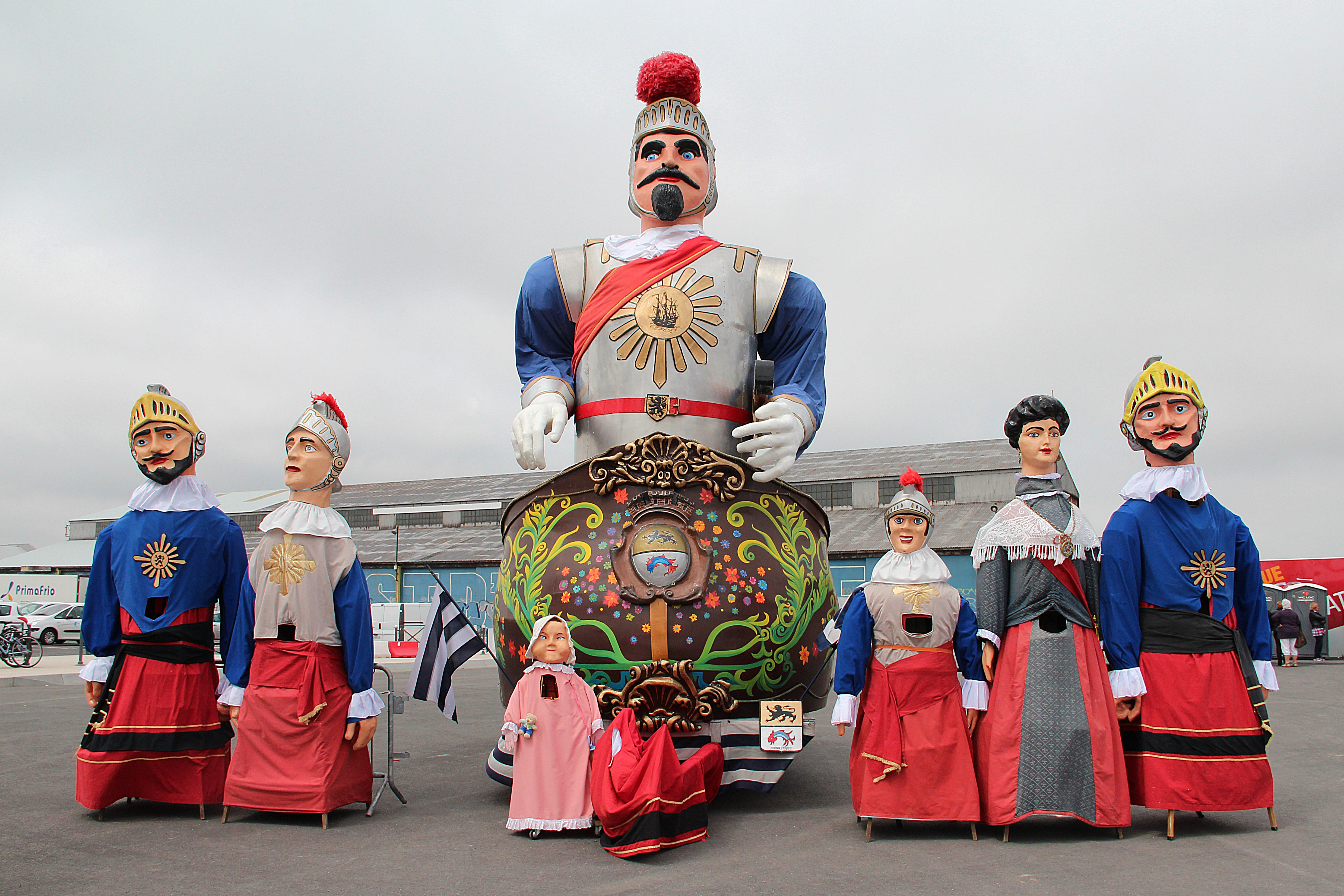
Le Reuze et sa famille.

- Le Reuze (signifie « géant » en flamand occidental)[204] :
On raconte qu'un guerrier scandinave nommé Allowyn voulut conquérir Dunkerque. Or, en descendant de son drakkar, le guerrier se blesse gravement avec son épée. Saint Éloi, chargé d'évangéliser la ville, le recueille, le soigne puis le convertit. Allowyn s'installe alors dans la cité, il se marie et se met au service de la ville. La ville pleure la disparition d'Allowyn et décide de lui rendre hommage en l'immortalisant au travers d'un géant. La légende du Reuze est née.
Le géant a eu au cours de l'histoire plusieurs parures. Il fut d'abord lancier espagnol avant de revêtir son habit actuel de Romain : cuirasse, casque romain et lance. En 1887, Reuze n'est plus porté mais monté sur un char tiré par 4 chevaux. Un premier mariage lui donne trois garçons : Piet'je, Bout'je et Meis'je et une fille Miet'je. On explique que par la suite il aurait épousé cette dernière.
Aujourd'hui, le Reuze, sa famille et ses 6 gardes : Allowyn, Samson, Dagobert, Gélon, Roland et Goliath sont présents à bon nombre de manifestations dunkerquoises (notamment les bandes de carnaval de la ville).
- Violette la baigneuse :
Violette est très jeune puisqu'elle est née qu'en 2007 à l'occasion des fêtes du centenaire de la mairie de Malo-les-Bains. Contrairement à d'autres géants comme le Reuze par exemple, elle ne représente pas une légende mais elle symbolise l'esprit de la commune : la « reine des plages du Nord ». Violette représente les baigneuses du début du siècle qui se baignaient en costume de bain : pantalon, blouse et charlotte sur la tête. La géante malouine, qui est mariée à Hilaire Patate, mesure 3,35 m pour 60 kg[205].
- Hilaire Patate :
Le géant de Rosendaël a été créé en 2006. Il rend hommage au jardinier Hilaire Duquenne qui s'est illustré dans la ville au cours du XXe siècle. Le mari de Violette, est habillé d'une chemise à carreau bleue, d'une veste bleu foncé, d'un tablier où figure son nom. Il porte un chapeau et une bêche. Le géant mesure 3,46 m pour 47 kg[206].
- Snustre :
Le géant de Petite-Synthe a été créé par les Snustreraer afin de leur servir de mascotte. Tout comme Violette, Snustre ne représente rien, il est la personnification du terme flamand snustre : le « fouineur ». D'ailleurs, Snustre à sa naissance était un buste muni d'un grand nez, afin de symboliser la volonté de l'association philanthropique de mettre son nez partout où la misère se trouve. Snustre porte un maillot bleu foncé, ainsi qu'un foulard rouge à pois blancs, des lunettes et un chapeau. Sa taille est de 3,50 m, et il pèse 45 kg[207].

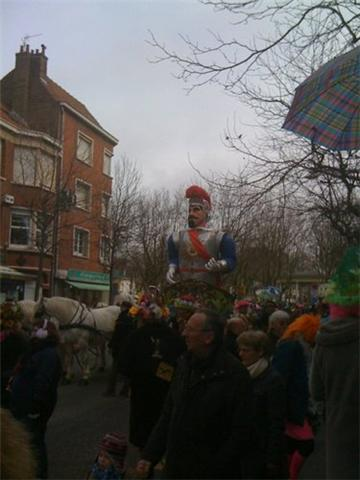
Le Reuze lors de l'avant-bande de Malo
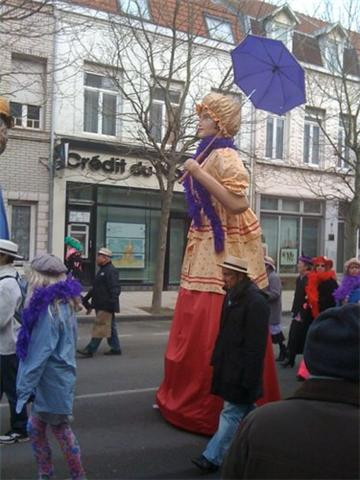
Violette à l'avant-bande
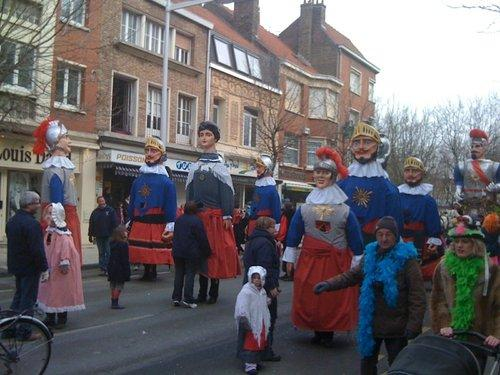
La famille et les gardes du Reuze
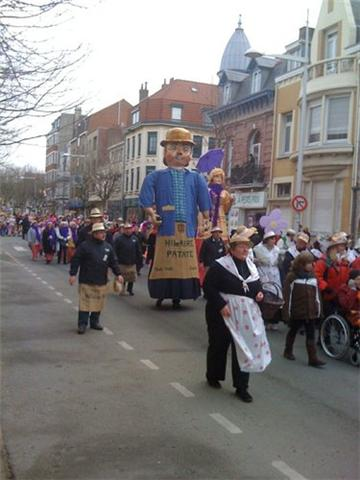
Hilaire Patate

### Dunkerque dans les arts et la culture

#### Dunkerque au cinéma, à la télévision
La ville, a servi d'arrière-plan dans plusieurs films ou feuilletons :
- Week-end à Zuydcoote d'Henri Verneuil, sorti en 1964.
- Commissaire Moulin : L'évadé de Jean Kerchbron (Saison 1, épisode 3), diffusé le 27 octobre 1976 avec Yves Rénier, Jean Franval[208].
- Le Passage de Jean Diaz, tourné en 1984, avec Alain Delon
- Mort Carnaval de Daniel Van Cutsen tourné en 1985 avec Jacques Bonnaffé[209].
- Noce blanche, tourné en 1989, raconte l'histoire d'une jeune fille (jouée par Vanessa Paradis) tombant éperdument amoureuse de son professeur de philosophie (Bruno Cremer).
- Mort d'un Géant, un des épisodes de la série Les Cinq Dernières Minutes de Pascal Goethals, tourné en 1994 avec Pierre Santini et Isabelle Alexis[210]
- Parfait Amour !, datant de 1996, est la tragique histoire d'amour d'une femme divorcée (Isabelle Renauld) avec un homme violent (Francis Renaud).
- Place Vendôme de Nicole Garcia, tourné en 1998, avec Catherine Deneuve, Jacques Dutronc, Jean-Pierre Bacri
- Dans Karnaval, filmé en 1999, un jeune homme fuit son père durant le Carnaval de Dunkerque. À la gare, il rencontre une femme (Sylvie Testud) dont il s'éprend.
- 30 ans bouclé en 2000, raconte les péripéties d'une petite troupe de théâtre. Y jouent notamment Julie Depardieu et Arielle Dombasle.
- Papillons de nuit de 2002, avec Léa Drucker.
- Le Feuilleton Le Repenti qui passa à la télévision en 2010[211], raconte l'histoire d'un repenti ayant dû changer de visage, infiltrant son ancien clan œuvrant sur le port[212].
- La scène de chars à voile dans Bienvenue chez les Ch'tis a été tournée à la base nautique de Malo-les-Bains[213].
- Notre jour viendra (2010) de Romain Gavras avec Vincent Cassel a été tourné en grande partie à Dunkerque.
- Le début de Ma part du gâteau (2011) de Cédric Klapisch se déroule à Dunkerque.
- Le film Quand je serai petit (2012) de et avec Jean-Paul Rouve se déroule à Dunkerque.
- Dunkerque 2003, film tourné par la chaîne BBC sur la guerre.
- Les Beaux Jours de Marion Vernoux (2013), film avec Fanny Ardant, Laurent Lafitte et Patrick Chesnais, a été tourné à Dunkerque[214] lors de l'été 2012.
- Meurtres à Dunkerque de la Collection Meurtres à..., écrit par Manon Dillys et Sébastien Le Délézir, réalisé par Marwen Abdallah tourné en 2016 et diffusé sur France 3 le 4 février 2017 avec Charlotte de Turckheim et Lannick Gautry.
- Baron Noir, une série de Canal + datant de 2016, centrée autour du personnage de Philippe Rickwaert, député-maire de Dunkerque.
- La ville sert de blague récurrente dans Intouchables (2011), où le personnage incarné par Omar Sy doute (avec humour) de la beauté des Dunkerquoises.
- Durant l'été 2014, le tribunal de Dunkerque a accueilli le tournage du film "La Tête haute" d'Emmanuelle Bercot avec Catherine Deneuve et Rod Paradot[215].
- En 2017, le réalisateur Christopher Nolan réalise le film intitulé "Dunkerque" qui porte sur l'opération Dynamo ayant eu lieu du 26 mai au 4 juin 1940. Le film est tourné dans la ville[216].
- L'action de l'épisode Veuves mais pas trop de la série Capitaine Marleau se passe à Dunkerque[217].
- L'épisode Sous pression de la série Disparition inquiétante a été tourné dans la ville en 2021[218].
- Plusieurs épisodes de la série HPI ont été tournés à Dunkerque notamment l'épisode Cocktail Molotov dont l'intrigue se déroule à Malo-les-Bains[219].
- Le film L'Amour ouf (2024) de Gilles Lellouche a été en partie tourné dans la ville[220].

#### Littérature
- Week-end à Zuydcoote de Robert Merle ;
- La Maison dans la dune de Maxence Van der Meersch, où une partie de l'action se déroule dans le Dunkerque des années 1920.
- Meurtres à Dunkerque de Gardan Alfar (2014 -  (ISBN 2342022387))
- La mayonnaise a pris ! de Frédéric Berry, un récit humoristique sur la vie dans la cité portuaire (2012 -  (ISBN 9781471768040)
- Le boiteux du pont guillain de Ray Lasuye. Grand prix du roman d'aventures 1953. Librairie des Champs-Élysées, collection Le Masque. Un mort au pont Guillain. Un homme soupçonné, il est victime d'une machination.
- La série de bande dessinée "Théodore Poussin" de Frank Le Gall, parue à partir de 1987, dont le personnage éponyme est originaire de Dunkerque. Le tome 7 nommé "la vallée des roses", retrace l'enfance de Théodore au sein du quartier de Rosendael (qui donne son nom à l'album) et met en scène le personnage dans des lieux emblématiques de Dunkerque comme le port, la promenade, ou devant la statue de Jean Bart. L'ensemble de l'œuvre et l'intrigue de départ s'inspire grandement des histoires et notes du grand-père de l'auteur, Dunkerquois d'origine.

#### Philatélie
Six timbres postaux représentant la ville ont été émis:
- Le premier le 5 novembre 1945, intégré dans une série sur les villes détruites pendant la Seconde Guerre mondiale[221].
- Le second le 26 mars 1962 pour célébrer le tricentenaire du port, avec une oblitération Premier jour le 24 dans la ville[222].
- Un autre traitant de Dunkerque et ses Extensions Portuaires, avec une oblitération Premier Jour le 12 février 1977 en présence de Norbert Ségard, Secrétaire d’État aux PTT
- Un quatrième timbre le 24 mai 1980, en l'honneur du 53e Congrès National de la Fédération des Sociétés Philatéliques Françaises se tenant à Dunkerque. Ce timbre illustre le beffroi de la mairie de Dunkerque ainsi qu'en arrière-plan une grue signifiant le caractère portuaire de la ville.
- Un cinquième timbre le 29 mai 1998, dans le cadre du 71e Congrès de la Fédération Françaises des Associations Philatéliques à Dunkerque. Le timbre représente le géant de Dunkerque Reuze, le bateau-feu Sandettié (trônant de nos jours devant le Musée Portuaire de Dunkerque en Citadelle) ainsi que l’Église Saint-Éloi de Dunkerque.
- Enfin un dernier timbre a été émis le 5 août 2019. Il représente le Phare du Risban, situé sur un ancien ouvrage militaire.

#### Représentation

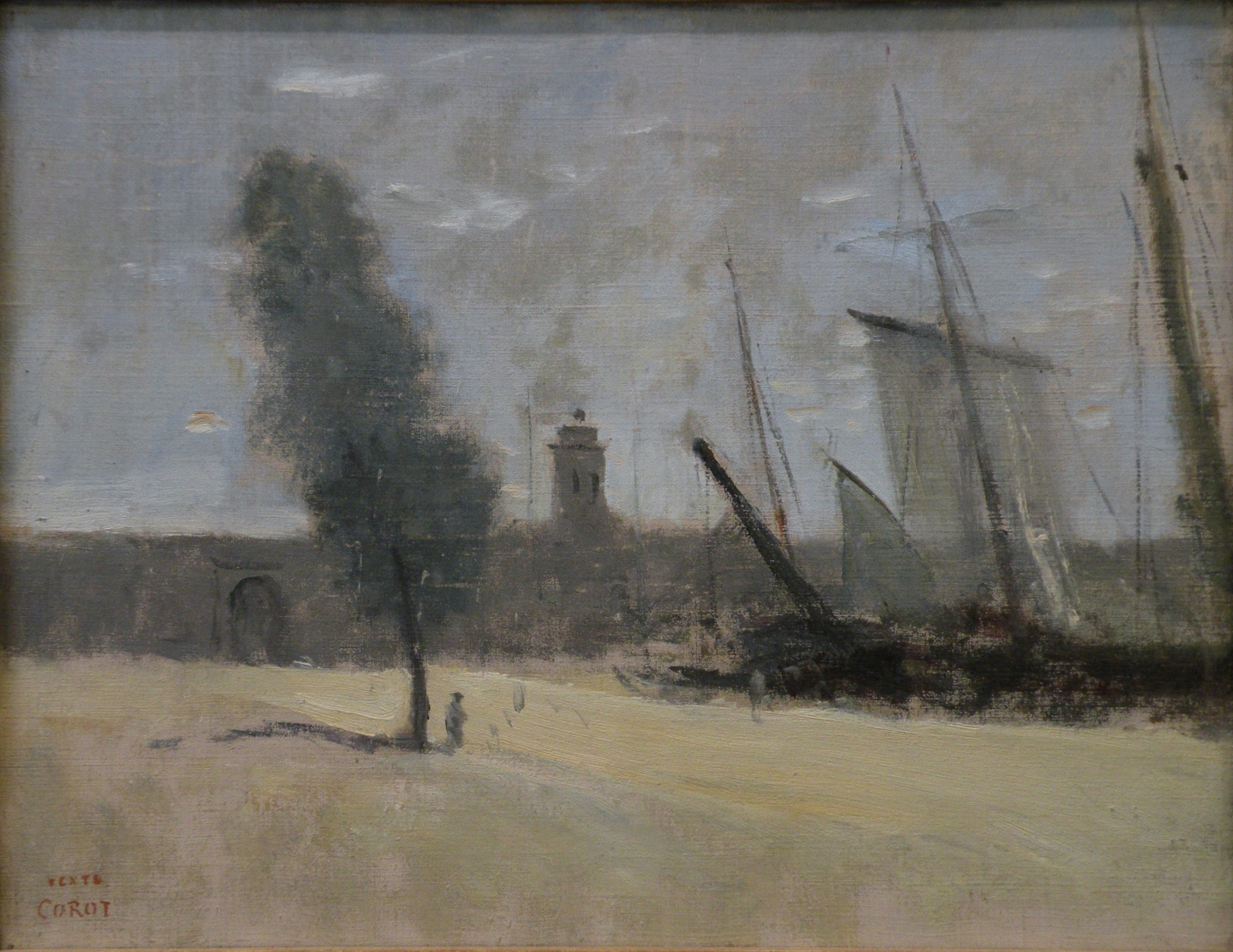
Dunkerque, remparts et porte d'entrée du port
Camille Corot, 1873
Musée André Malraux, Le Havre

L'acquisition de la ville de Dunkerque en 1662 est illustrée au plafond de la galerie des Glaces du château de Versailles.
La ville de Dunkerque a donné son nom à une des chansons du groupe Indochine, dans l'album Paradize sorti en 2002.
Les clips Un petit peu d'air du groupe Felipecha et Happy du groupe XYetZ ont été tournés dans les rues de Dunkerque.
La ville occupe sur le plateau du « Monopoly France » la place la plus prestigieuse, celle correspondant à la rue de la Paix du Monopoly français classique, néanmoins sur le « Monopoly Nord-Pas-de-Calais », elle occupe la place correspondant à l'avenue de Neuilly sur le classique français. La ville dispose également d'un Monopoly à son nom : « Monopoly Dunkerque ».

### Sports et événements sportifs

#### Cyclisme
Chaque année a lieu la course cycliste les Quatre Jours de Dunkerque.

### Personnalités liées à la commune
- Antoine de Briaerde (mort en novembre 1553), bourgmestre de Dunkerque, vice-amiral de Flandre;
- Lambert de Briaerde (1490-1557), jurisconsulte, président du Grand conseil des Pays-Bas à Malines;
- Michel Jacobsen (1560-1632), membre de la famille Jacobsen, corsaire, vice-amiral pour le compte de l'Espagne ;
- Jan Jacobsen (1588-1622), fils de Michel Jacobsen, corsaire, cerné par l'ennemi, mort héroïquement sur son navire;
- Jean de Reyn (1610-1678), disciple de Van Dyck ;
- Jean Bart (1650-1702), corsaire ; Chef d'escadre de la Province de Flandre;
- Michel de Swaen (1654-1707), poète et dramaturge flamand, membre de la chambre de rhétorique Saint-Michel ;
- François-Cornil Bart (1677-1755), vice-amiral de la flotte du Ponant ;
- Peter Angelis (1685-1734), (Pierre Angillis), peintre de l'école flamande
- Étienne de Perier « l'aîné » (1687-1766), gouverneur colonial de la Louisiane française de 1726 à 1733, lieutenant-général des armées navales en 1757 ;
- Antoine Alexis de Perier de Salvert (1691-1757), chef d'escadre des armées navales du roi ;
- Jean-Baptiste Descamps (1714-1791), peintre et écrivain ;
- André Joseph Lemaire (1738-1802), général de division de la Révolution française ;
- Joseph François Urre de Molans (1743-1817), général des armées de la République et de l'Empire y est né;
- Pierre Jean Van Stabel (1744-1797), corsaire ;
- Laurent Coppens (1750-1834), député du Nord en 1791-1792 puis de 1815 à 1818;
- Thomas O'Meara (1750-1819), général français de la Révolution et de l’Empire, né à Dunkerque.
- Jean-Marie Joseph Emmery (1754-1825), député-maire de Dunkerque ;
- Paul Louis Joseph Peterinck (1754-1801), général de brigade de la Révolution française
- Jean-Jacques Fockedey (1758-1853), docteur en médecine, député à la Convention ;
- Pierre-Edouard Plucket (1759-1845), corsaire ;
- Louis Joseph Auguste Saint-Laurent (1763-1832), général français de la Révolution et de l’Empire ;
- Guillaume O'Meara (1764-1828), général français de la Révolution et de l’Empire, frère du général Thomas O'Meara, né à Dunkerque.
- Pierre Dénys de Montfort (1766-1820), naturaliste
- Louis Marie Joseph Thévenet (1773-1846), général français de la Révolution et de l’Empire.
- Armand Charles Guilleminot (1774-1840), général français de la Révolution et de l’Empire ;
- Victor Dourlen (1780-1864), compositeur ;
- Jacques-Benjamin Morel (1784-1860), Député, philanthrope, Fondateur et président de la Société Humaine de Dunkerque qui a pour vocation de porter secours aux naufragés et noyades des bains de mer[226]
- August Édouart, (1789-1861) silhouettiste
- Constant Thélu, (1796-1863), médecin et érudit
- Victor Derode (1797-1867), historien ;
- Joseph Fontemoing (1798- ?), avocat et auteur des paroles de la célèbre Cantate à Jean Bart ;
- Henriette Méric-Lalande (1799-1867), soprano lyrique ;
- Charles Coquelin (1802-1852), économiste ;
- Alfred de Clebsattel (1807-1886), avocat, homme politique, député de 1852 à 1863 ;
- Jean-Baptiste Philémon de Cuvillon (1809-1900), violoniste et compositeur ;
- Henri Tresca (1814-1885), ingénieur mécanicien et professeur au Conservatoire national des arts et métiers de Paris ;
- Jean-Baptiste Trystram (1821-1906), industriel et homme politique ;
- Mamès Cosseron de Villenoisy (1821-1903), général de brigade
- Louise Lavoye (1823-1897) ;
- Suzanne Lagier (1832-1893) ;
- Benjamin Damman (1835-1921), peintre et graveur français ;
- Mathilde Guthlin Delaporte (1838-1911), musicienne, pianiste et compositrice ;
- Auguste Angellier (1848-1911), poète, enseignant, critique et historien de la littérature ;
- Auguste Verneuil (1856-1913), chimiste ;
- Georges Jansoone (1858-1940), évêque auxiliaire de Lille ;
- Paul Dussaussoy (1860-1909), député précurseur du droit de vote des femmes
- Félix Coquelle (1864-1928), maire de Rosendaël, conseiller général, président de la Chambre de commerce, député du Nord,
- Louis Lemaire (1877-1941), historien de la région de Dunkerque, médecin, chirurgien;
- Jacques Bouly de Lesdain (1880-1976 en Italie), journaliste, explorateur, collaborateur;
- Charles Valentin (1881-1939), député-maire de Dunkerque ;
- Florent Guillain, ingénieur des Ponts et Chaussées et député de Dunkerque de 1896 à 1910 ;
- Roger Salengro (1890-1936), homme politique ;
- Émile Bollaert (1890-1978), haut fonctionnaire et résistant, Compagnon de la Libération[227] ;
- Léon Moreel (1901-1978), historien de la région de Dunkerque;
- Jules Semler-Collery (1902-1988), compositeur et chef d'orchestre militaire ;
- Pierre Herbart (1903-1974), écrivain et résistant ;
- Louis Evrard (1905-1989), peintre ;
- Pierre Jérôme, (1905-1982), peintre, lauréat du prix de Rome en 1934
- René Bonpain (1908-1943), prêtre et résistant mort fusillé ;
- Paul Meurisse (1912-1979), acteur ;
- Roger Rio (1913-1999), international français de football ;
- Jean Minne (1921-1988), plus connu sous le nom de « Cô-Pinard II », tambour-major de la bande de Dunkerque de 1960 à 1988 ;
- André Devynck (1925-1994), poète ;
- Jacques Bialski (1929-2013), homme politique ;
- Paul-Marie Guillaume (1929- ), évêque émérite de Saint-Dié;
- Claude Wesly (1930-2016), plongeur de l'équipe Cousteau ;
- Jacques Duquesne (1930- ), journaliste et écrivain ;
- Jean-Marie Géhu (1930-2014), botaniste et phytosociologue, décédé à Dunkerque ;
- Pierre Dhainaut (1935- ), poète et écrivain ;
- Jacques Yvart (1940- ), chanteur, auteur-compositeur-interprète ;
- Xavier Degans (1949-), peintre ;
- Jean Bodart, président de 2001 à 2012 des Quatre Jours de Dunkerque
- Pierre Makyo (1952- ), auteur de bandes dessinées ;
- François Rollin (1953- ), humoriste, acteur et scénariste ;
- Alex Dupont (1954-2020), entraîneur de football professionnel ;
- Alain Dodier (1955- ), auteur de bandes dessinées ;
- Mimi Coutelier (1956- ), actrice ;
- Frédéric Le Junter (1956- ), musicien ;
- Damien Savatier (1958- ), skipper navigateur, 2 fois vainqueur du Tour de France à la voile;
- François Reynaert (1960- ), journaliste et écrivain ;
- Rémi de Vos (1963- ), dramaturge ;
- Pascal Dessaint, (1964- ), écrivain ;
- Jean-Paul Rouve (1967- ), acteur ;
- Loïc Leferme (1970-2007), apnéiste détenteur de 3 records mondiaux ;
- Jérôme Pauwels (1970), comédien
- Erick Baert (1972-), imitateur ;
- Guillaume Florent (1973- ), Médaillé Olympique 2008 en Voile, Vice-Champion d'Europe de Finn, Coupe de l'America 2007, quintuple Champion de France ;
- Fabrice Baron (1974-), footballeur finaliste de la Coupe de France 2000 avec le Calais RUFC ;
- Xavier Gens (1975- ), réalisateur et scénariste ;
- Christophe Hogard (1975-), footballeur finaliste de la Coupe de France 2000 avec le Calais RUFC ;
- Grégory Deswarte (1976-), footballeur finaliste de la Coupe de France 2000 avec le Calais RUFC ;
- Sébastien Bosquet (1979- ), handballeur deux fois champion de France, 2 fois champion d'Europe et champion du monde ;
- Magaly Hars (1979-), gymnaste ;
- Gavriel Howard Feist (1980- ), écrivain ;
- Frédéric Clou (1980- ), acteur ;
- Thomas Ruyant (1981-), skipper, navigateur, vainqueur de la Transat 6.50 en 2009, vainqueur de la Route du Rhum 2010 en catégorie Class40
- Jean-Noël Vandaele (1952-) artiste peintre qui vit aux États-Unis, a vécu à Dunkerque de 1977 à 1999 ;
- Audrey Célestine (1980-), politologue, sociologue, historienne et militante féministe décoloniale ;
- Inès Vandamme (1992-), danseuse, chorégraphe et animatrice de télévision française ;
- Beendo Z (1998-), rappeur et chanteur, né à Dunkerque ;
- Ève Gilles (2003-), Miss France 2024, y est née et a étudié au lycée Jean Bart.

### Héraldique, logotype et devise

#### Héraldique
| Blason de Dunkerque | Blason  | Coupé, en chef d'or au lion passant de sable, armé et lampassé de gueules, en pointe d'argent à un dauphin couché d'azur crêté et oreillé de gueules Ornements extérieursLa citation « Dunkerque a bien mérité de la Patrie » récompense l'héroïsme des habitants de la ville lors du siège de Dunkerque en 1793. Quant aux médailles, elles sont de gauche à droite sur le blason : - la Croix de Chevalier de la Légion d'honneur remise en 1919 ; - la Croix de Guerre de la Première Guerre mondiale remise le 18 octobre 1917. La citation « Ville héroïque, sert d'exemple à toute la Nation » fut attribuée à Dunkerque en 1917 ; - la Croix de Guerre de la Seconde Guerre mondiale remise en 1945 (les palmes de bronze caractérisent une citation à l'ordre de l'armée) ; - la Distinguished Service Cross, récompense britannique remise en 1919. |
| Blason de Dunkerque | Détails | Le statut officiel du blason reste à déterminer. |

#### Drapeau de Dunkerque

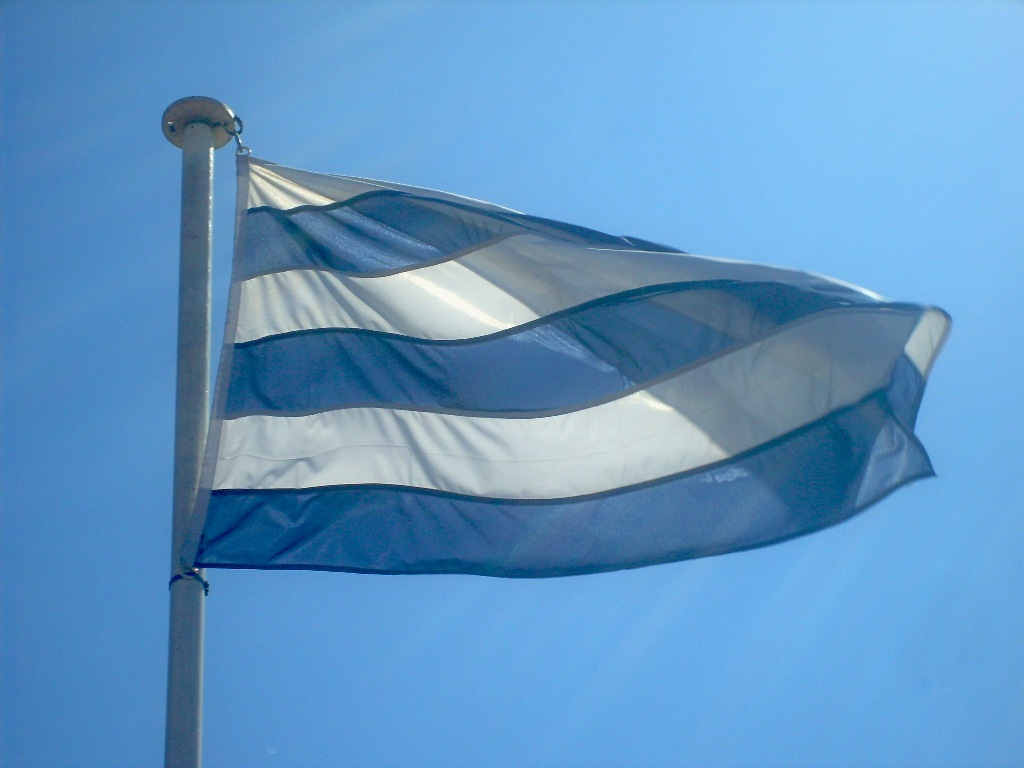
Drapeau de Dunkerque

Le drapeau de Dunkerque est argent fascé d'azur, c'est-à-dire sur un fond blanc se trouvent trois bandes bleues, la bande la plus basse étant bleue. L'histoire de ce drapeau est peu connue : sous la domination espagnole, la marine dunkerquoise a un pavillon qui lui est propre. En 1662, alors que Dunkerque devient définitivement française, le roi Louis XIV honore les corsaires dunkerquois en leur offrant un pavillon particulier afin de favoriser la course sur mer. Délivré le 24 juin 1684, il est alors blanc chargé d'une croix bleue en son centre. Durant le siècle suivant, les Dunkerquois conservent deux pavillons : le premier bleu et blanc, et le second qui est une croix rouge sur fond blanc. Le 8 décembre 1817, le drapeau de Dunkerque est remplacé par décret officiel par le pavillon de Cherbourg, qui est blanc orné de deux bandes bleues. Au fil des temps, le drapeau porte une bande en plus et devient celui que l'on connaît aujourd'hui.

Drapeau offert par Louis XIV en 1684 aux corsaires dunkerquois
drapeau de la Ville de Dunkerque aussi utilisé au XVIIIe siècle
drapeau de la Ville de Dunkerque en 1817
Drapeau actuel de la Ville de Dunkerque

#### Logos

Logo de la Ville de Dunkerque milieu des années 1980.
Logo de la Ville de Dunkerque en 1989.
Logo de la Ville de Dunkerque de 1994 à 2016.
Logo de la Ville de Dunkerque depuis 2016.